# Citroën

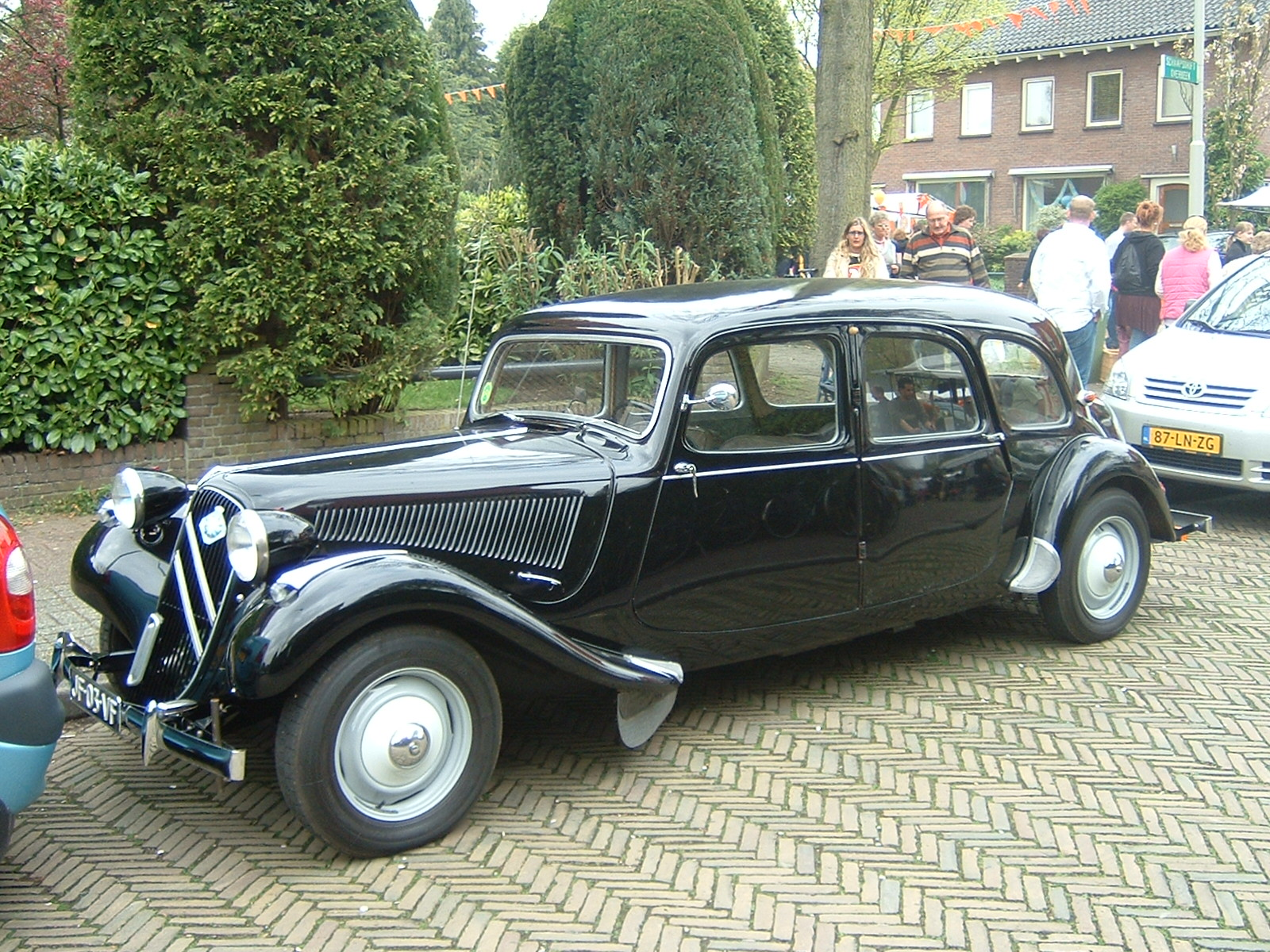
Citroën Traction Avant 11 familiale

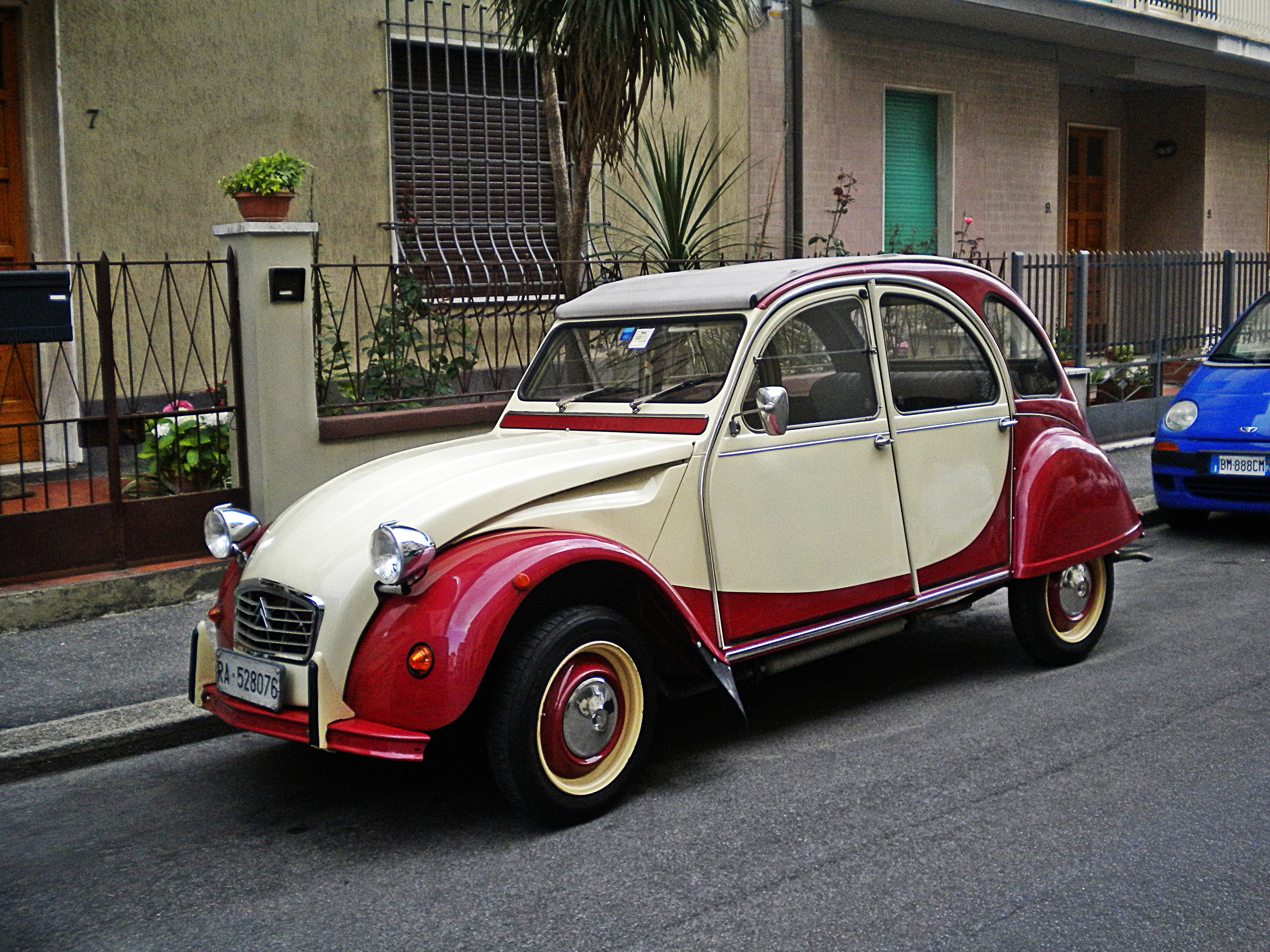
Citroën 2CV

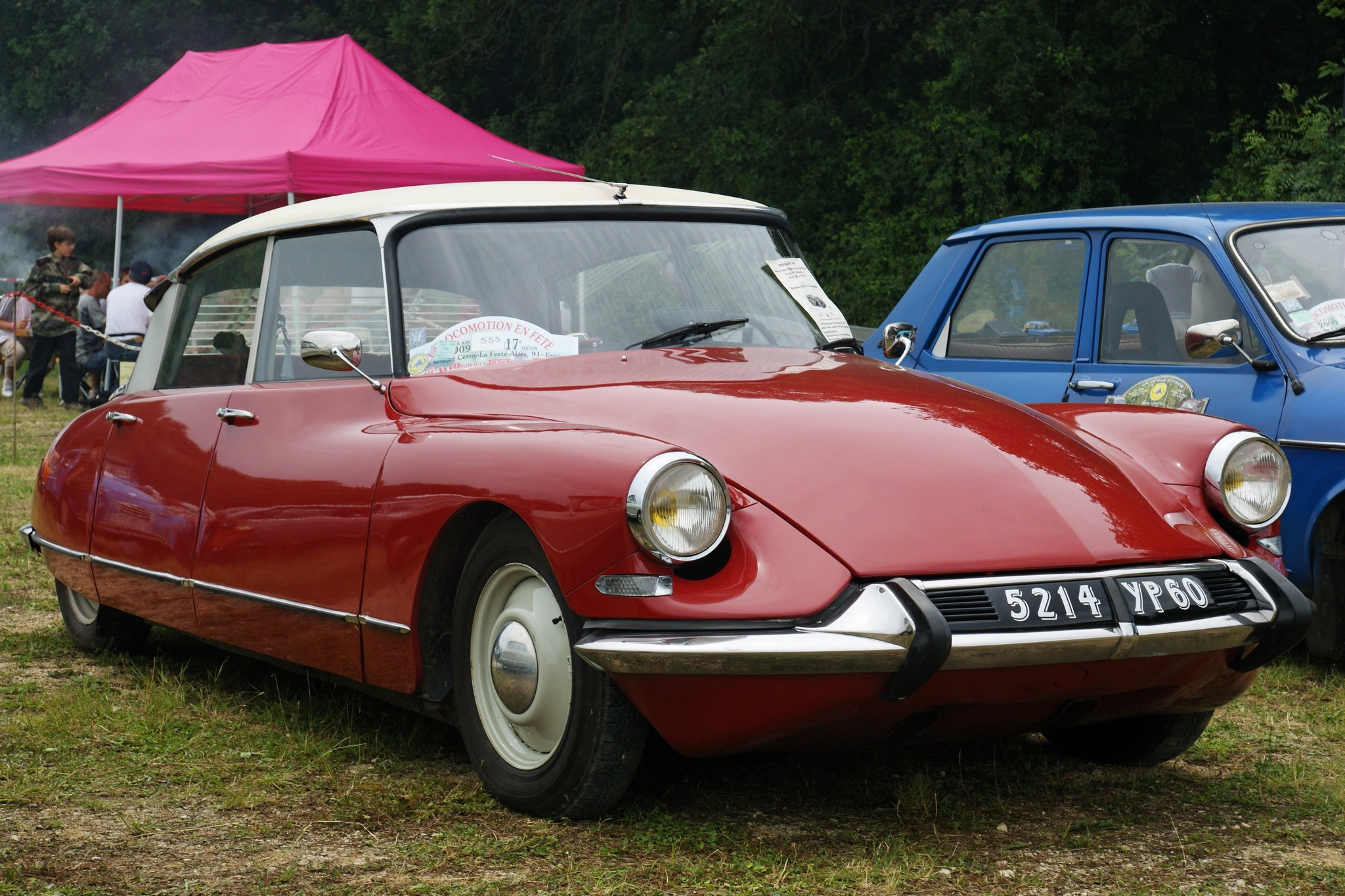
Citroën DS

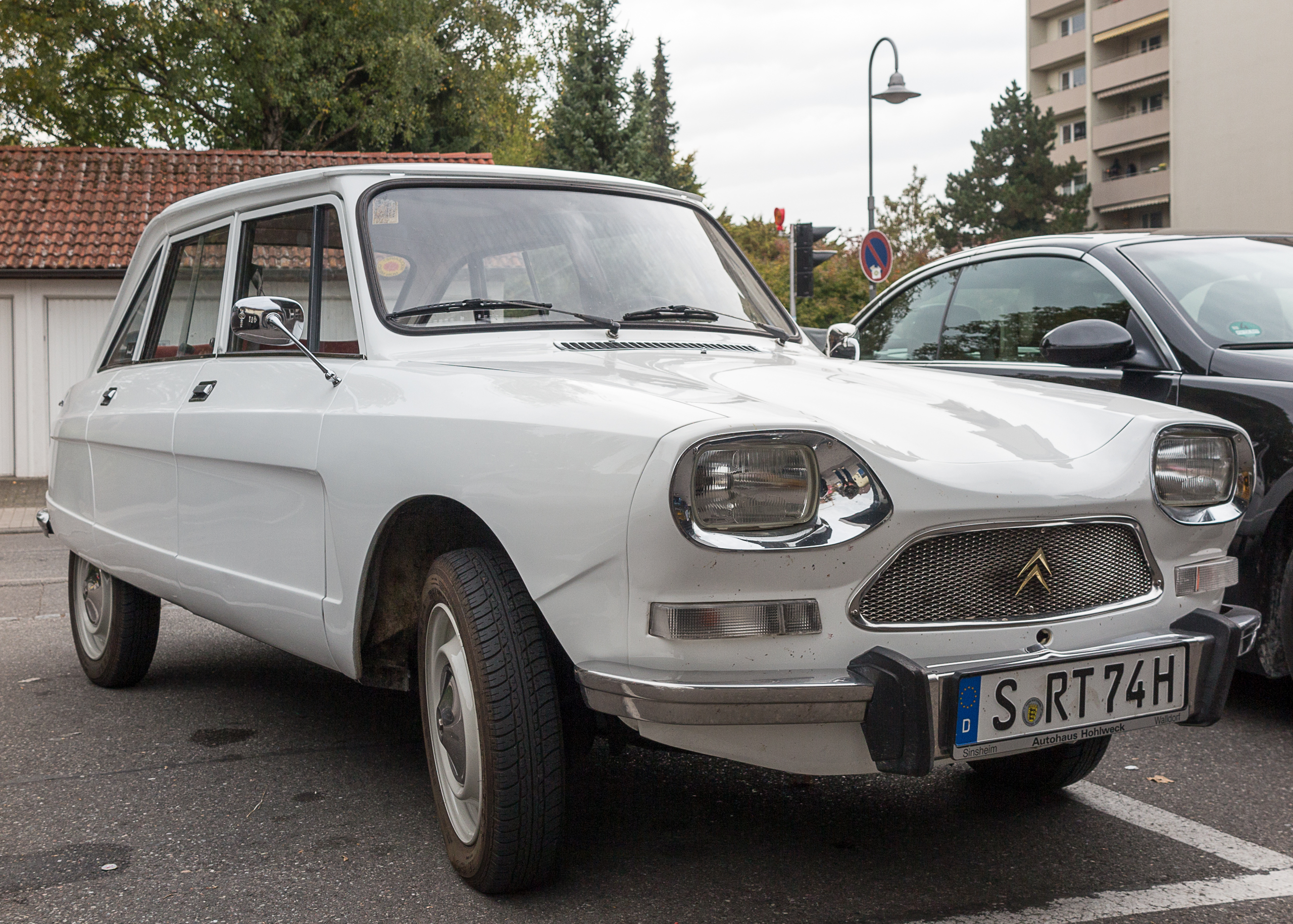
Citroën Ami 8

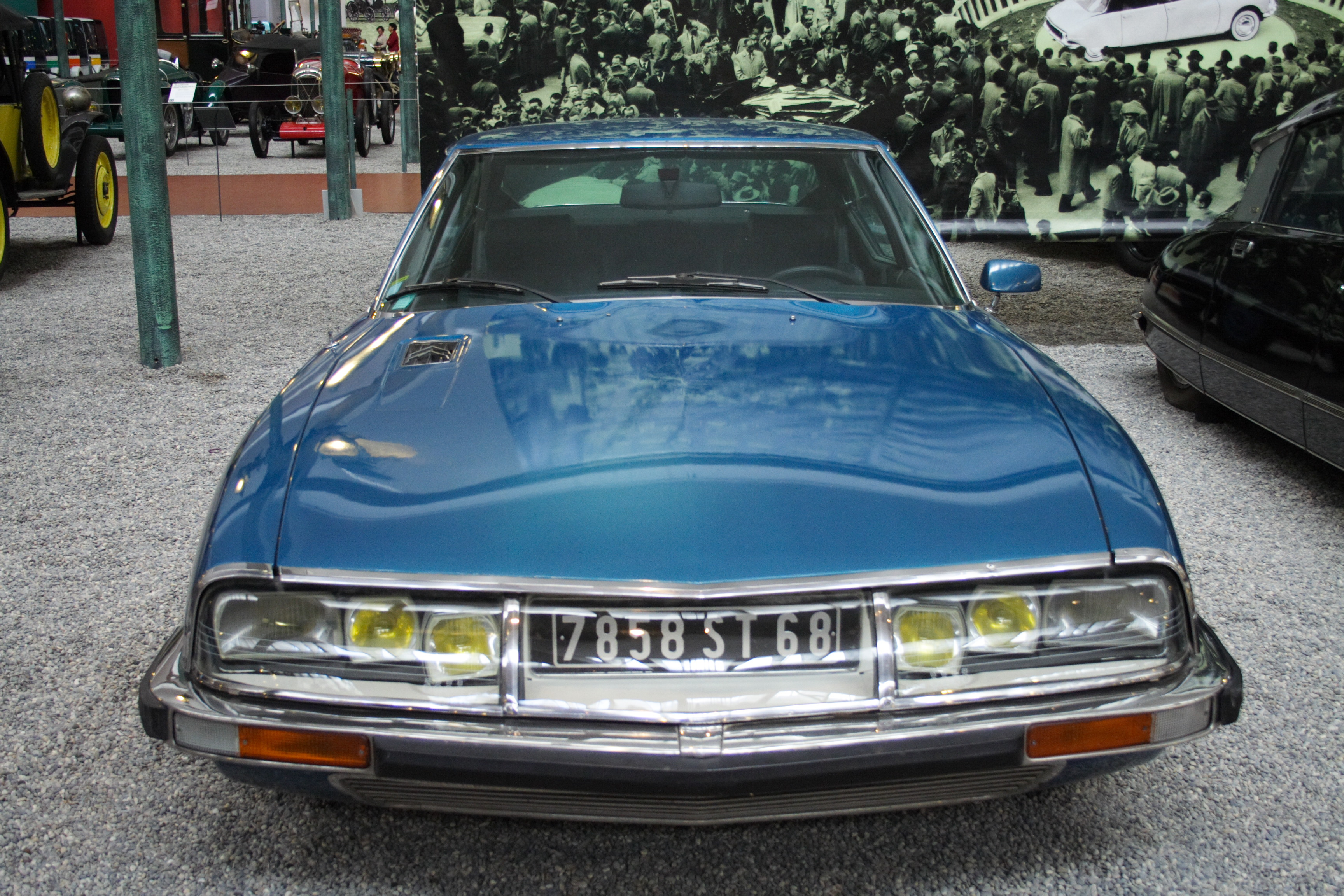
Citroën SM

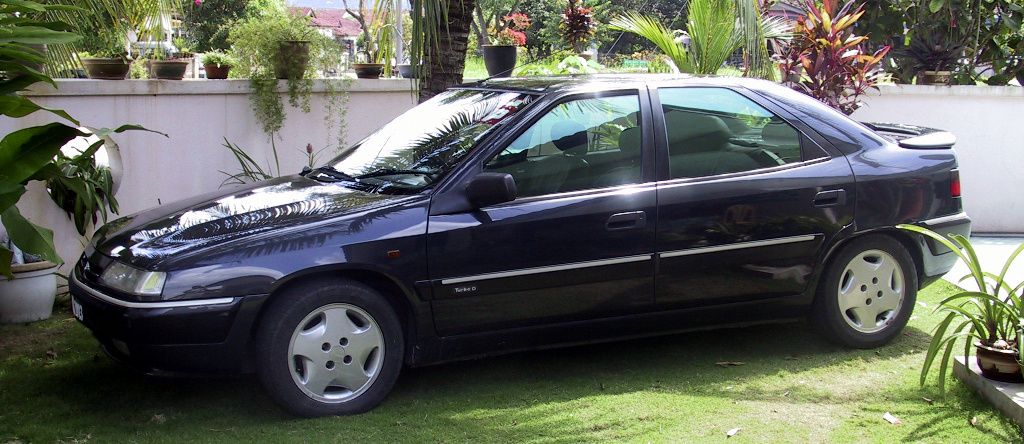
Citroën Xantia

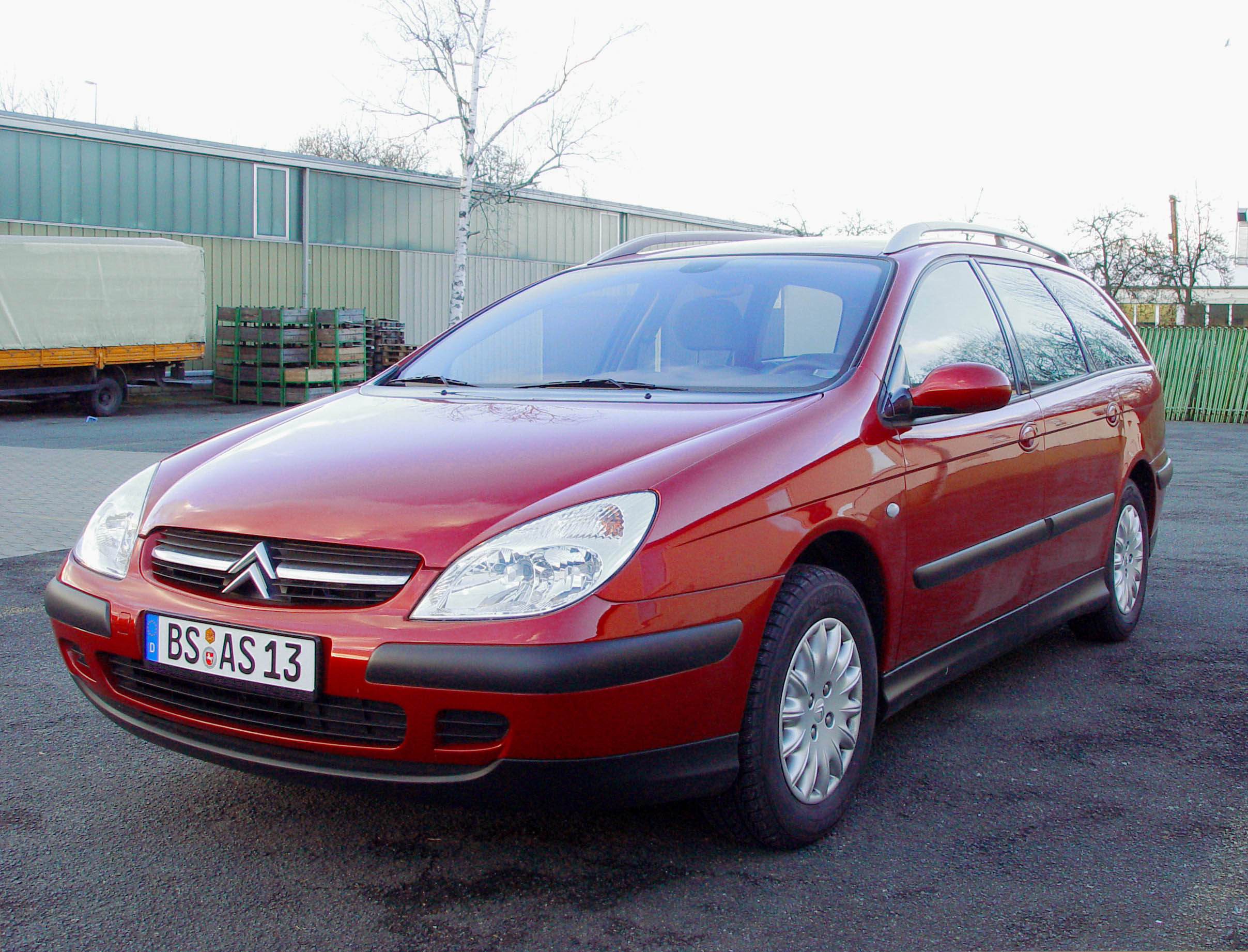
Citroën C5, 2003

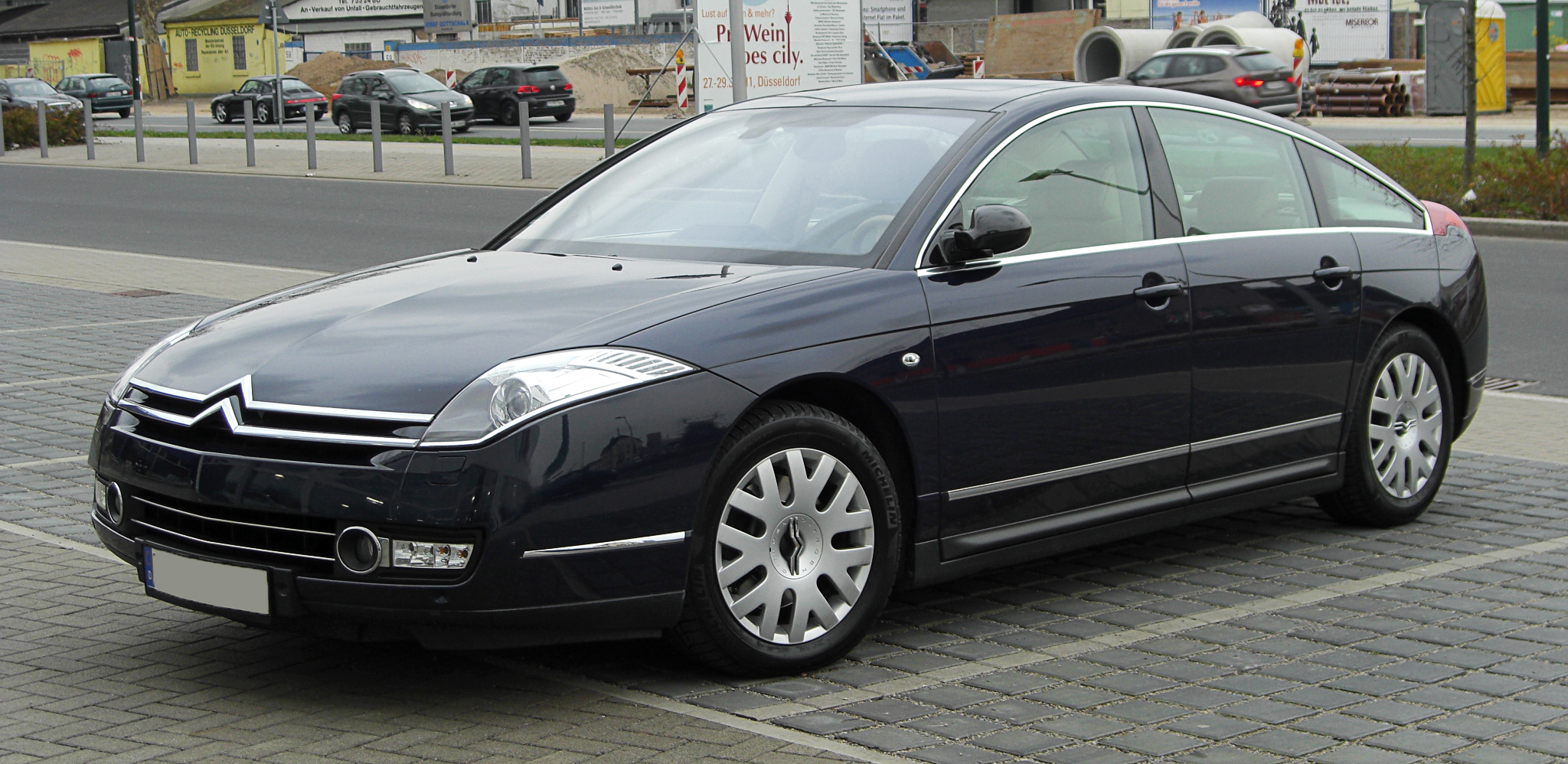
Citroën C6, 2006

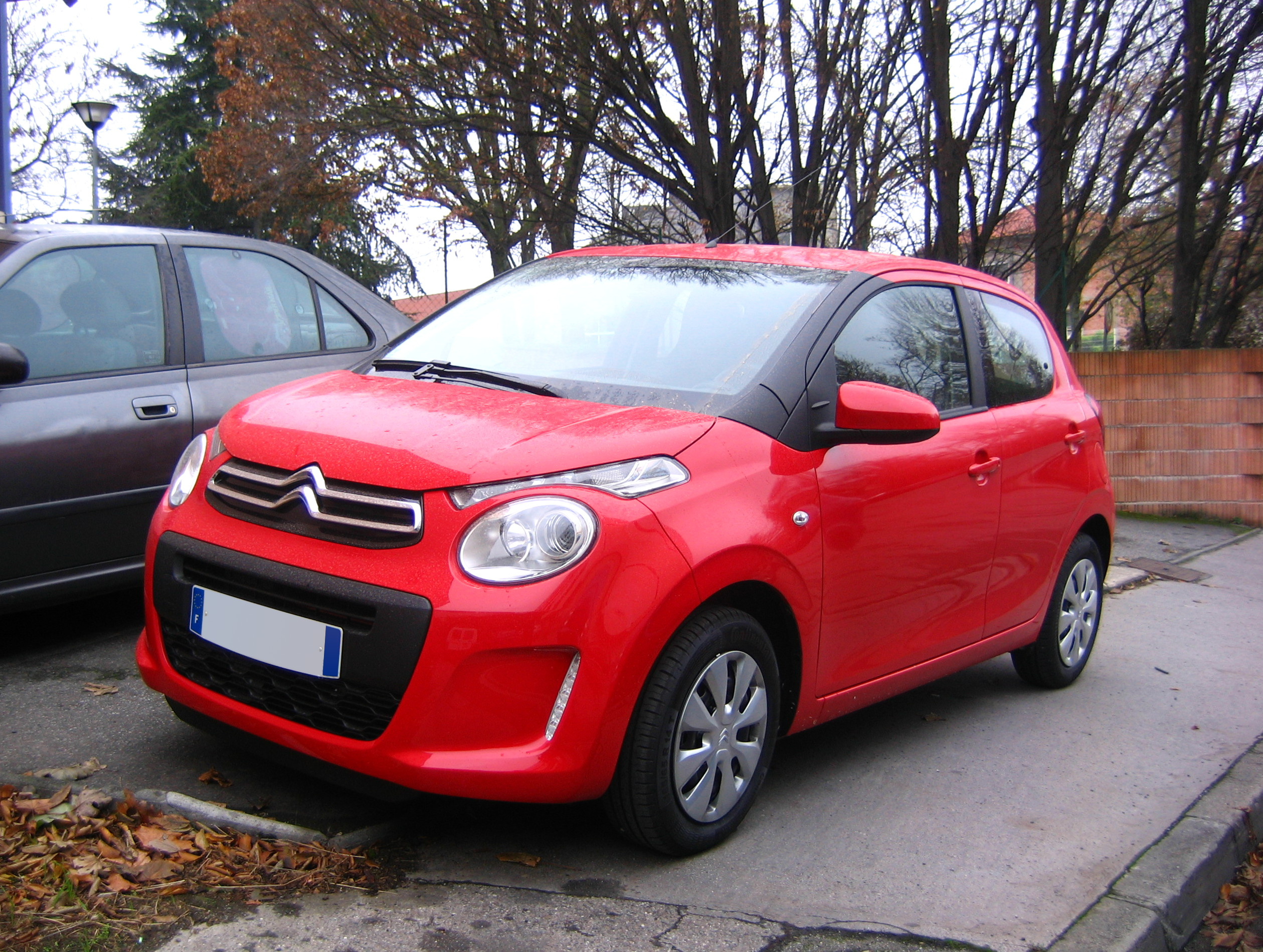
Citroën C1, 2014

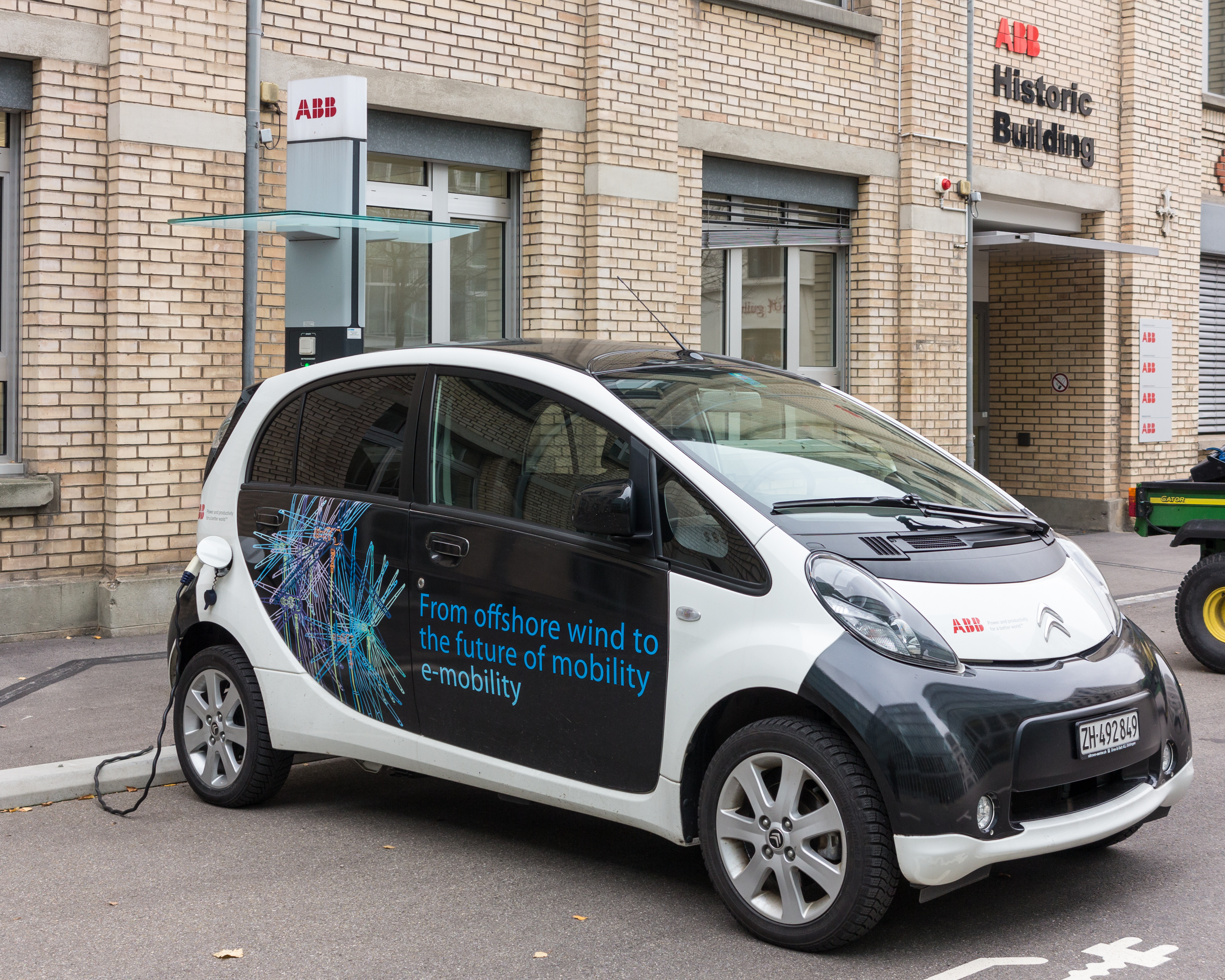
Citroën C Zero

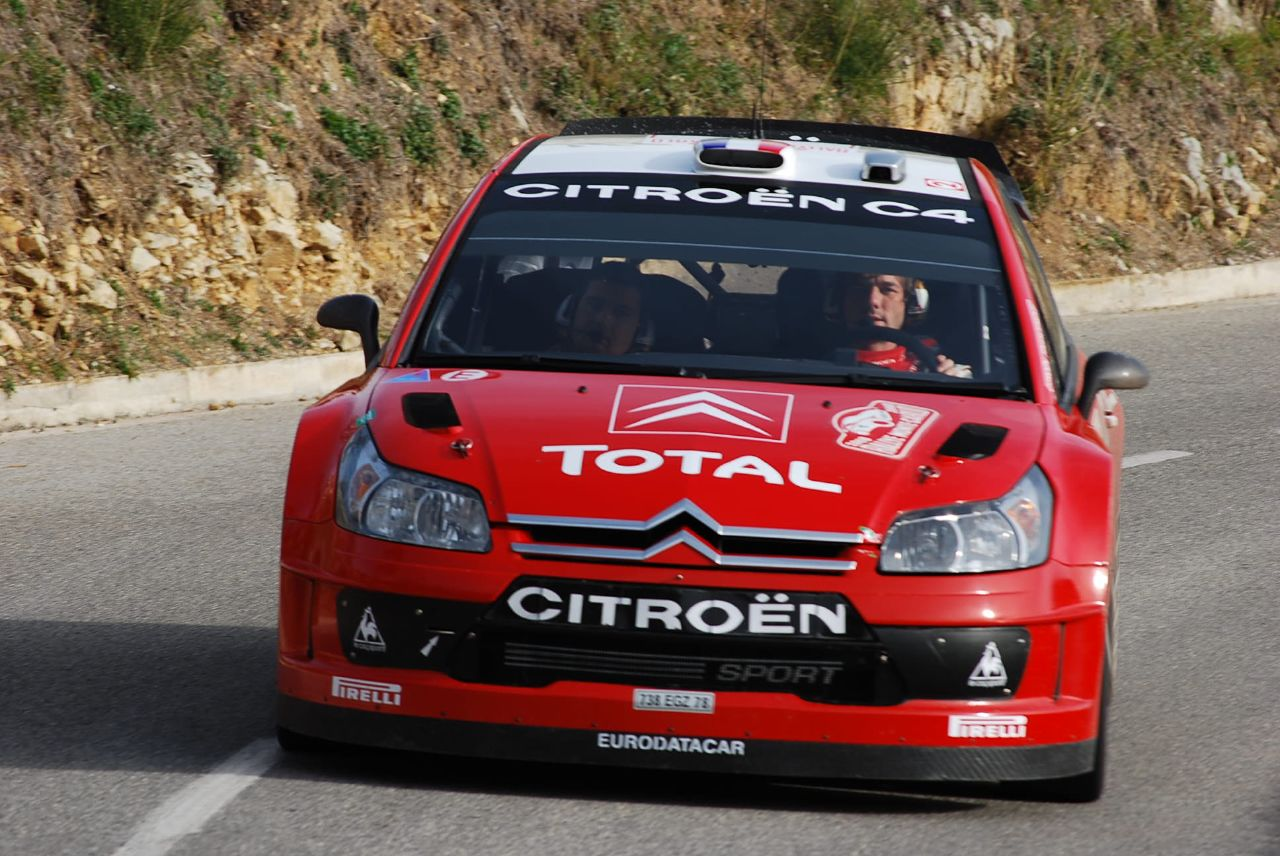
Citroën C4 WRC (Sébastien Loeb)

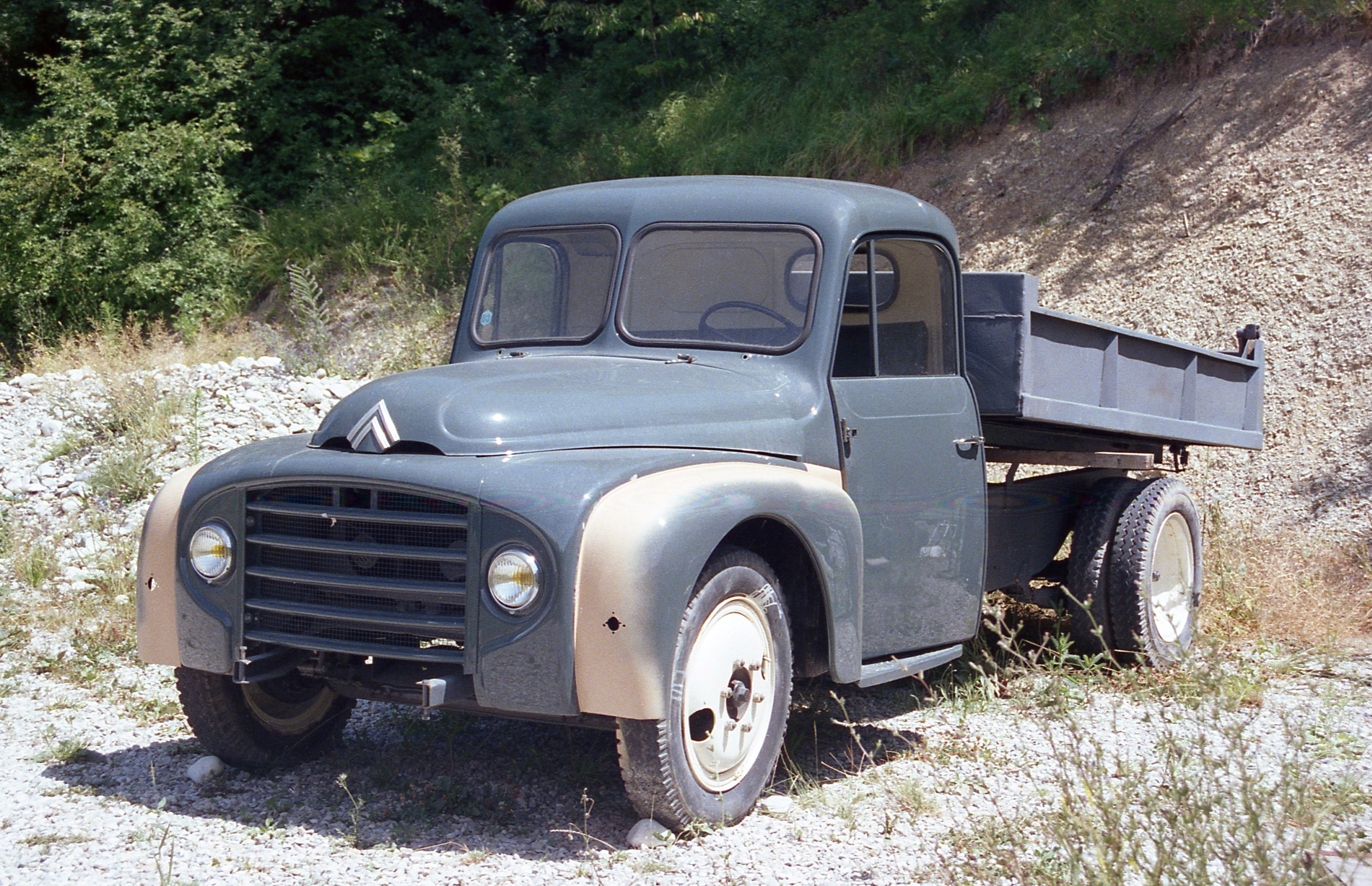
Citroën Type 55 gezien in Crest (F) in juli 1995

Citroën is een Frans automerk. Het bedrijf is opgericht door André Citroën. Citroën is sinds 1976 onderdeel van PSA Peugeot Citroën. Sedert 16 januari 2021 maakt Citroën deel uit van Stellantis (na fusie van Groupe PSA en FCA).

## André Citroën
André Citroën (5 februari 1878 – 3 juli 1935) is de naam van de ingenieur die aan het begin van de twintigste eeuw een autofabriek opricht in Frankrijk. In 1900 verwerft hij in Polen een Russisch patent voor een productiemethode die hem in staat stelt om tandwielen met een V-vormige vertanding te produceren. Voordeel daarvan is de grotere sterkte, grotere precisie (de tanden 'schuiven' niet meer), en daardoor lagere slijtage en een lager geluidsniveau. Deze bijzondere vorm vindt men later terug als de dubbele keper in het Citroënlogo.

## Geschiedenis

### Begin tot Tweede Wereldoorlog
In 1905 begint André Citroën (de zoon van de van origine Nederlandse diamanthandelaar Levie Citroen die in 1873 naar Parijs verhuisde) een tandwielfabriek. In 1908 helpt hij het slecht renderende automerk Mors er weer bovenop met managementadviezen. In 1915 start hij een munitiefabriek, gebaseerd op de lopende band techniek overgenomen na een bezoek aan de Verenigde Staten Amerika en Henry Ford. Tijdens de Eerste Wereldoorlog produceert deze fabriek meer dan 23 miljoen granaten. Uit dit succes betrekt Citroën het benodigde startkapitaal om een automobielfabriek te beginnen. Wederom wordt als voorbeeld de productiemethode van Henry Ford gebruikt. In 1919 introduceert Citroën de eerste aan de lopende band geproduceerde auto van Europa, de "Type A", ontworpen door Jules Salomon. Deze 4-persoons 10 pk-wagen kostte toen 7500 Franse frank. Met dit type werd een serieproductie van tienduizend exemplaren per jaar begonnen. Hierbij kwam in 1922 de onsterfelijke 5 CV, beter bekend als de citroen of het klaverblad.
Citroën slaagde erin uit te voeren wat De Dion en Darracq hadden gepoogd en bracht twee revolutionaire elementen in de Europese auto-industrie: massaproductie waarbij speciale machines (lopende band etc.) werden gebruikt en een kleine wagen die desondanks toch betrouwbaar en sterk tot bijna onverwoestbaar was.
Vanaf 1919 behaalde Citroën succes op succes met het bouwen van, dan nog, achterwielaangedreven personen- en bestelwagens. Door zijn bijzondere manier van reclame maken verwerft het merk grote faam.
In 1919 neemt Citroën Adolphe Kégresse in dienst. Hij had een octrooi voor het gebruik van rupsbanden voor personenwagens. Diverse personenwagens van Citroën zijn in de periode 1921 en 1937 uitgerust met zijn uitvinding. De voertuigen van Citroën Kégresse konden in moeilijk terrein goed vooruit komen en ze werden gebruikt voor enkele beroemde expedities in Afrika. Citroën sponsorde deze expedities voor de publiciteit en om de aandacht op deze voertuigen te vestigen. Militairen kregen ook belangstelling en vooral het Franse en Poolse leger kochten grote aantallen die aan het begin van de Tweede Wereldoorlog nog in gebruik waren.

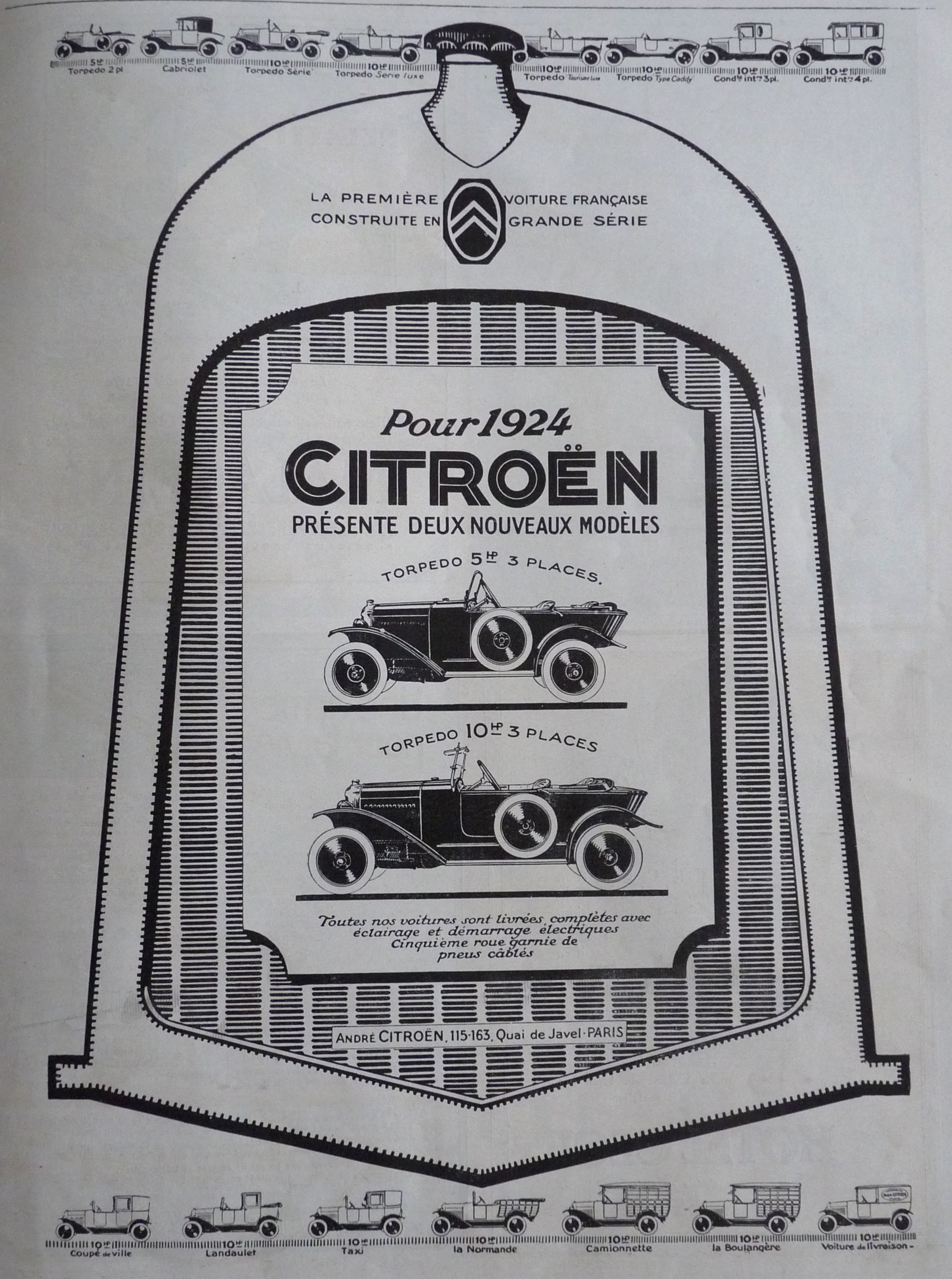
Reclameadvertentie in het jaar 1923

In 1925 komt Citroën met het kloeke model type B12, voorzien van een 10 pk motor en geheel stalen carrosserie. Een van de eerste wagens met 4-wielremmen. In 1928 werd de Citroën C6 geïntroduceerd. Deze zescilinder had een hoog rendement door een compressieverhouding van 6 op 1; voor die tijd zeer hoog.
Citroën organiseert wereldreizen per auto, zoals de "Croisière Noir" door Afrika, de "Croisière Jaune" door China en de "Croisière Blanche" door de Canadese Rocky Mountains. Citroën regelt de bewegwijzering in Frankrijk, stelt buslijnen in met Citroën bussen, verzorgt autoverzekeringen en zorgt voor een dicht distributienetwerk. De 8 pk-Citroën Petite Rosalie reed van 15 maart tot 17 juli 1933 een afstand van 300.000 km op het circuit van Linas-Monthléry met een gemiddelde van 93 km/h.
In 1933 verschijnt een 15 pk-model op de weg, uitgerust met de nieuwe motor van Citroën: de moteur flottant.
Zijn laatste geniale zet, waarmee hij in 1934 een ommekeer in de automobielindustrie teweeg weet te brengen, is de introductie van de Traction Avant. Dit was de eerste in een grotere serie geproduceerde voorwielaangedreven auto ter wereld (de eerste in serie gebouwde was de Cord L-29 van 1929 t/m 1932 in een oplage van 4400 stuks). De Traction Avant had een aantal heel bijzondere aspecten voor die tijd: als eerste natuurlijk de voorwielaandrijving, waardoor er weinig passagiersruimte verloren gaat aan een middentunnel in de bodemplaat. Verder gaat het om een geheel zelfdragende carrosserie waar geen apart chassis onder gemonteerd is en is het een van de eerste in Europa in serie geproduceerde auto's met kopklepmotor. In de Verenigde Staten werden door Buick sinds 1903 al auto's met kopklepmotoren geproduceerd.
Goklust en de ontwikkeling van deze Traction Avant kosten hem echter zoveel geld, dat Citroën op de rand van een faillissement komt. In 1934 wordt het merk Citroën overgenomen door Michelin. Via nuchtere calculaties wordt drastisch gesneden in de ontwikkeling van de Traction en zo sneuvelt de poging tot het ontwikkelen van een automatische transmissie voor die wagen.
Op 3 juli 1935 om 9 uur overlijdt de inmiddels straatarme André Citroën aan de gevolgen van kanker. Straatarm, maar wel voortlevend in de geschiedenis als de man die vele bekende zaken als eerste heeft ingesteld: autoverzekeringen, autodealers, onderdelendistributie, openbaar vervoer per bus, bewegwijzering, bedrijfsmaatschappelijk werk, bedrijfsmedische dienst, de kindercrèche op het werk en zwangerschapsverlof. Hij wordt naar zijn laatste rustplaats in Montparnasse gereden in een Renault. Zijn laatste rustplaats wordt veel door Citroën-adepten bezocht en goed onderhouden.
Rond deze tijd wordt ook de Citroën 2CV ontwikkeld. Het ontwerp moest voldoen aan een aantal simpele criteria. Deze auto zou na de Tweede Wereldoorlog een doorslaand succes worden.

### Na de Tweede Wereldoorlog tot 2000
Na de Tweede Wereldoorlog herintroduceert Citroën de Traction Avant en brengt het de 2CV op de markt. Met het model werd de complete automobielindustrie verrast, want aan dit model ontbrak elke luxe; maar wat men niet verwachtte, het werd een wereldsucces. In veertien jaar werden er meer dan een miljoen stuks verkocht. Het eerste prototype was al in 1936 gebouwd vanuit de opdracht een auto te ontwerpen waarmee een boer een mand eieren naar de markt kon brengen zonder dat er een brak. Bijzonderheden waren het linnen dak en de uitneembare banken voor een picknick in de berm van de weg.
Op basis van de 2CV zouden later andere versies volgen: onder andere Dyane, Méhari, Ami, Acadiane.
In mei 1954 introduceert het merk op de Traction Avant 15H het hydropneumatische veersysteem op de achteras. De in 1955 geïntroduceerde DS en ID worden met dit veersysteem op beide assen wereldberoemd, wederom een ommezwaai zowel qua design als techniek. De auto wordt opgevolgd door de CX. De H is de bestelwagen van de Franse fabrikant, die opgevolgd wordt door de C35.
De Ami met een 2-cilinder/4-takt van 600 cm³ wordt op 24 april 1961 gepresenteerd. Ook Panhard rijdt mee op de successen van Citroën. Door een fusie kan de fabriek succes boeken met het model 24CT, dat diverse overwinningen in menige rally boekt. Topsnelheid van deze uitvoering: 160 km/h.
Eind jaren zestig stond het marktaandeel van Citroën onder neerwaartse druk. Het daalde in Frankrijk van 31% in 1965 tot 23% in 1968 en Citroën raakte in de verliezen. Citroën zocht een partner en raakte in 1968 in gesprek met Fiat. Fiat stond er financieel beter voor en wilde buiten Italië uitbreiden. Citroen was sterk in grote personenwagens terwijl Fiat meer kleine wagens produceerde. Gianni Agnelli voerde gesprekken met François Michelin, die de leiding van Citroën in handen had. Fiat wilde de zeggenschap in de combinatie hebben, maar de Franse president De Gaulle was hier fel op tegen. Fiat kreeg toestemming om slechts een minderheidsbelang te kopen. Na de transactie kwamen er snel meningsverschillen over diverse onderwerpen en in de herfst van 1972 kwamen de eerste geruchten over een breuk naar buiten.
Citroën draait in de jaren zeventig enorme verliezen, deels doordat men in de ontwikkeling van een revolutionaire motor is gestapt, de zogenaamde Comotor – een wankelmotor. Ook heeft Citroën jarenlang geen model tussen de Dyane en de DS, waardoor de ontwikkeling van deze auto, de Citroën GS, enorm veel geld kost. Het overgenomen Italiaanse Maserati blijft eveneens verlies lijden.
In 1974 gaat Citroën failliet. Hoewel het over de zuinige 2CV beschikt, is het bedrijf slachtoffer van de energiecrisis die in 1973 de kop opsteekt. Uit angst voor een enorme ontslaggolf stelt de Franse regering voor om Citroën te laten fuseren met Peugeot. Hieruit komt in 1975 de PSA groep voort. Een van de gevolgen hiervan is dat de Peugeot 104 als Citroën LN op de markt wordt gebracht. Toch behoudt Citroën de eigen identiteit, hoewel de invloed van Peugeot wel duidelijk wordt. Aspirationeel merk Maserati wordt aan DeTomaso verkocht.
Aangezien Citroën op dit moment twee succesvolle nieuwe ontwerpen op de markt had (GS en CX) en Peugeot voorzichtig was in zijn eigen financiën, was de PSA-onderneming een financieel succes vanaf 1975 tot 1979. In 1979 koopt PSA de activa van Chrysler Europe voor één symbolische dollar; dat leidde echter tot verliezen van 1980 tot en met 1985. Vanaf juli 1979 werd Chrysler omgedoopt tot Talbot en zo bestond PSA voortaan uit Citroën, Peugeot & Talbot.
In 1982 presenteert Citroën de BX als opvolger van de GSA, die overigens nog tot 1986 geproduceerd wordt. Door het uitgebreide gebruik van Peugeotonderdelen en het strakke design raken de liefhebbers ervan overtuigd dat Citroën zijn karakter zal verliezen. Niets is minder waar; ondanks het design en de Peugeotmotoren is de BX weer een echte Citroën met de kenmerkende noviteiten. Om een goedkoper model aan te kunnen bieden dat als vervanging kan dienen voor de 2CV komt in 1985 de in Roemenië geproduceerde Axel op de markt. Twee jaar later volgen de AX, bedoeld als opvolger van de 2CV, de Visa en de Axel. Daarmee komt ook een einde aan de luchtgekoelde boxermotor die Citroën al sinds 1948 in de goedkopere modellen levert. Het echte grote nieuws komt in 1989 wanneer Citroën het doek aftrekt van de XM, de opvolger van de CX die al sinds 1975 in productie is. De XM wordt gekenmerkt door strakke lijnen, een sterk verbeterd hydropneumatisch veersysteem en nieuwe motoren.
De BX wordt begin jaren negentig opgevolgd door twee modellen. Eerst in 1992 door de ZX, een model dat in de compacte middenklasse moet opereren en in 1993 door een middenklassemodel, de Xantia. In samenwerking met Fiat wordt in 1994 de Evasion gepresenteerd, de eerste MPV van Citroën. De Saxo volgt in 1996 de AX op. De Saxo is gebaseerd op de Peugeot 106, maar is enorm populair onder jongeren. De Berlingo wordt samen met de Peugeot Partner als bestelauto gepresenteerd. Het model volgt de C15 op. De Berlingo wordt ook als Multispace geleverd. Ook wordt in 1997 de Xsara als opvolger van de ZX gepresenteerd. Dit model is leverbaar als Berline (hatchback), Coupé of Break (stationwagen). Ook is er een MPV op basis van dit model, de Picasso.
Eind jaren negentig loopt de verkoop van Citroën enorm terug en wordt besloten een aantal conceptauto's te presenteren en daarop nieuwe auto's op de markt te introduceren. De Citroën C3 en de C6 Lignage laten zien waar de PSA Citroën heen wil sturen.

### 2000 - later
De naamgeving van de huidige range verwijst naar de modellen uit het begin van het merk: C1, C2, C3, C4, C5, C6, C8. Daarnaast levert men ook nog de C-Crosser SUV in samenwerking met Mitsubishi op basis van haar Outlander.
De Citroën C3 was in 2002 een van de eerste auto's nieuwe stijl die werd geïntroduceerd, niet lang daarna gevolgd door de C3 Pluriel, de cabrioletversie. De Citroën C5 die daarna werd gepresenteerd, maakt gebruik van hydropneumatische vering in de nieuwste uitvoering. Niet lang daarna werden de C2 en C4 op de markt gebracht. In 2005 werden de C1, een samenwerkingsverband met Peugeot en Toyota, en het nieuwe model C6, het voormalige Lignage project, geïntroduceerd. De Citroën C8 is ontwikkeld door PSA (Citroën en Peugeot (807) en de Fiat-groep (Fiat Ulysse en Lancia Phedra). In 2006 werd de C4 Picasso gepresenteerd als gezinsauto in uitvoeringen met vijf of zeven zitplaatsen. In oktober 2007 kwam de SUV C-Crosser op de markt. De C5 en de Berlingo kregen in 2008 een nieuw uiterlijk, hoewel de Berlingo ook nog steeds in het oude model te verkrijgen is (Berlingo First). In oktober 2009 kwam de monovolume Citroën Citroën C3 Picasso op de markt. Een verkoopsucces is de compacte (midi-MPV) Citroën C4 Picasso.
De DS-reeks werd in 2009 gelanceerd door Citroën waarbij deze modellen iets luxueuzer en sportiever waren dan de andere modellen. In maart 2014 gaf PSA aan de DS serie als zelfstandig merk, los van Citroën, door te laten gaan, dit in verband met een grote herstructurering binnen PSA. In 2015 is DS Automobiles opgericht. DS Automobiles blijft daarbij onderdeel van dezelfde Groupe PSA. Het neemt initieel de drie modellen over van de bestaande DS-reeks binnen de Citroën-modellenrange (DS3, DS4 en DS5). DS Automobiles lanceerde in 2019 haar eerste twee eigen modellen, de DS7 en DS9.
Ook heeft het een aantal bestelwagens op de markt: de Berlingo, Jumpy en Jumper. Vanaf 2008 verkoopt het merk ook de kleine bestelwagen Nemo.
In 2015 kwam Citroën met een vernieuwde Grand C4 Picasso die later "Spacetourer" is genoemd. Opvallend is het design aan de voor- en achterkant door gelaagde lichten. Voorts beschikt de PT130-versie over een driecilinder 1200 cc motor met turbo en intercooling.
In 2019 bestond Citroën 100 jaar, ter gelegenheid waarvan het merk enkele evenementen organiseerde alsook een speciale Origins-editie van sommige modellen.
- Er was een speciale gelimiteerde serie "Citroën Edition Origins Collector" als ode aan de geschiedenis van het merk. Deze modellen (C1, C3, SUV C3 Aircross en Berline C4 Cactus) waren in drie kleuren beschikbaar (grijs, wit en zwart) en werden voorzien van meerdere onuitgegeven personaliseringen waaronder een Origins-stickers. Elk van de vier modellen werd gekoppeld aan een model uit het verleden: de C1 aan de 2CV, de C3 aan de Traction Avant, de C4 Cactus aan de GS en de SUV C3 Aircross aan de Autochinelle.
- In Parijs vond van 14 tot en met 16 juni de 'Born Paris XV' tentoonstelling plaats waarbij 100 iconische Citroën modellen werden opgesteld in de Rue Linois, gelegen in de buurt waar de Citroën Javel fabriek voor meer dan 50 jaar was gehuisvest.
- In Autoworld te Brussel vond de 'Citroën 100th Anniversary'-expo plaats van 27 juni tot en met 3 september.
- In het weekend van 19-21 juli vond de 'Rassemblement du siècle' plaats op het testcircuit van de PSA Groupe in La Ferté-Vidame. Rondom de ruïnes van het kasteel stonden circa 4200 Citroëns opgesteld. Het evenement trok 60.000 liefhebbers van het merk.

## Techniek
Citroën heeft steeds een vooruitstrevende rol gespeeld op technisch vlak. Hier volgt een overzicht van enkele gebruikte technieken en innovaties:
- Hydropneumatische vering
- Boxermotor
- Aerodynamisch design
- Vroege versie van een kreukelzone in de DS
- Dieselmotoren in de personenauto
- Halfautomatische versnellingsbak
- Kunststof carrosseriedelen
- Voorwielaandrijving
- Schijfremmen
- TU motor
- Meedraaiende koplampen

## Logo
In 1900 koopt Citroën het alleenrecht voor een productiemethode die het mogelijk maakt om tandwielen met een V-vormige vertanding te produceren. Deze vorm werd verwerkt in het logo met “dubbele chevron”. Op de grill van de "traction avant" is dit nog erg tweedimensionaal, al snel krijgt het de scherpe strakke styling die pas in 2009 werd losgelaten. De dubbele chevron blijft, maar wordt afgerond tot wat in designerskringen al de "dubbele hondenneus" wordt genoemd. Eerder werden er al inconsistenties doorgevoerd, zoals in de hiernaast afgebeelde C4 WRC. De wijze waarop hier het logo in de grill is verwerkt, vloekt met het lange tijd gebruikelijke logo dat als sticker nog op de motorkap te zien is. Het nieuwe logo is als eerste toegepast op de GT Concept. Het eerste productiemodel dat het logo draagt is de C3.

### Eerste logo (1919-1959)

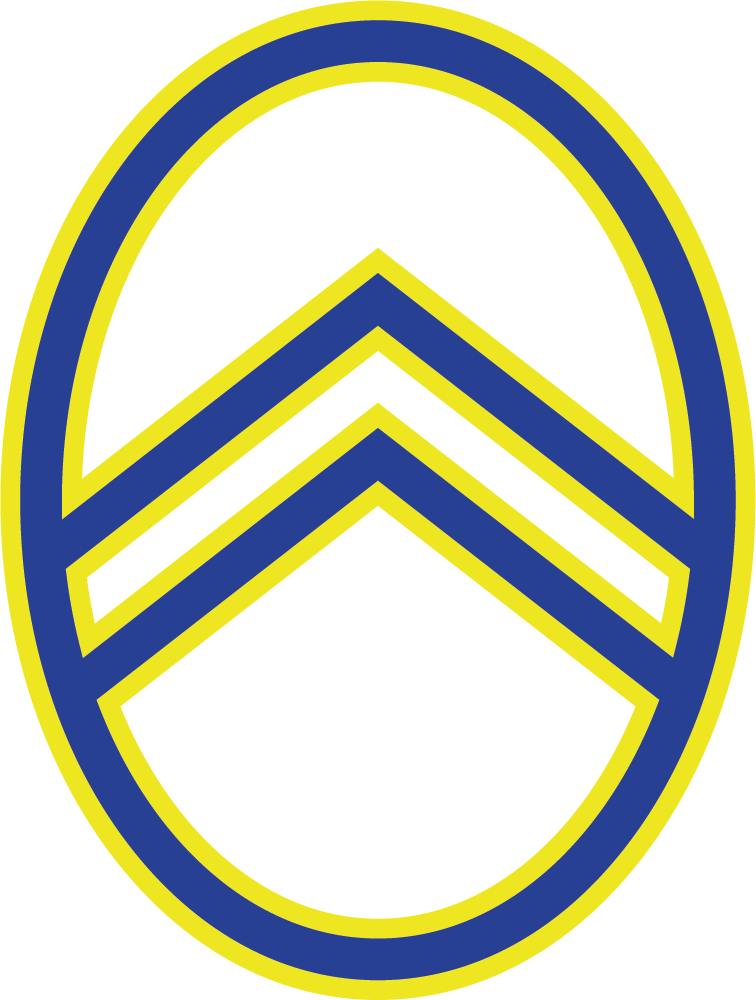
Citroën-logo van 1919 tot 1921.
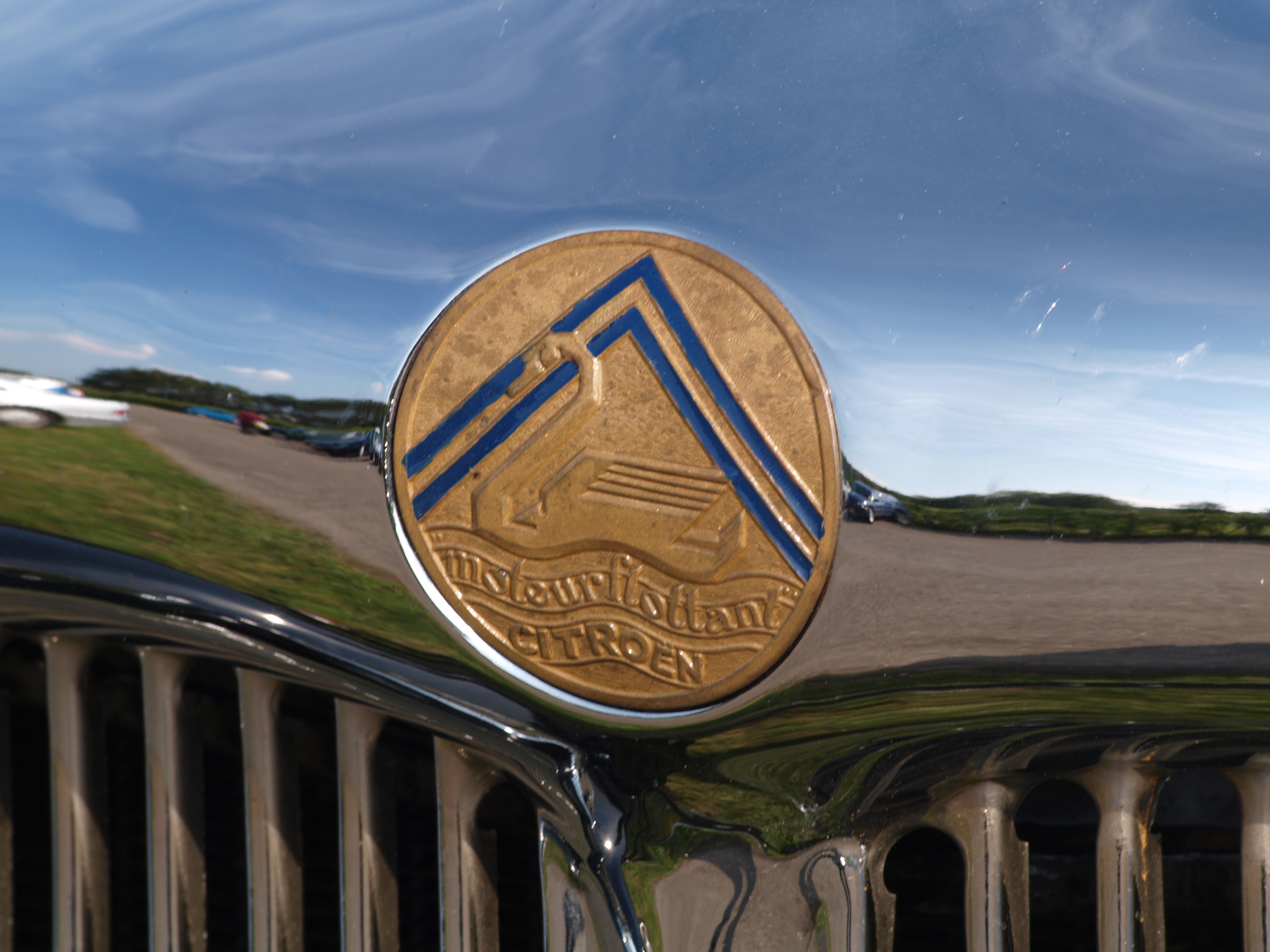
Citroën-logo van 1932 tot 1935 verwijzend naar de 'zwevende motoren'.
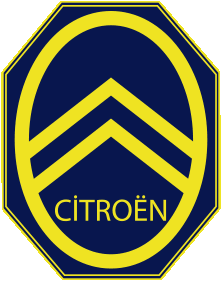
Citroën-logo tussen 1919 en 1959 komt voort uit het originele logo.

### Tweede logo (1959-2009)

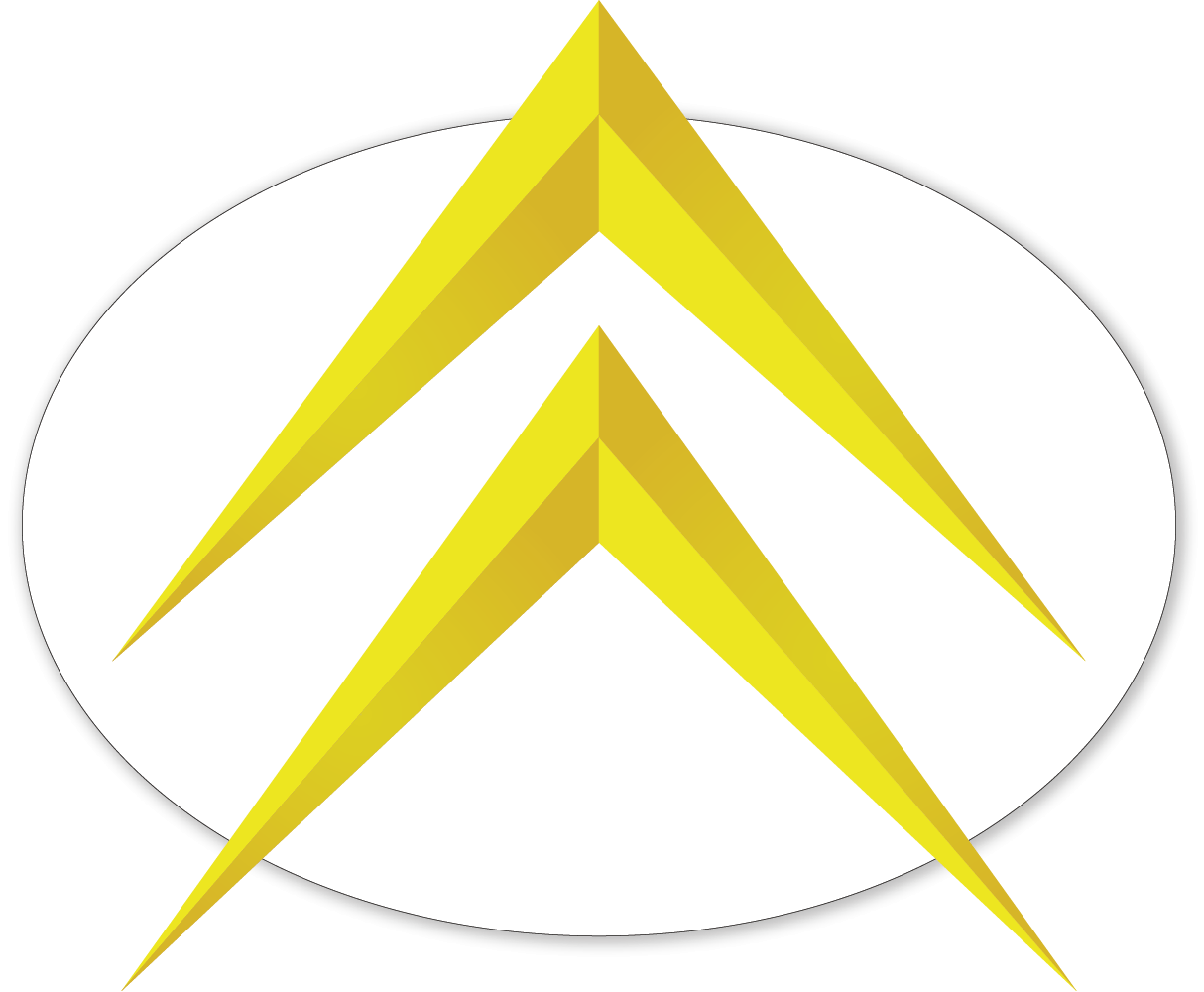
Citroën-logo van 24 maart 1959 tot 17 oktober 1966.
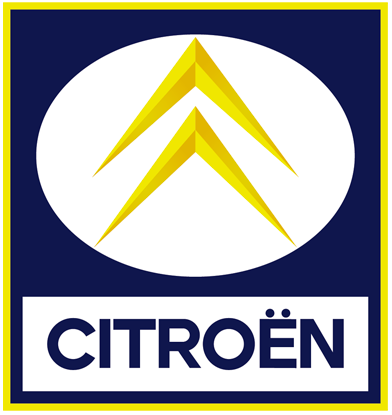
Citroën-logo van 18 oktober 1966 tot 13 maart 1985.
Citroën-logo van 14 maart 1985 tot 8 februari 2009.

### Derde logo (2009-2022)

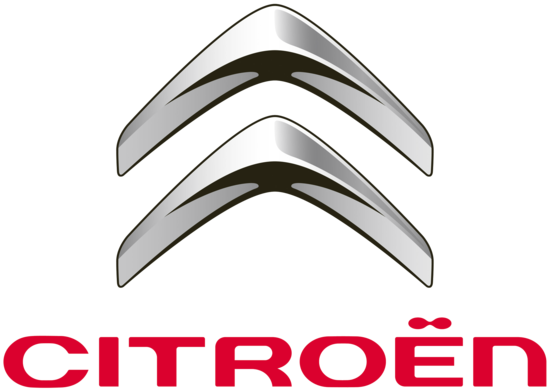
Citroën-logo van februari 2009 tot eind 2015.
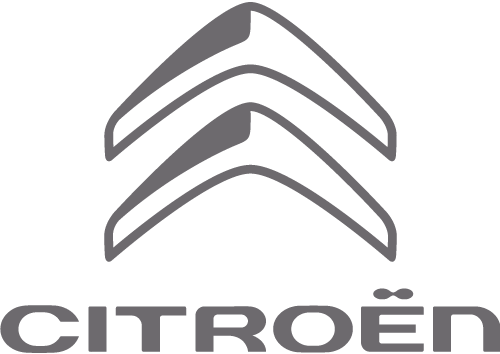
Citroën-logo vanaf april 2016.
Citroën-logo geïntroduceerd in reclamecampagnes van 2021, maar nooit officieel gecommuniceerd door het merk zelf.

### Vierde logo (2022-heden)

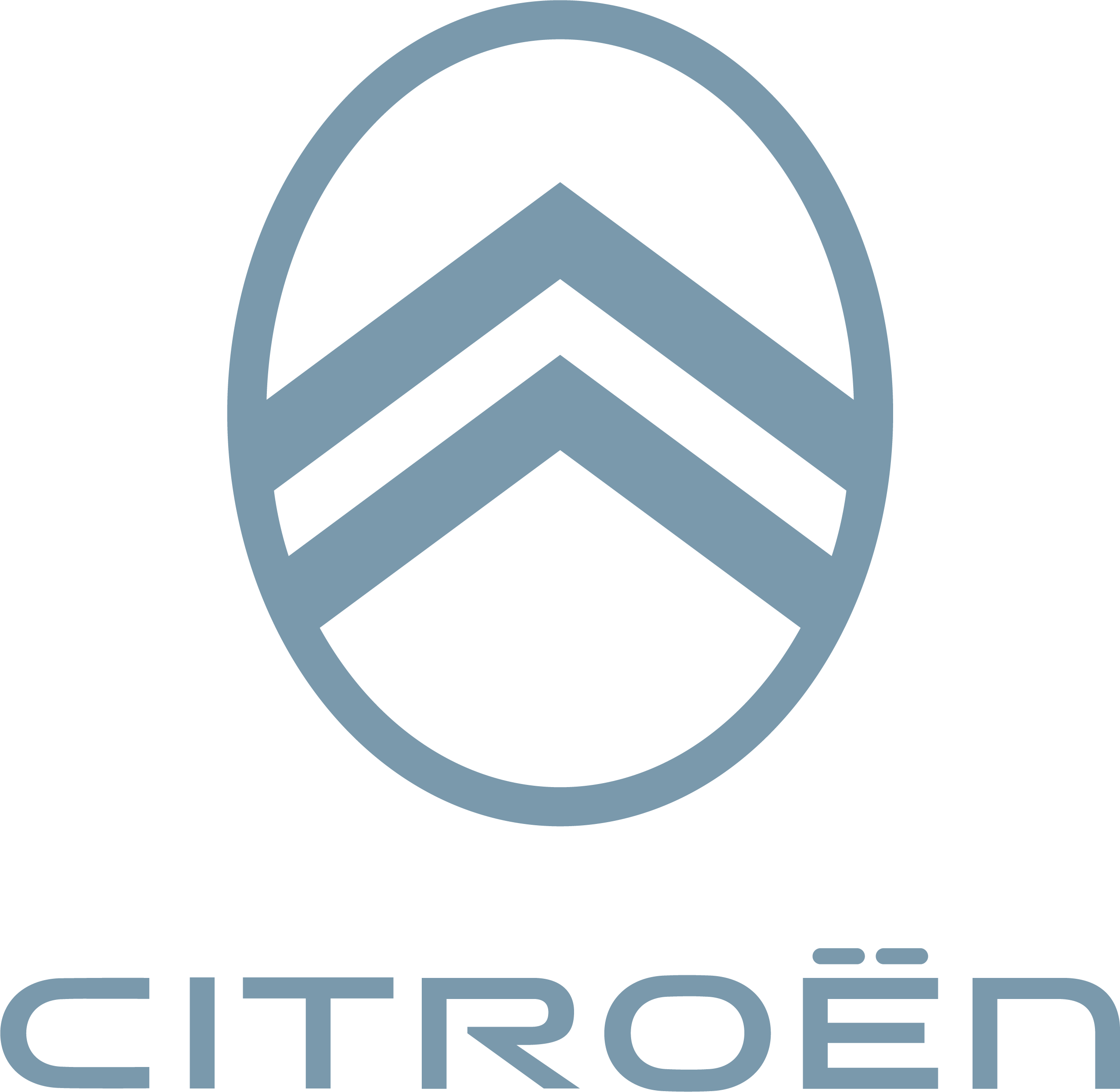
Citroën-logo geïntroduceerd op 28 september 2022.

## Merkslogans
"Alleen een Citroën, rijdt als een Citroën."
"Als u eens wist wat Citroën allemaal voor u kan doen"
"Auto's die weten wat werken is"
"Citroën, Créative Technologie"
"Inspired by You" ("Inspiré par vous")
"Inspirëd by You All" ("Inspiré par vous tous")
"Just imagine what Citroën can do for you."
"Nothing moves us like Citroën"

## Rallysport
Citroën was decennia actief en succesvol in de rallysport. Daarnaast heeft het merk ook aan de Dakar meegedaan. In totaal heeft het merk tot op heden 97 WK-rally overwinningen op naam geschreven en inmiddels acht wereldtitels bij de constructeurs (2003, 2004, 2005, 2008, 2009, 2010, 2011, 2012) gewonnen. Rijder Sébastien Loeb werd daarnaast zeven keer wereldkampioen bij de rijders. Citroën heeft tot op heden de meeste rally's gewonnen in het wereldkampioenschan en doet qua behaalde kampioenschappen alleen onder aan Lancia. Na 2019 besloot Citroën niet meer terug te keren naar het WRC, na meer dan zestig jaar daar actief te zijn.

Enkele voorbeelden van Citroën-rallyauto's
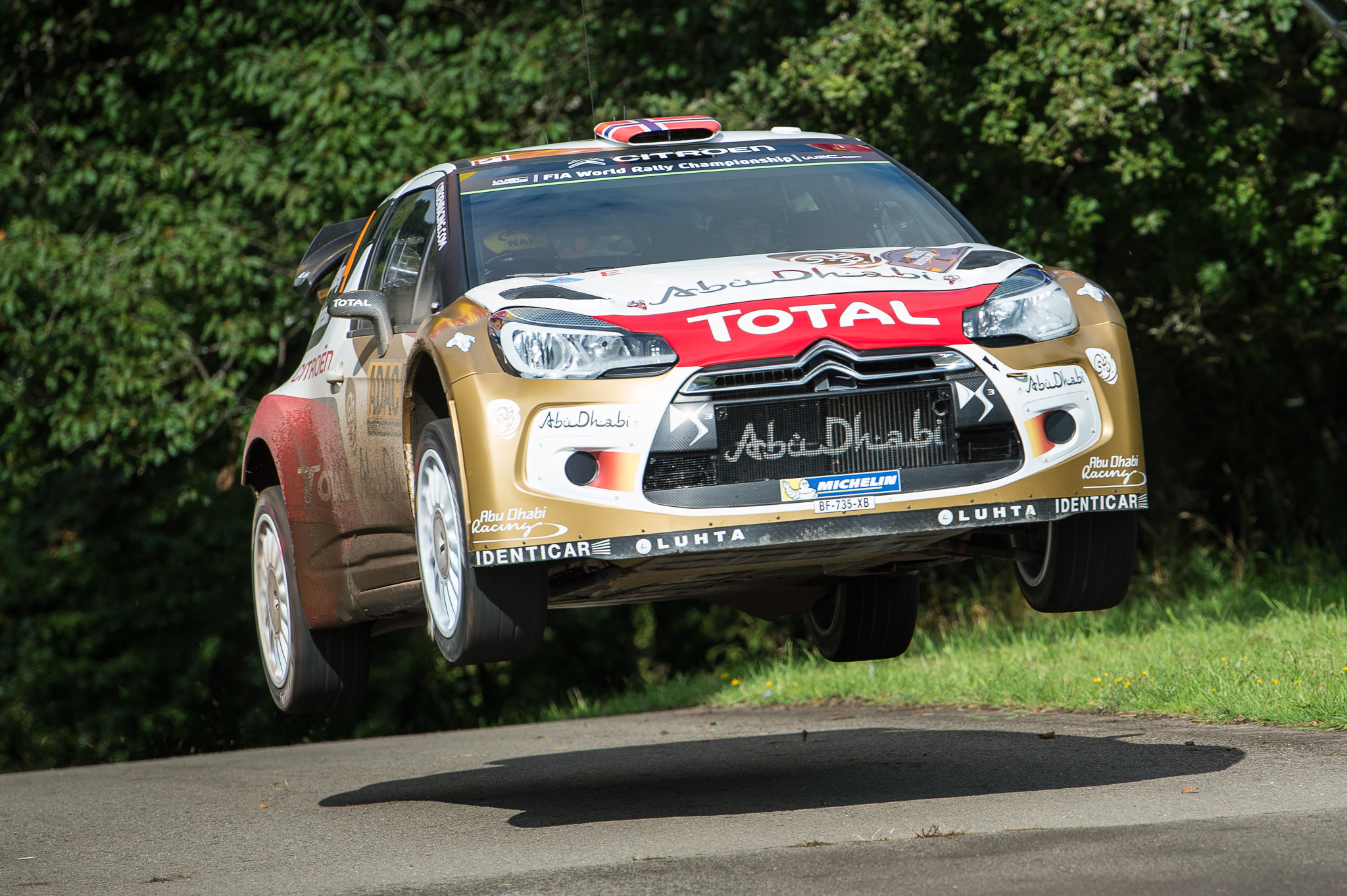
Mads Østberg met Citroën DS3 WRC i 2014 (Rallye Deutschland)
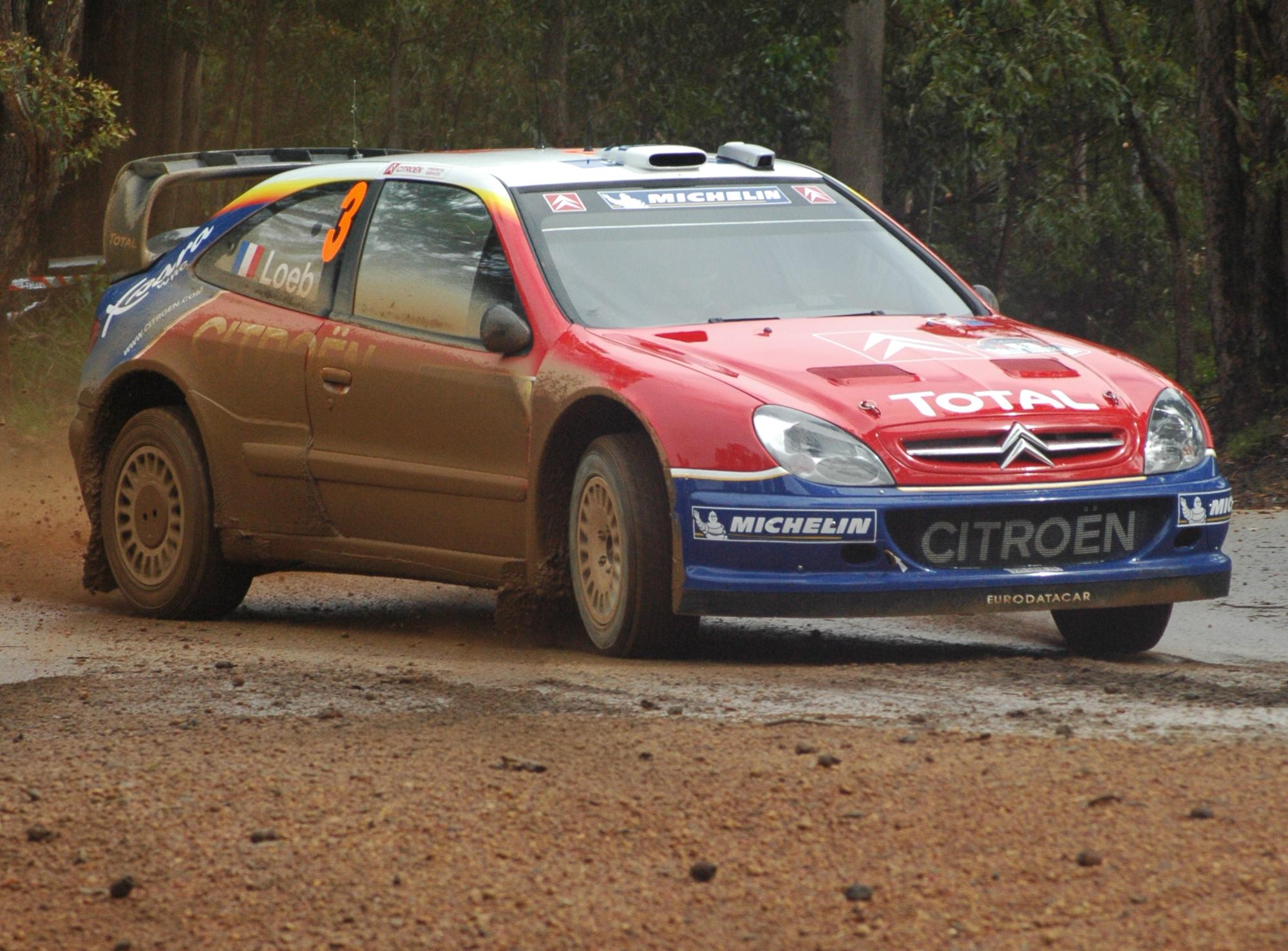
Citroën Xsara WRC
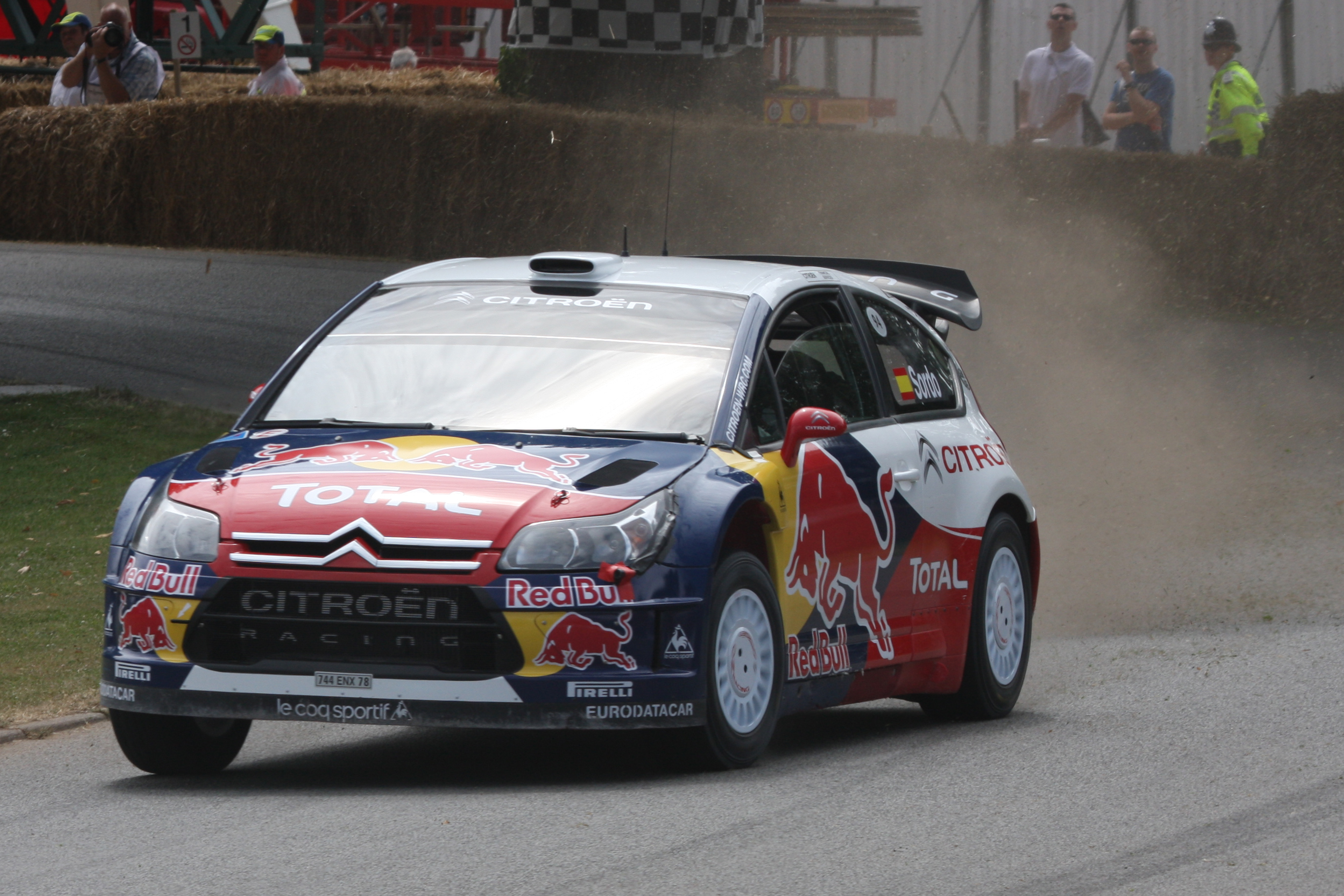
Citroën C4 WRC
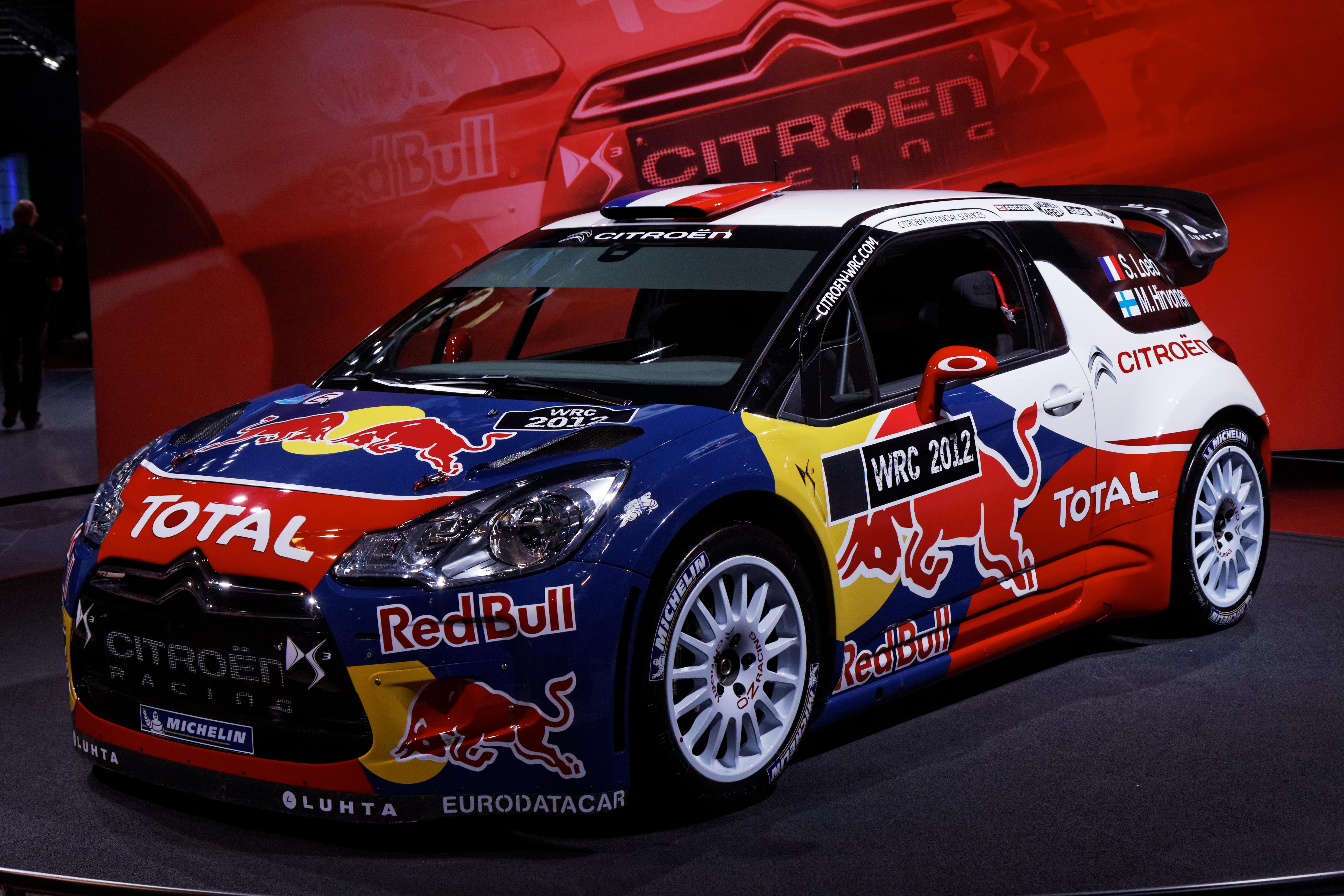
Citroën DS3 WRC

## Onderscheidingen

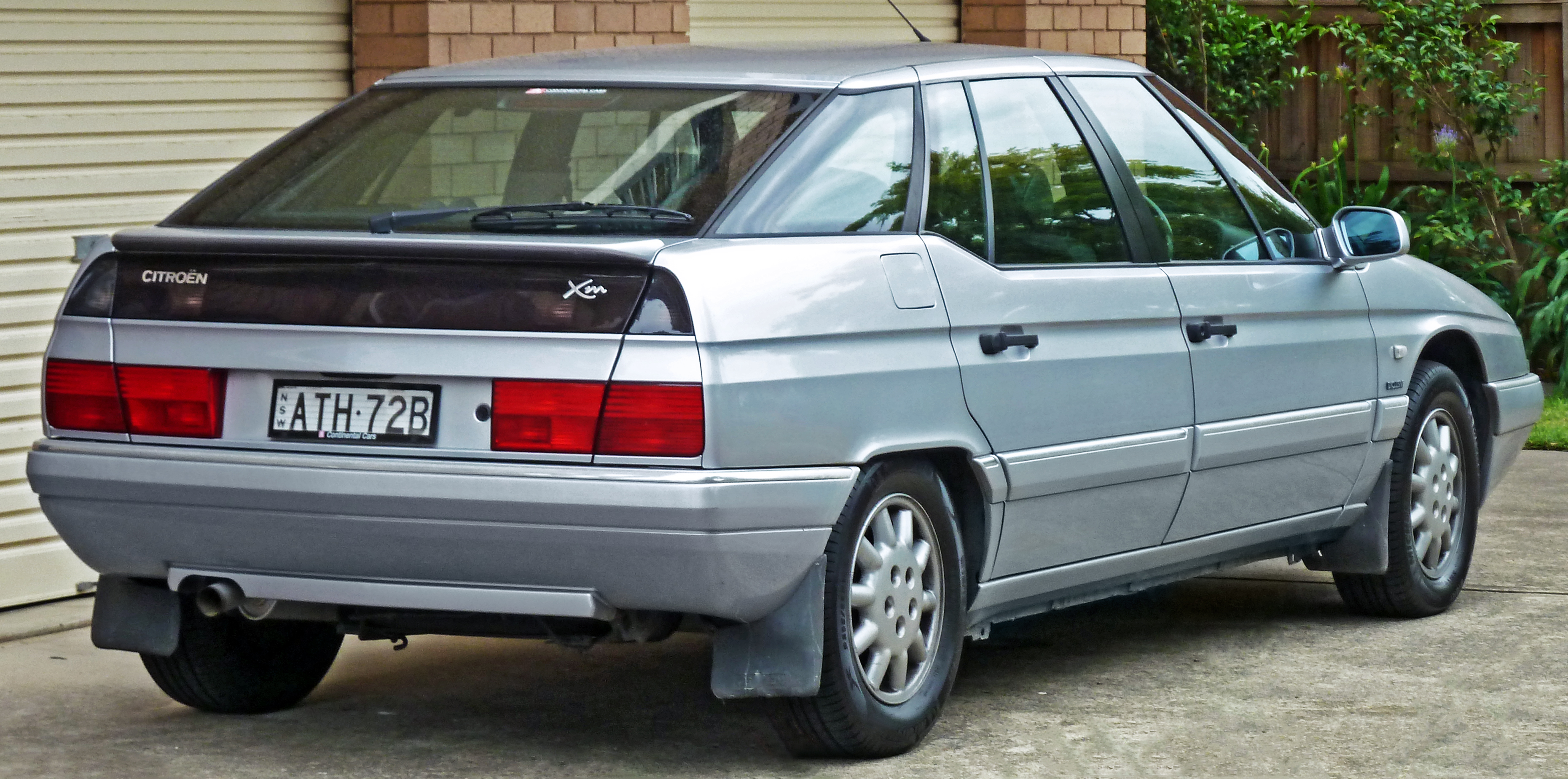
Citroën XM, Auto van het Jaar in Europa 1990.

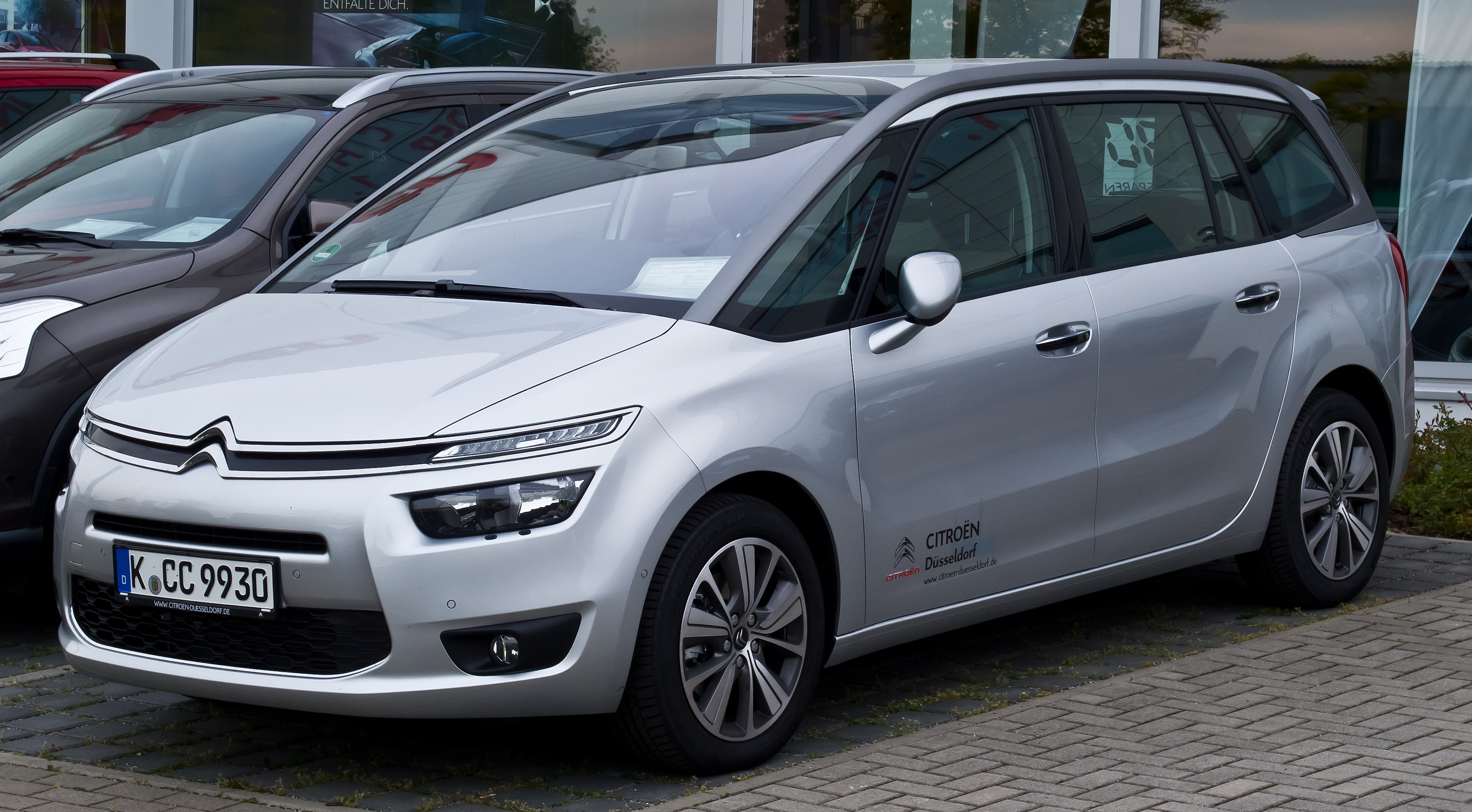
Citroën C4 Picasso, Auto van het Jaar in Ierland.

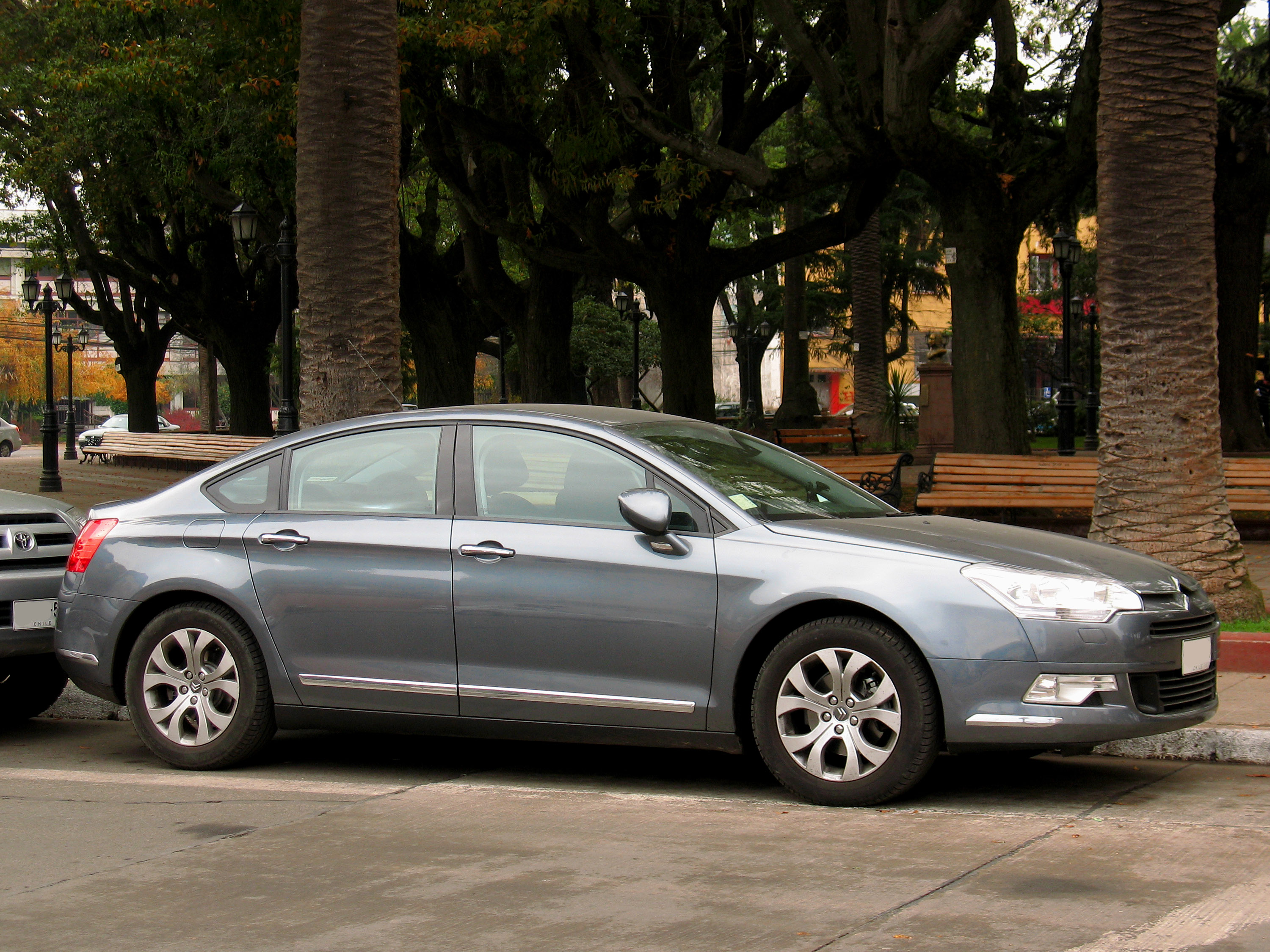
Citroën C5, Auto van het Jaar in Spanje en in Ierland.

### Auto van het jaar in de Verenigde Staten van Amerika
- 1972 – Citroën SM Motor Trend Car of the Year

### Auto van het jaar in Europa
- 1971 – Citroën GS
- 1975 – Citroën CX
- 1990 – Citroën XM

Acht voertuigen van de Citroën werden op de tweede en derde rij van de stemmen in deze wedstrijd.
- 1971 – Citroën SM
- 1988 – Citroën AX
- 1992 – Citroën ZX
- 1994 – Citroën Xantia
- 2003 – Citroën C3
- 2005 – Citroën C4
- 2007 – Citroën C4 Picasso
- 2015 – CitroënC4 Cactus

### Auto van het Jaar in Italië: 'Auto Europa'
- 1990 – Citroën XM[4]
- 1992 – Citroën ZX[4]
- 1994 – Citroën Xantia[4]
- 2001 – Citroën Xsara Picasso[4]
- 2002 – Citroën C5[4]
- 2003 – Citroën C3[4]
- 2005 – Citroën C4[4]
- 2012 – Citroën DS4[4]

### Auto van het jaar in Spanje
- 1974 – Citroën GS et GSA
- 1977 – Citroën CX
- 1984 – Citroën BX
- 1988 – Citroën AX
- 1992 – Citroën ZX
- 1994 – Citroën Xantia*
- 2003 – Citroën C3
- 2004 – Citroën C2
- 2009 – Citroën C5
- 2015 – Citroën C4 Cactus

(*) : in 1994 werd de Renault Twingo verkozen winnaar ex aequo

### Auto van het jaar in Ierland
- 1998 – Citroën Xsara
- 2009 – Citroën C5
- 2014 – Citroën C4 Picasso

## Enkele mijlpalen van het automerk
- 1905 – Oprichting van de maatschappij voor drijfwerken: Citroën, Hinstin & Co.
- 1915 – André bouwt een fabriek waar per dag tot 55.000 granaten kunnen worden geproduceerd.
- 1919 – In de omgebouwde fabriek wordt de eerste Citroën automobiel geproduceerd.
- 1920 – Introductie van de eerste autodealers in Europa.
- 1921 – Introductie van leasing en financieringsmogelijkheden.
- 1921 – Citroën "schenkt" Frankrijk de eerste 165.000 wegwijzers.
- 1922 – De eerste expeditie per Citroën dwars door de Sahara.
- 1923 – De eerste Citroën speelgoedauto's.
- 1925 – Croisière Noire, culturele expeditie per Citroën dwars door Afrika.
- 1925 – Levensgrote lichtreclame "Citroën" op de Eiffeltoren.
- 1927 – Invoering van de dertiende maand voor werknemers.
- 1928 – Citroën introduceert als eerste Europese fabrikant de autoradio.
- 1929 – Citroën introduceert als eerste de volledige jaargarantie op nieuwe auto's.
- 1931 – Croisière Jaune, culturele expeditie per Citroën dwars door Azië.

## Modellenoverzicht

### Personenauto's
| Personenwagens per decennium | Personenwagens per decennium |
| ---------------------------- | --- |
| 1910-1919                    | 1919-1921 Type A |
| 1920-1929                    | 1921-1927 B2 1922-1926 Type C 1924-1925 B10 1925-1927 B12 1926-1928 B14 1927-1928 B18 1928-1934 C6 1928-1933 C4 |
| 1930-1939                    | 1932-1938 Citroën Rosalie 1934-1957 Traction Avant |
| 1940-1949                    | 1948-1990 2CV |
| 1950-1959                    | 1955-1975 DS |
| 1960-1969                    | 1961-1978 Ami 1967-1984 Dyane 1968-1988 Méhari |
| 1970-1979                    | 1970-1971 M35 1970-1975 SM 1970-1981 GS 1974-1989 CX 1976-1986 LN 1978-1988 Visa 1979-1986 GSA |
| 1980-1989                    | 1982-1994 BX 1984-1989 Axel 1986-1996 AX 1989-2000 XM |
| 1990-1999                    | 1991-1998 ZX 1993-2001 Xantia 1994-2002 Evasion 1996-2003 Saxo 1997-2005 Xsara 1996-heden Berlingo |
| 2000-2009                    | 2000-2009 Xsara Picasso 2001-2008 C5 2001-2010 C3 2002-heden C8 2003-2010 C2 2003-2010 C3 Pluriel 2004-2010 C4 2005-2014 C1 2006-2013 C6 2006-2013 C4 Picasso 2007-2012 C-Crosser 2008-2017 C5 (tweede generatie) 2009-heden Nemo 2009-heden C3 Picasso |
| 2010-2019                    | 2010-2014 DS3 2010-2016 C3 (tweede generatie) 2010-2014 DS4 2010-2020 C-Zero 2010-2020 C4 (tweede generatie) 2010-2014 DS5 2012-2020 C4 Aircross 2013-heden C4 Picasso (tweede generatie) 2014-2017 C4 Cactus 2014-2022 C1 (tweede generatie) 2016-heden Citroën e-Méhari 2016-2024 C3 (derde generatie) 2017-2024 SUV Compact C3 Aircross 2017-2022 C4 Cactus (tweede generatie) 2018-2022 SUV C5 Aircross |
| 2020-heden                   | 2020-2024 C4 (derde generatie) 2020-2024 ë-C4 2021-heden C5 X 2022-heden Ami 2022-2024 SUV C5 Aircross (tweede generatie) 2022-2024 C4 X (enkel in bepaalde landen beschikbaar) 2022-2024 ë-C4 X 2024-heden C3 (vierde generatie) 2024-heden ë-C3 2024-heden SUV Compact C3 Aircross (tweede generatie) 2024-heden SUV Compact ë-C3 Aircross 2024-heden C4 (vierde generatie) 2024-heden ë-C4 (tweede generatie) 2024-heden C4 X (tweede generatie) 2024-heden ë-C4 X (tweede generatie) 2025-heden SUV C5 Aircross (derde generatie) |

### Bestelauto's
- Citroën TUB
- Citroën Type H
- Citroën Belphégor
- Citroën AZU, AK 250/350/400
- Citroën Acadiane
- Citroën C15
- Citroën C25
- Citroën C35
- Citroën Berlingo
- Citroën Jumpy
- Citroën Jumper
- Citroën Nemo

### Vrachtauto's
In het verleden heeft Citroën ook vrachtwagens geproduceerd, in de periode van 1926 t/m 1974.
- Citroën C4 Fourgonnette (1926)
- Citroën B15
- Citroën Type 23
- Citroën Type 45
- Citroën U23
- Citroën U55
- Citroën Belphégor

### Afbeeldingen

Personenauto's
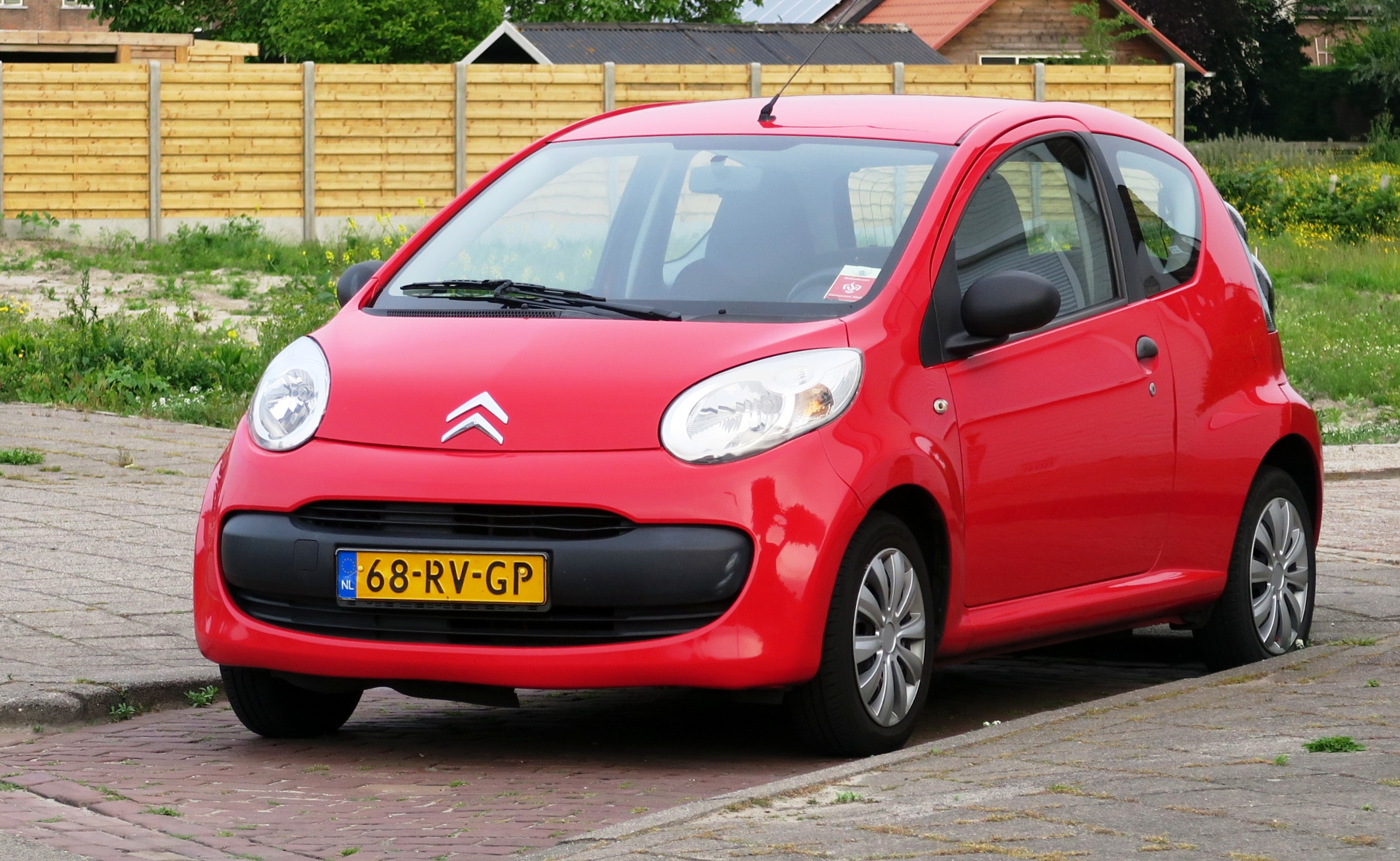
Citroën C1, eerste generatie (2005-2013)
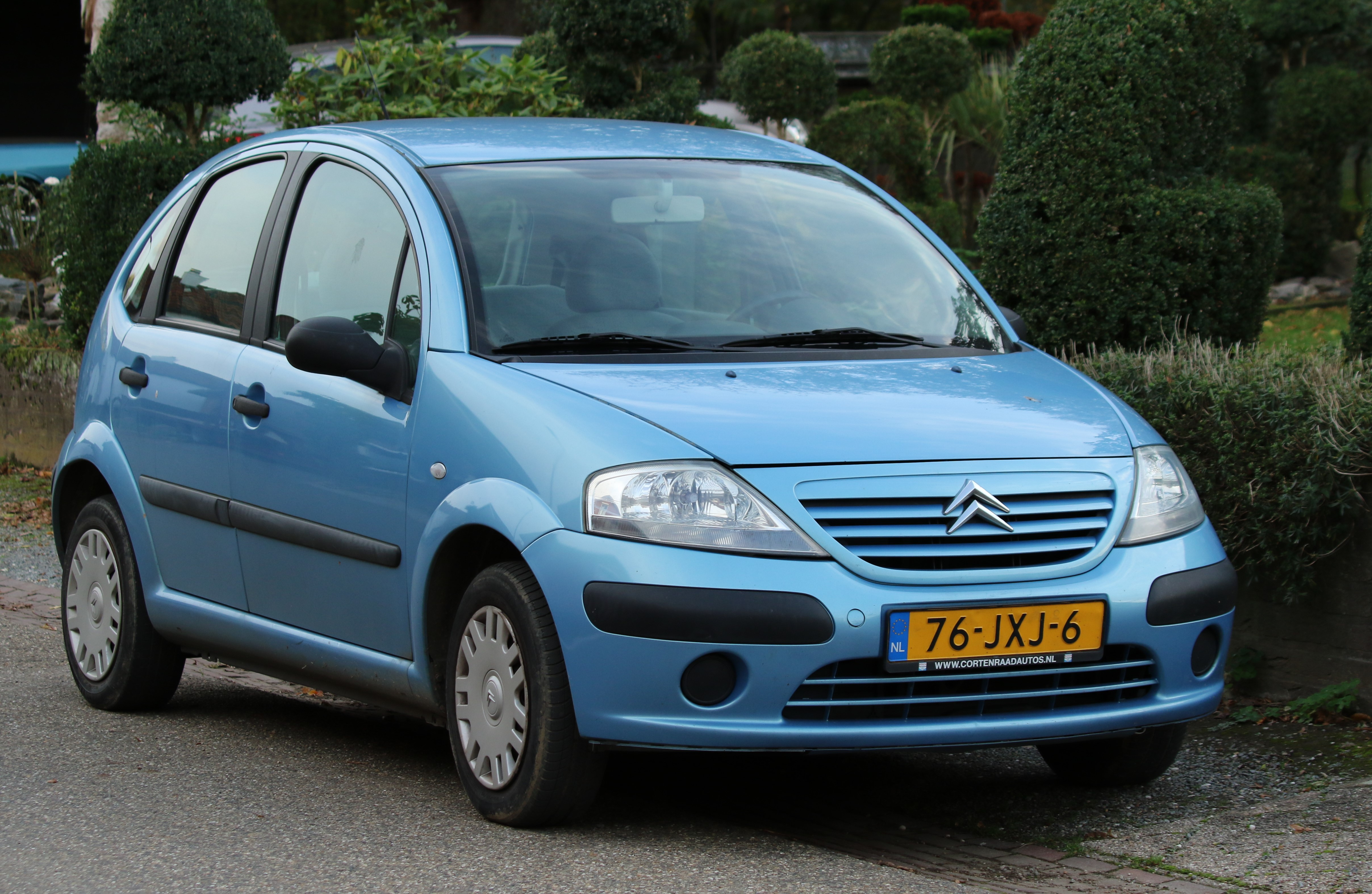
Citroën C3, eerste generatie (2002-2010)
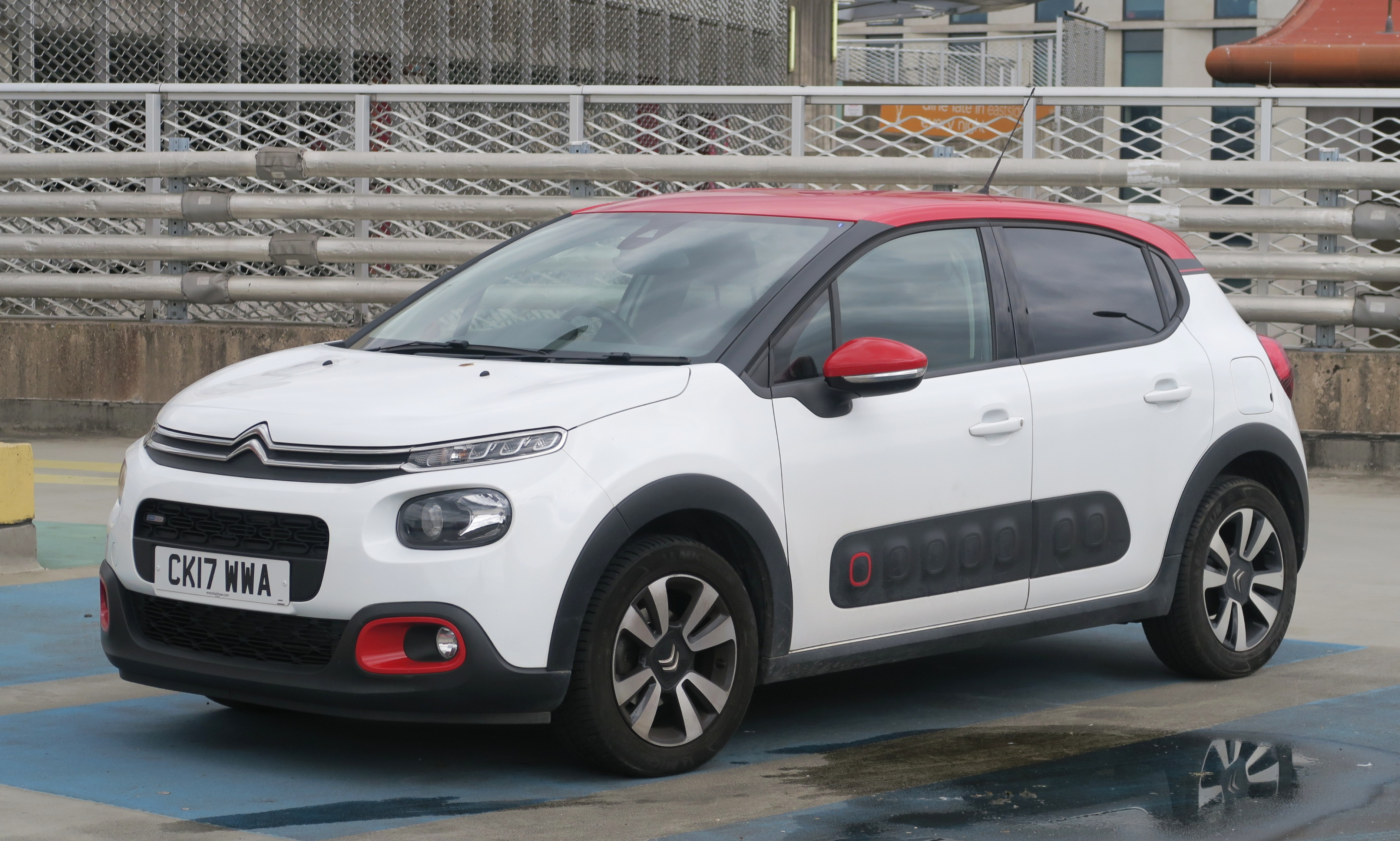
Citroën C3, derde generatie (2016-2024)
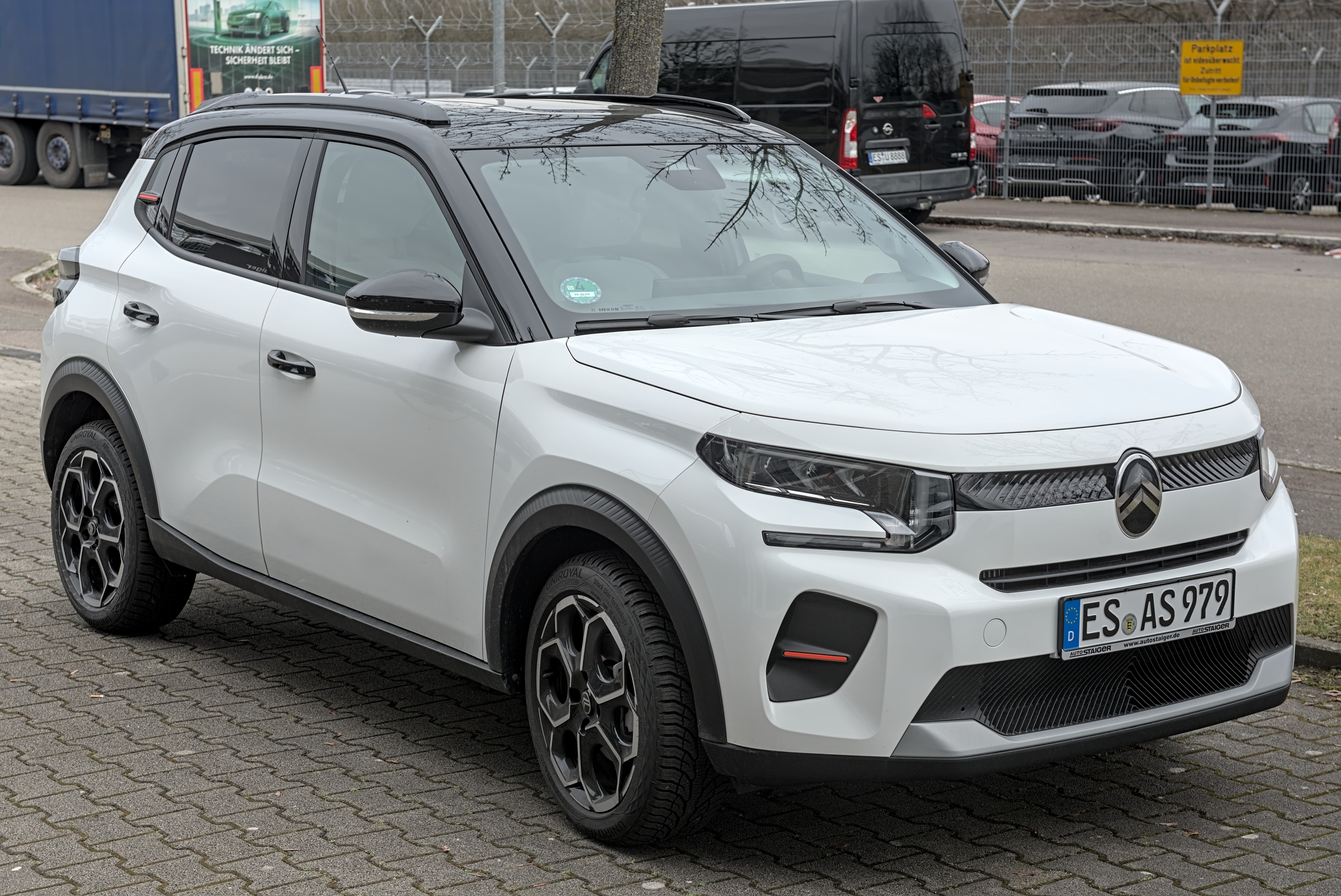
Citroën C3, vierde generatie (2024-heden)
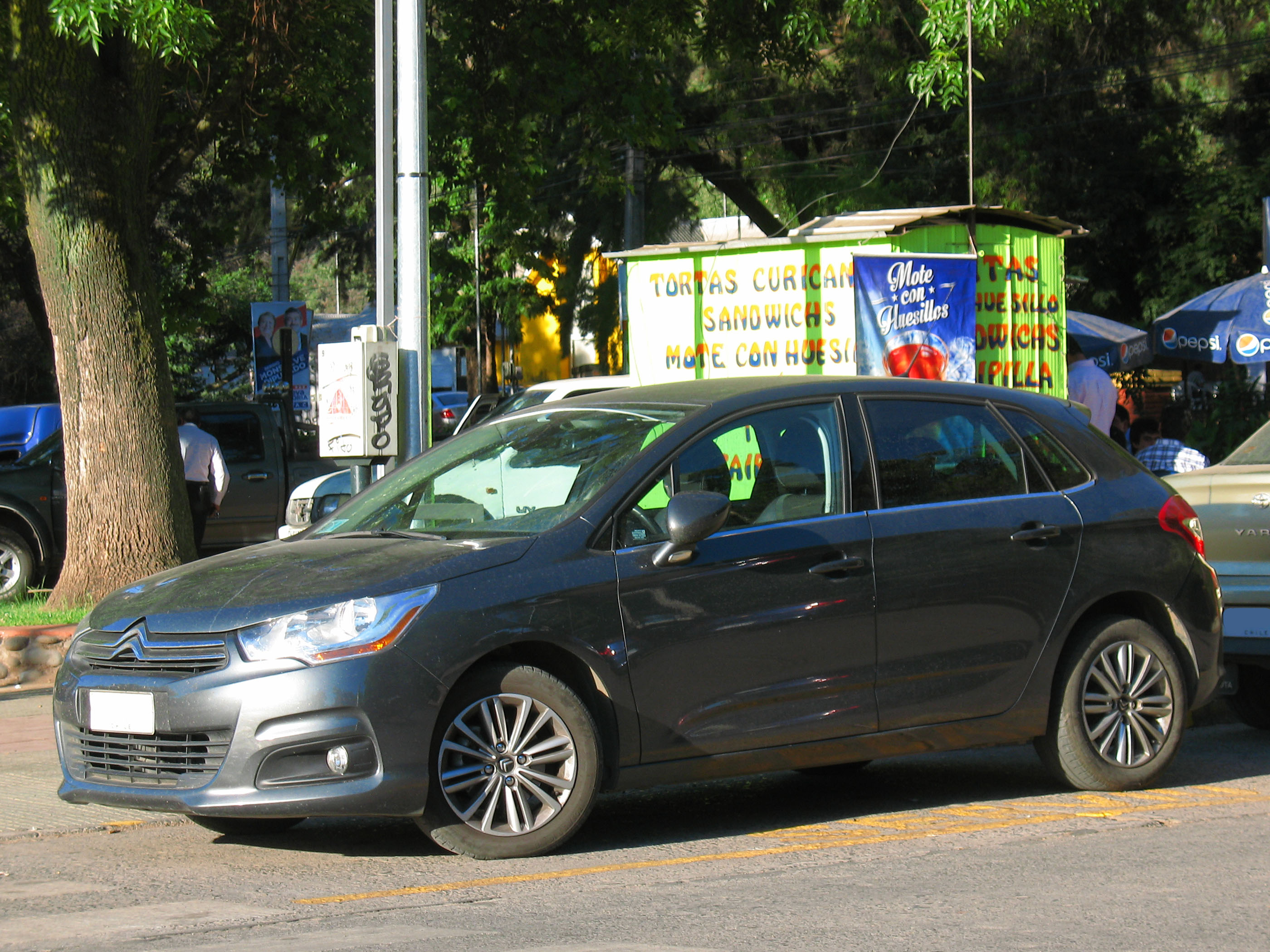
Citroën C4, tweede generatie (2010-2018)
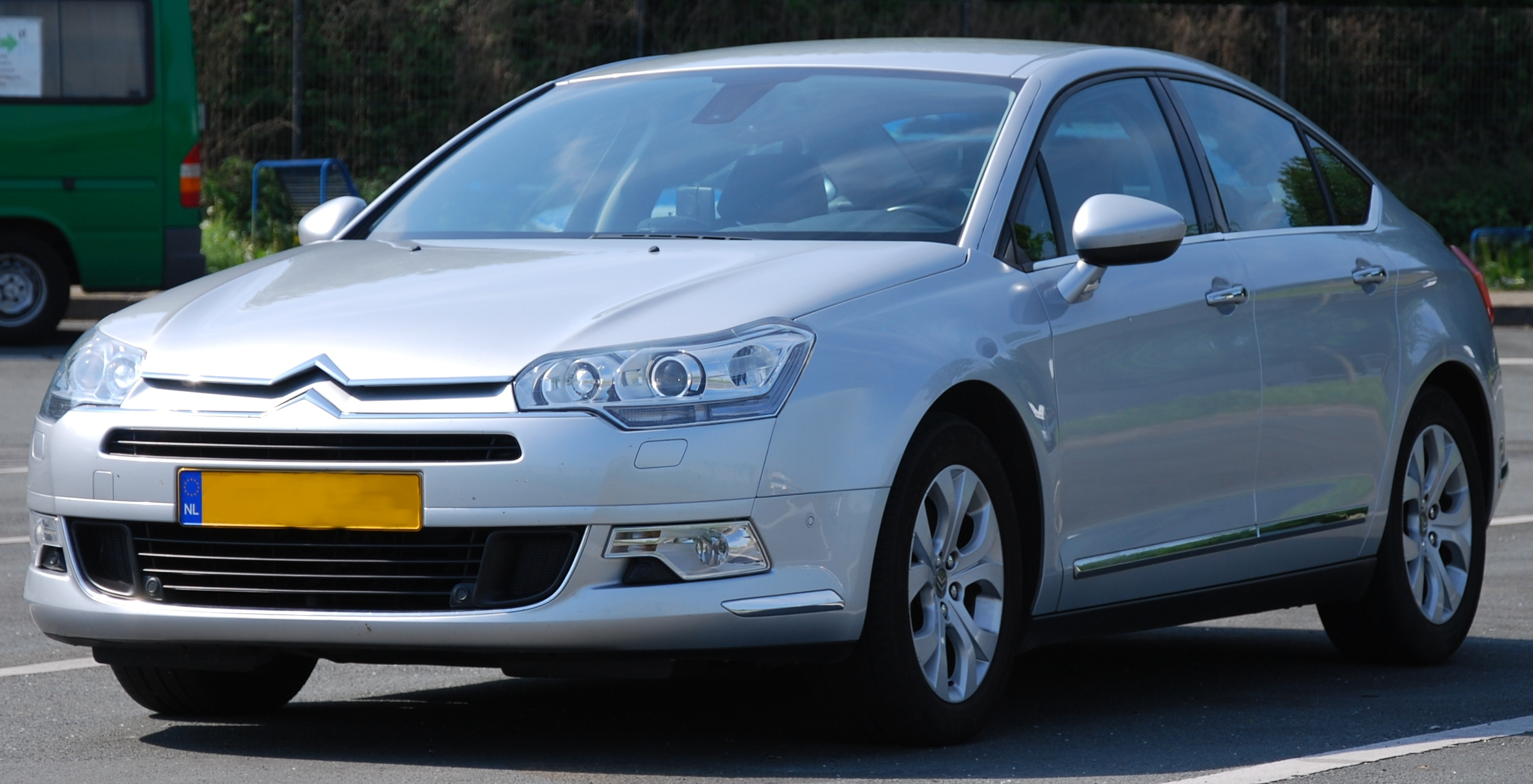
Citroën C5, tweede generatie (2008-2017)
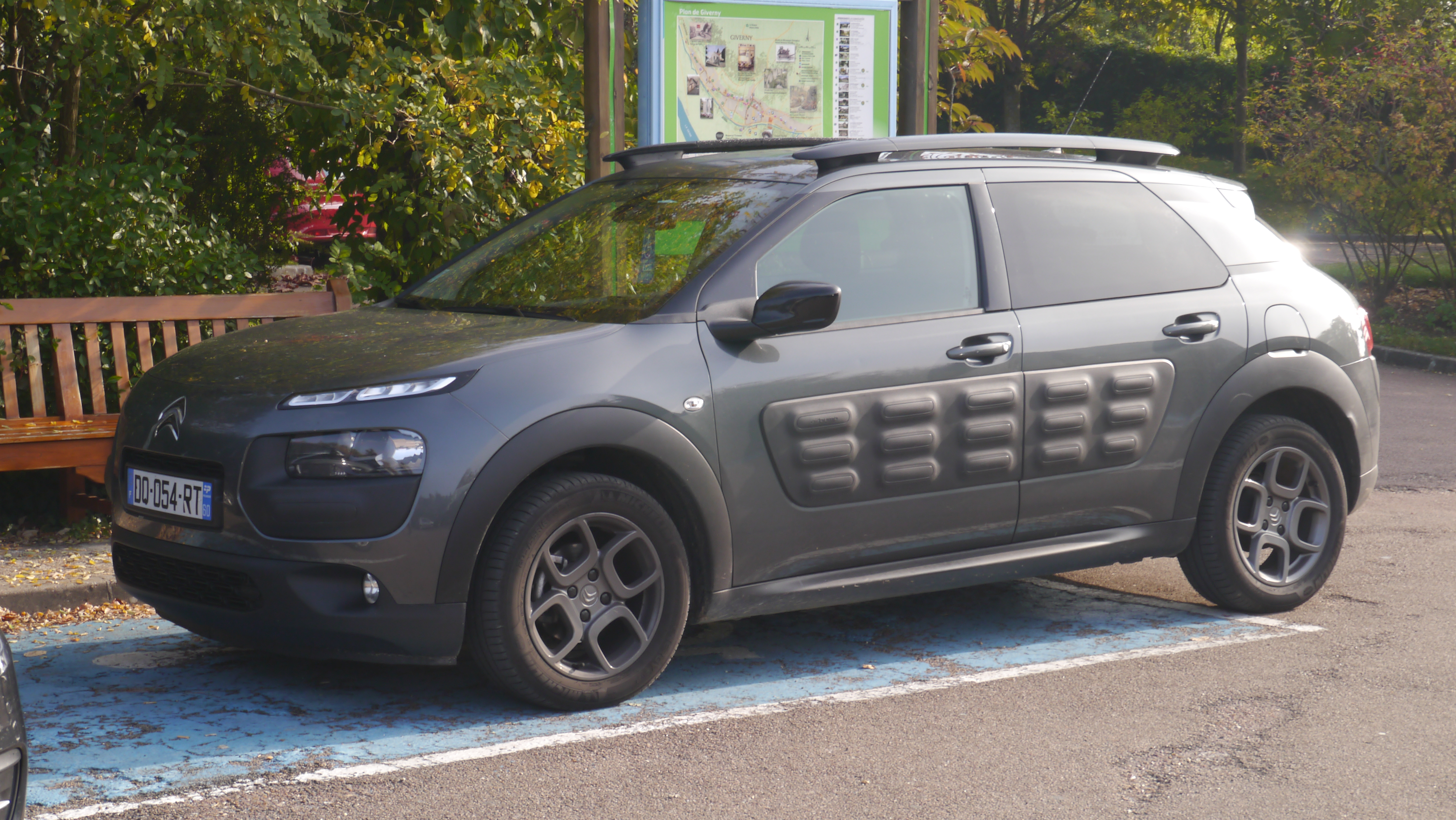
Citroën C4 Cactus
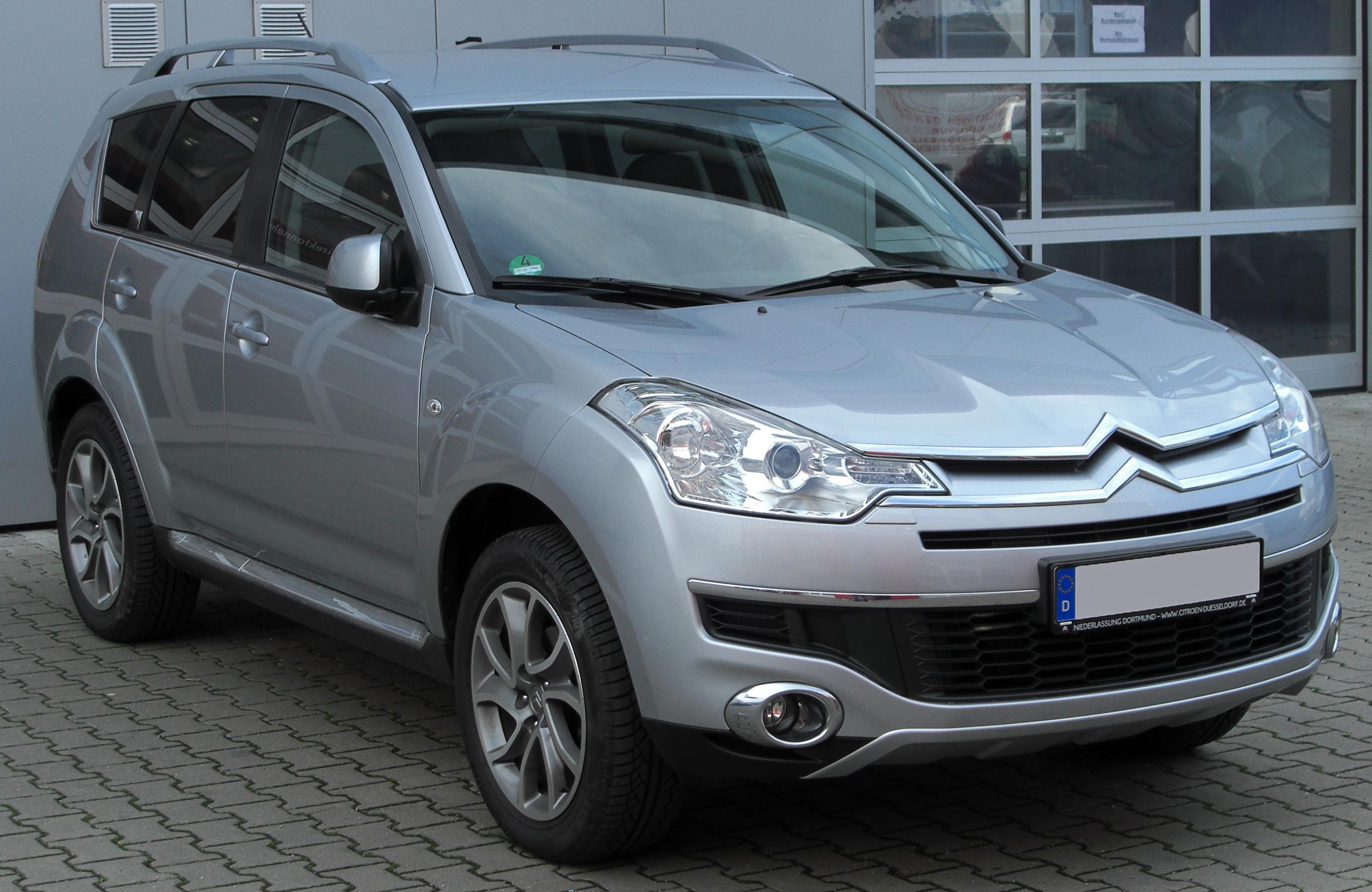
Citroën C-Crosser
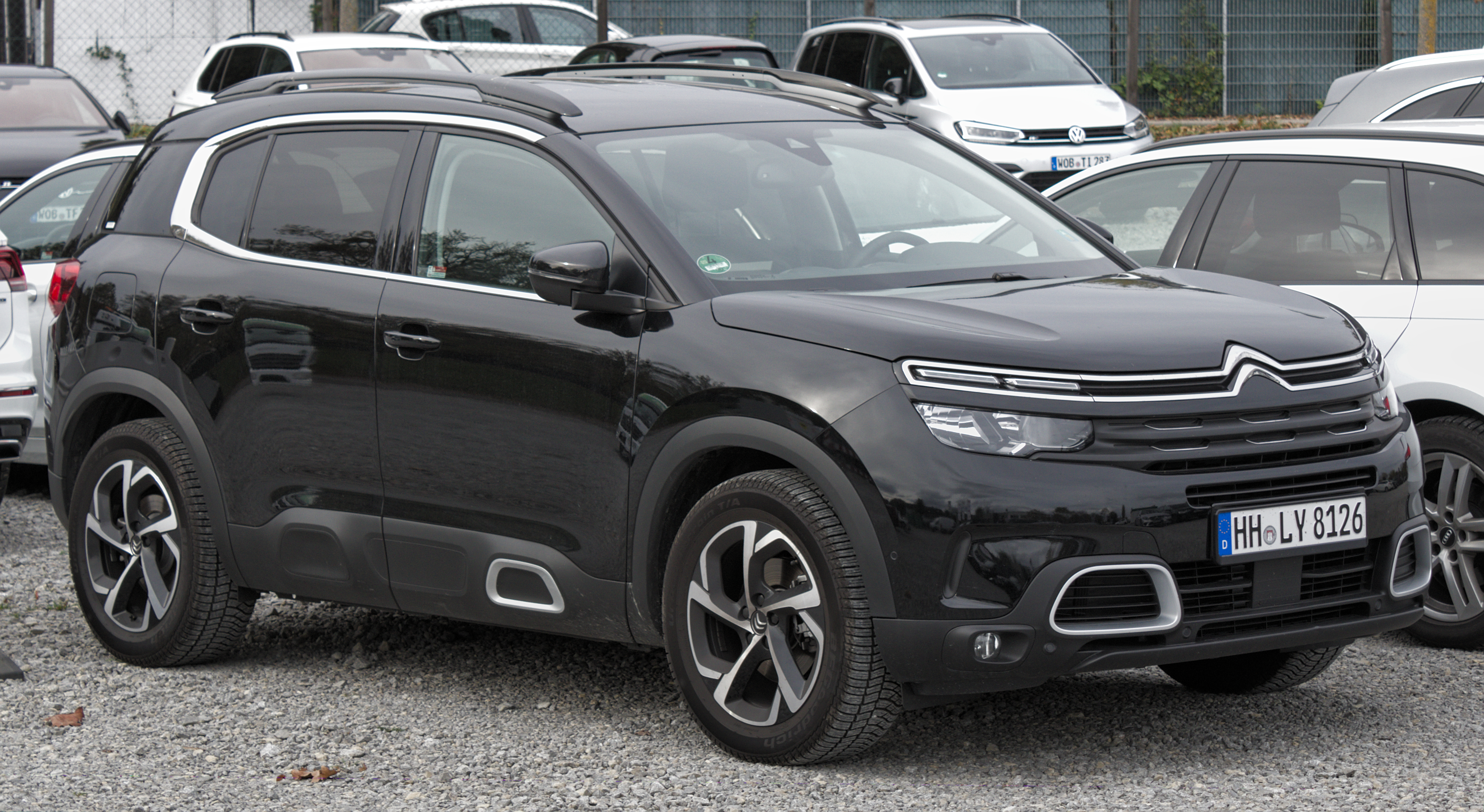
Citroën C5 Aircross
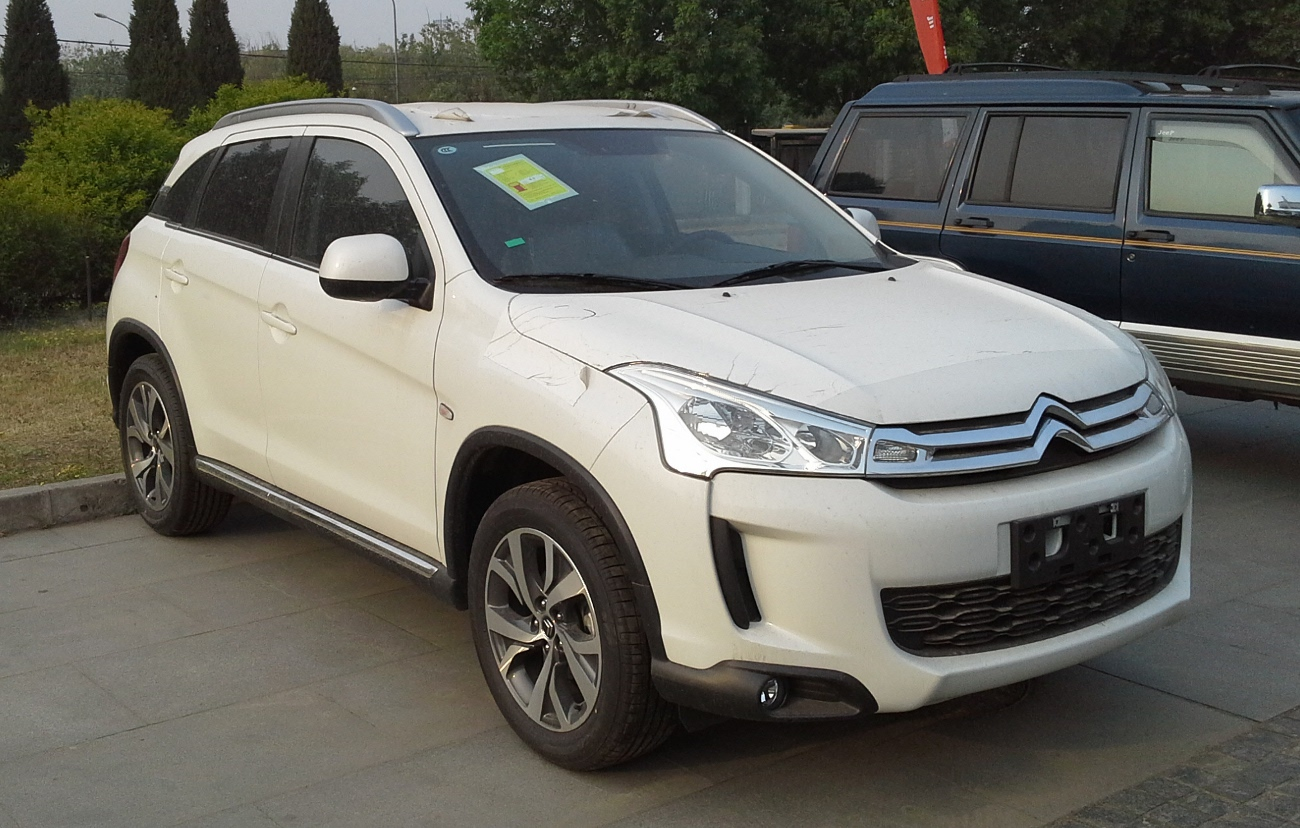
Citroën C4 Aircross
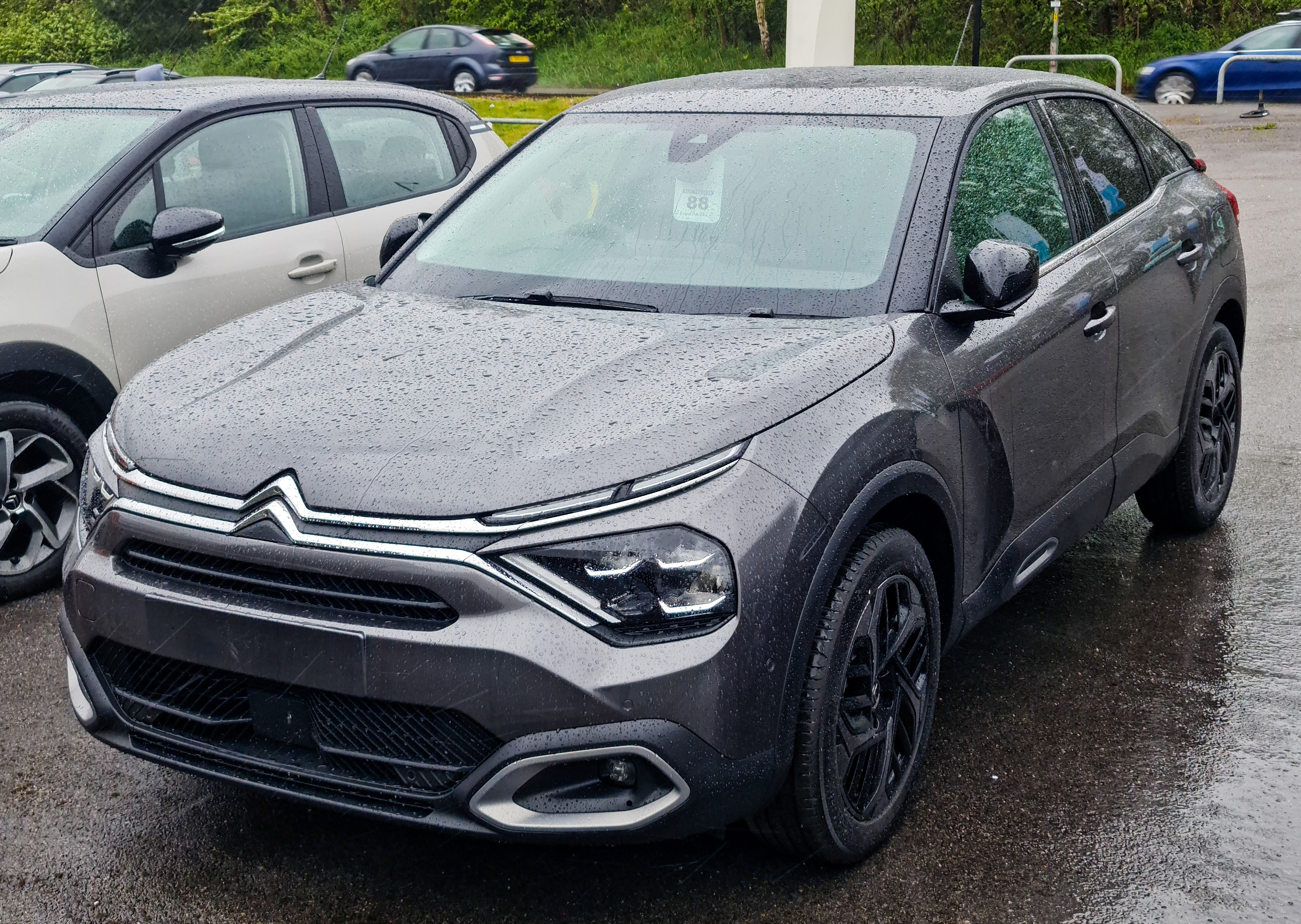
Citroën C4, derde generatie (2020-2024)
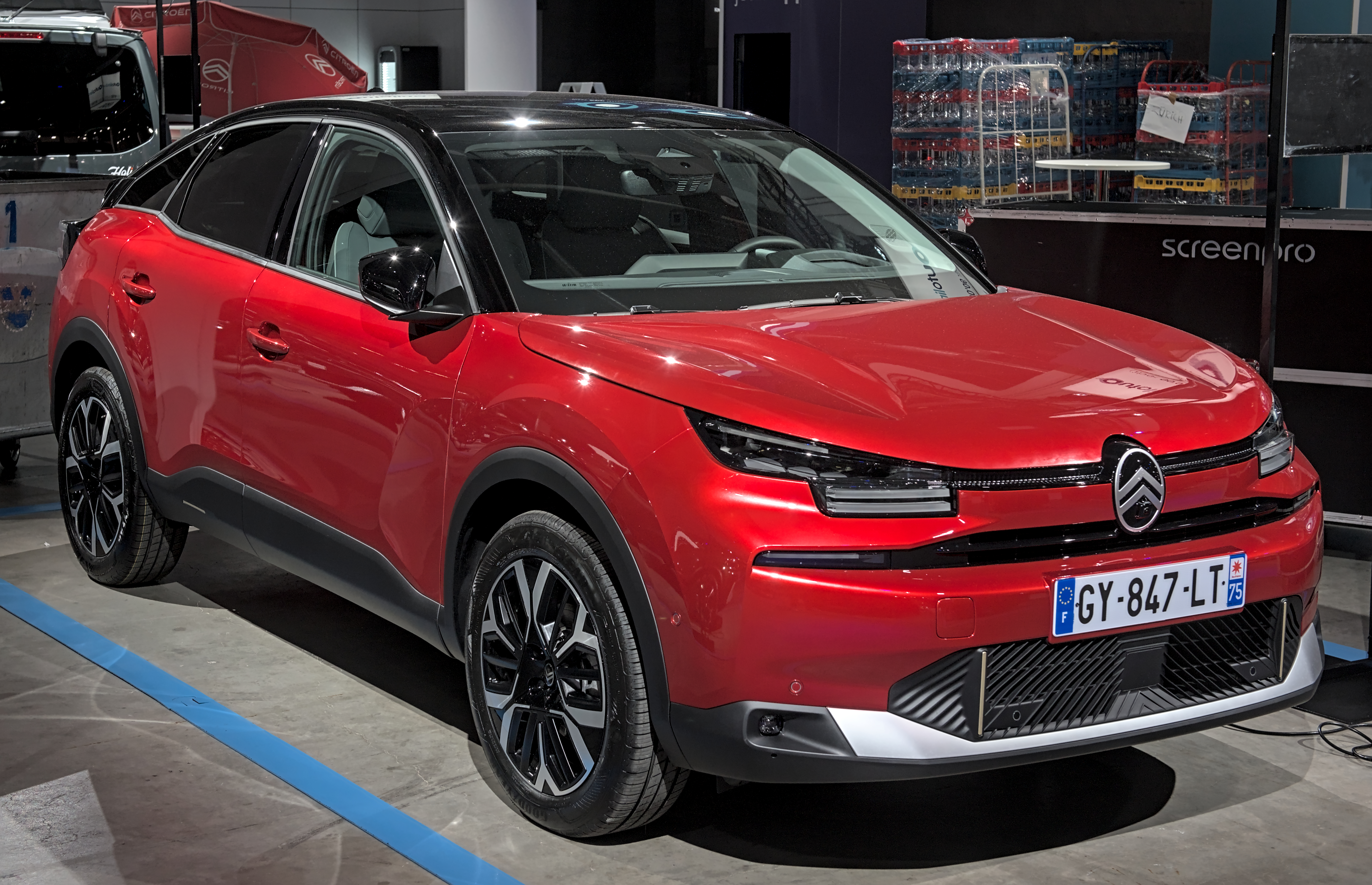
Citroën C4, vierde generatie (2024-heden)
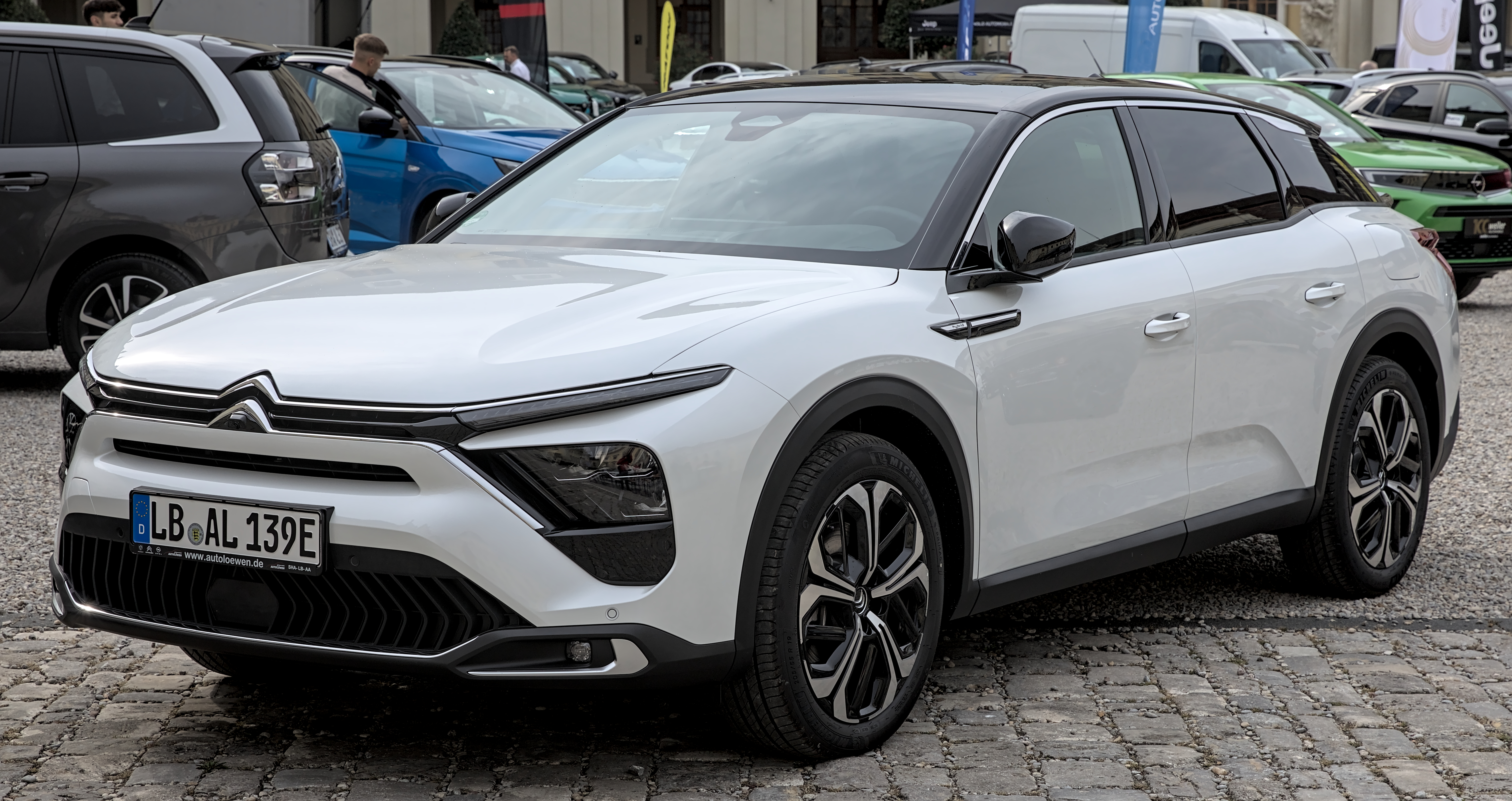
Citroën C5X, eerste generatie (2021-2024)

Bestelauto's
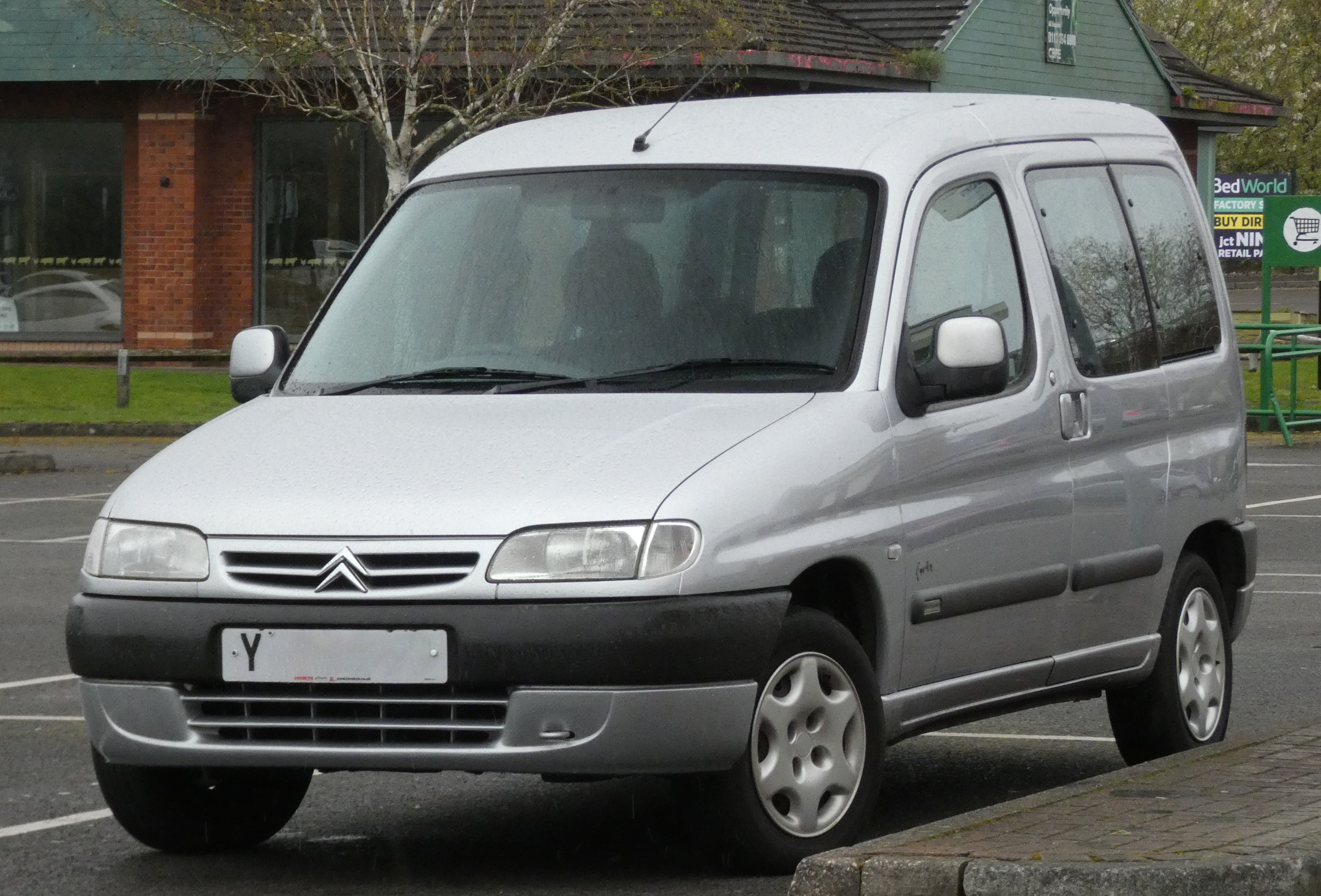
Citroën Berlingo, eerste generatie
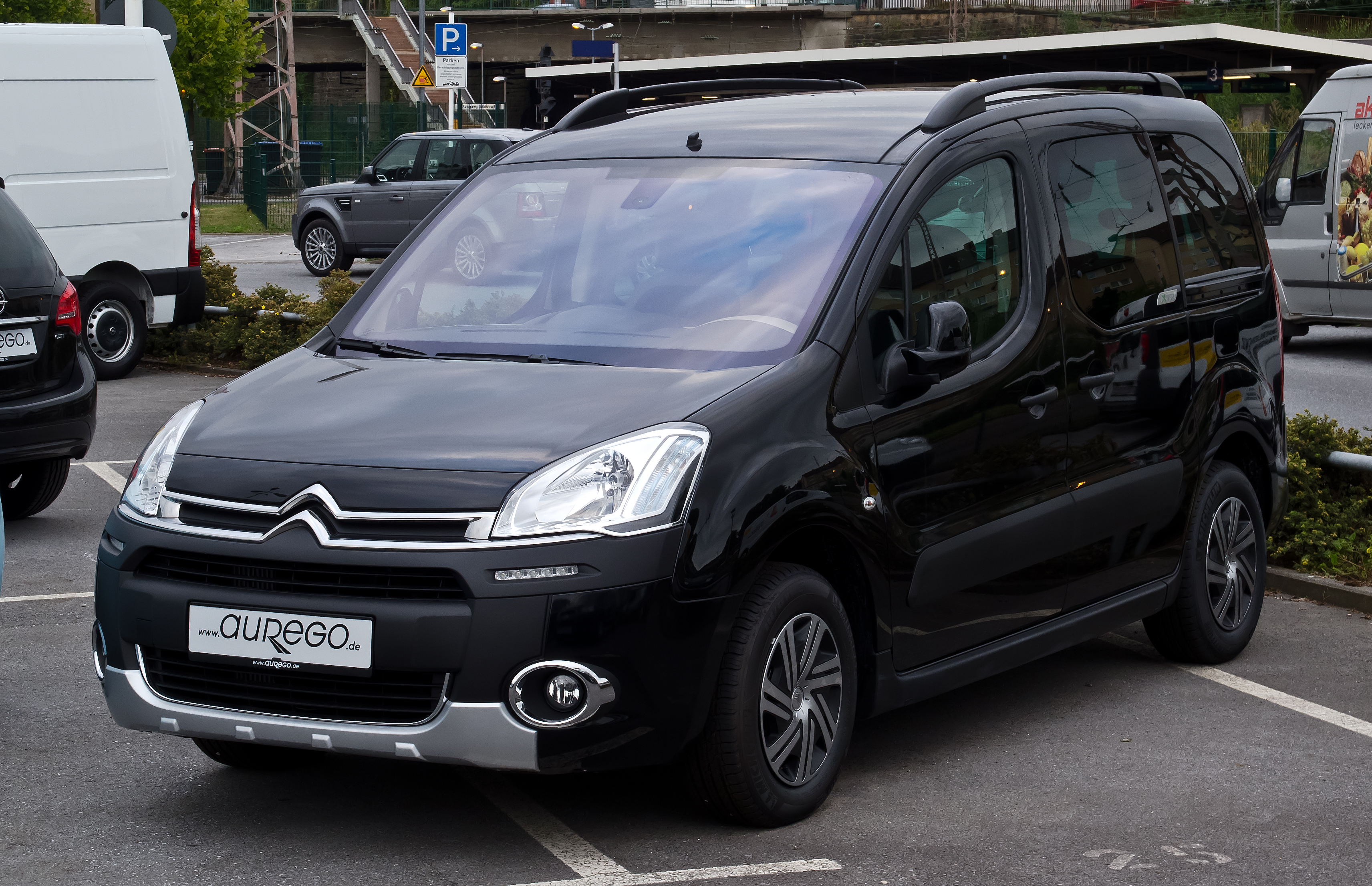
Citroën Berlingo, tweede generatie (2008-2018)
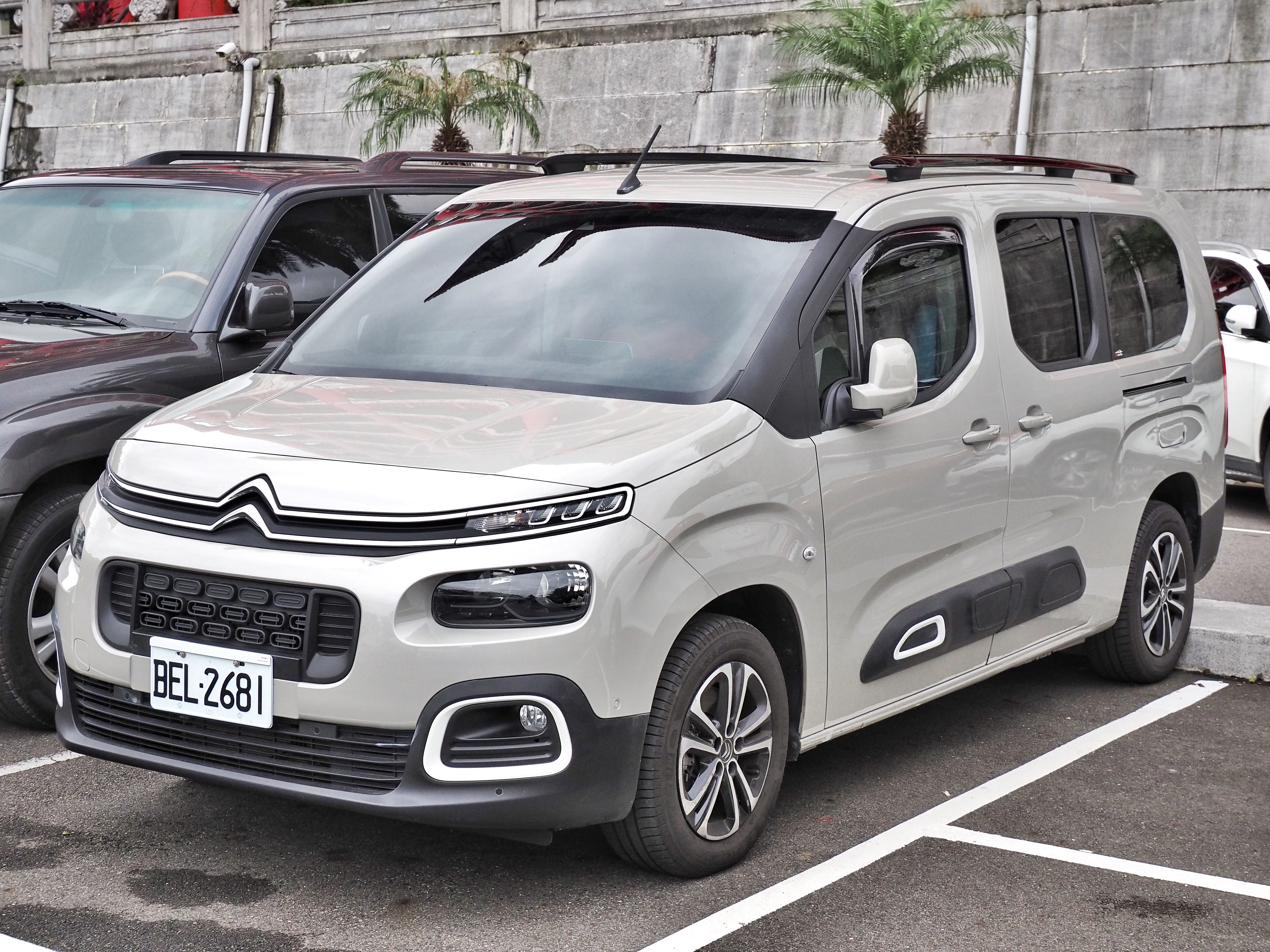
Citroën Berlingo, derde generatie (2018-2024)
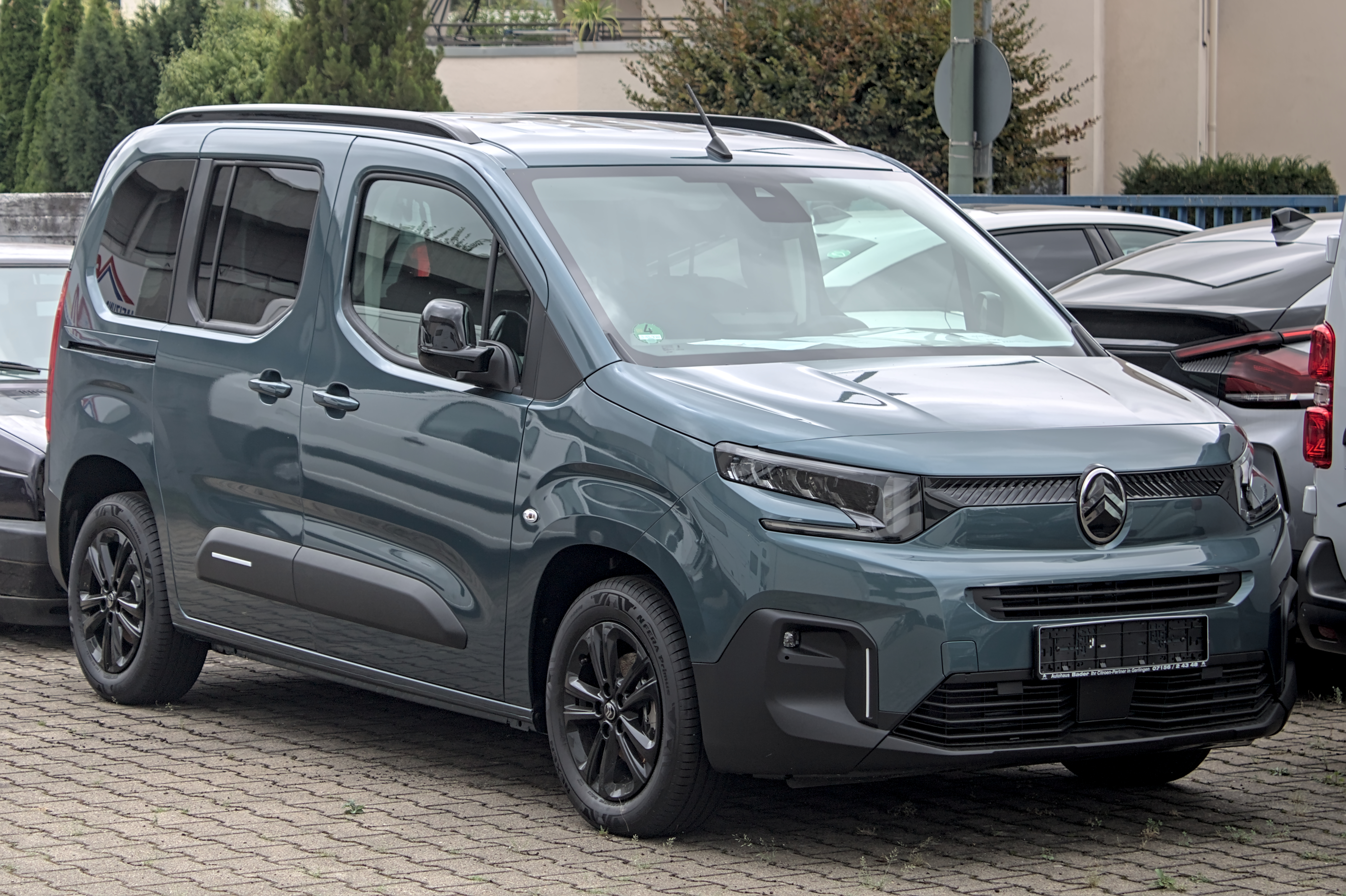
Citroën Berlingo, vierde generatie (2024-heden)
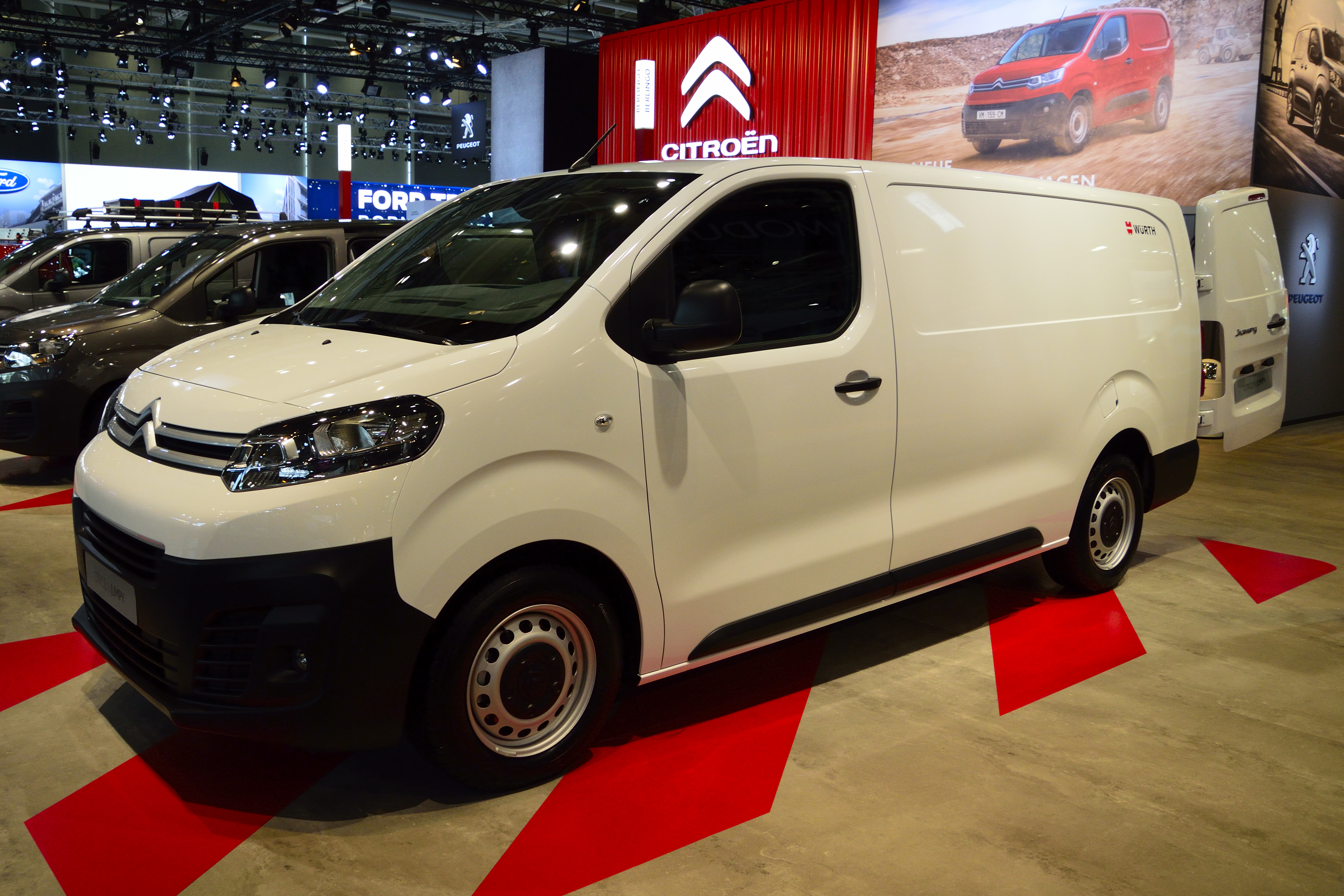
Citroën Jumpy, derde generatie (2016-2024)
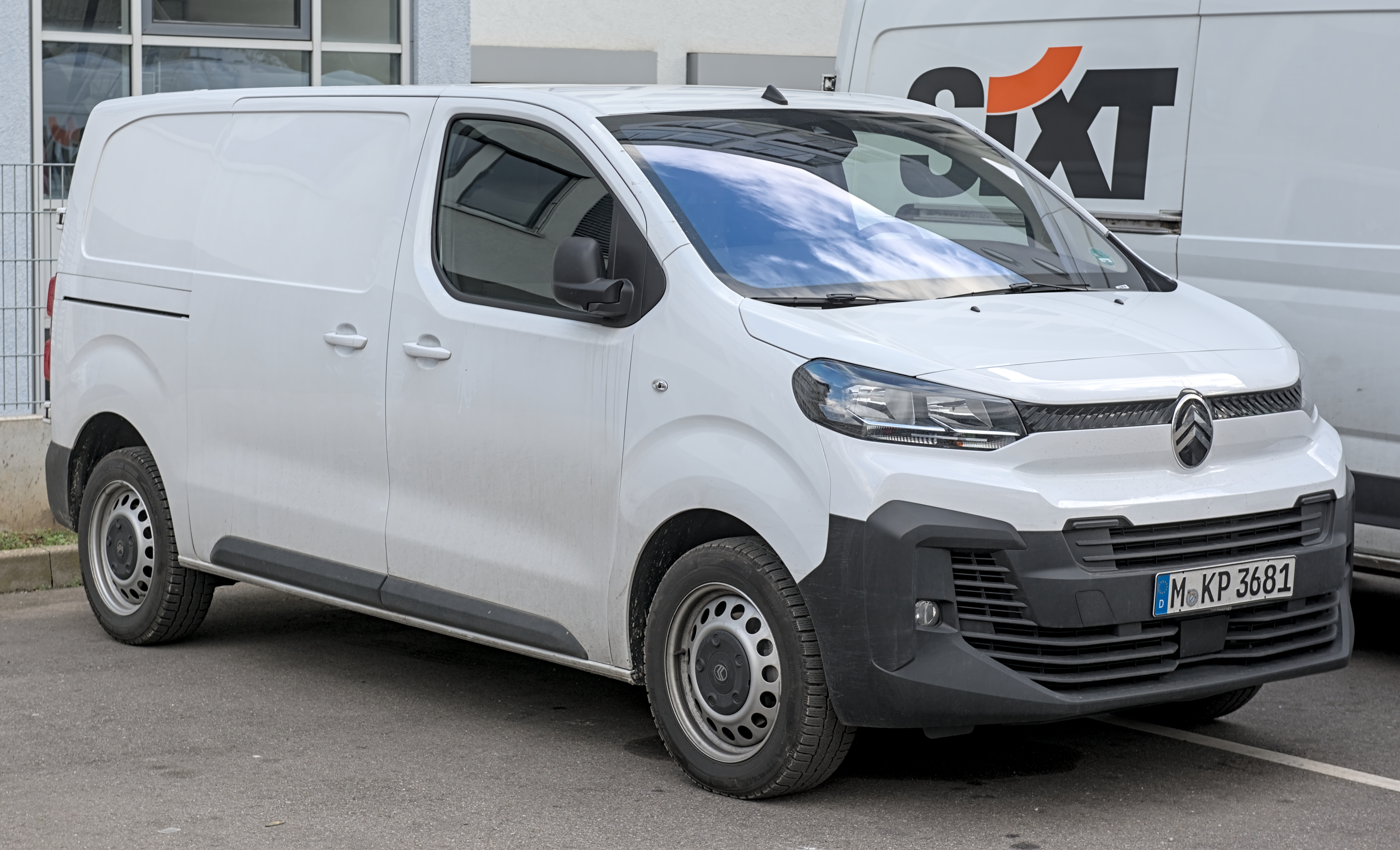
Citroën Jumpy, vierde generatie (2024-heden)
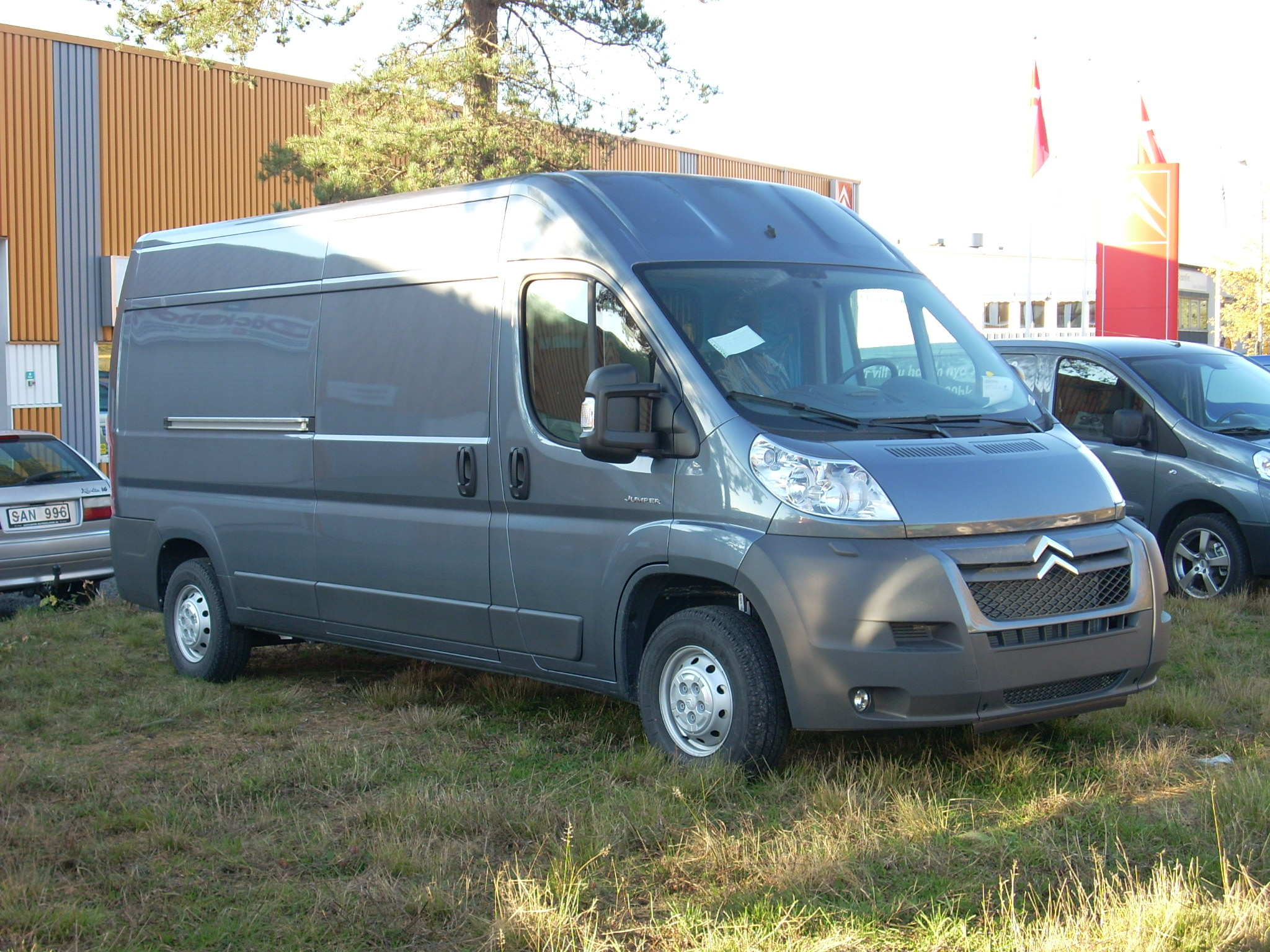
Citroën Jumper, tweede generatie (2006-2016)
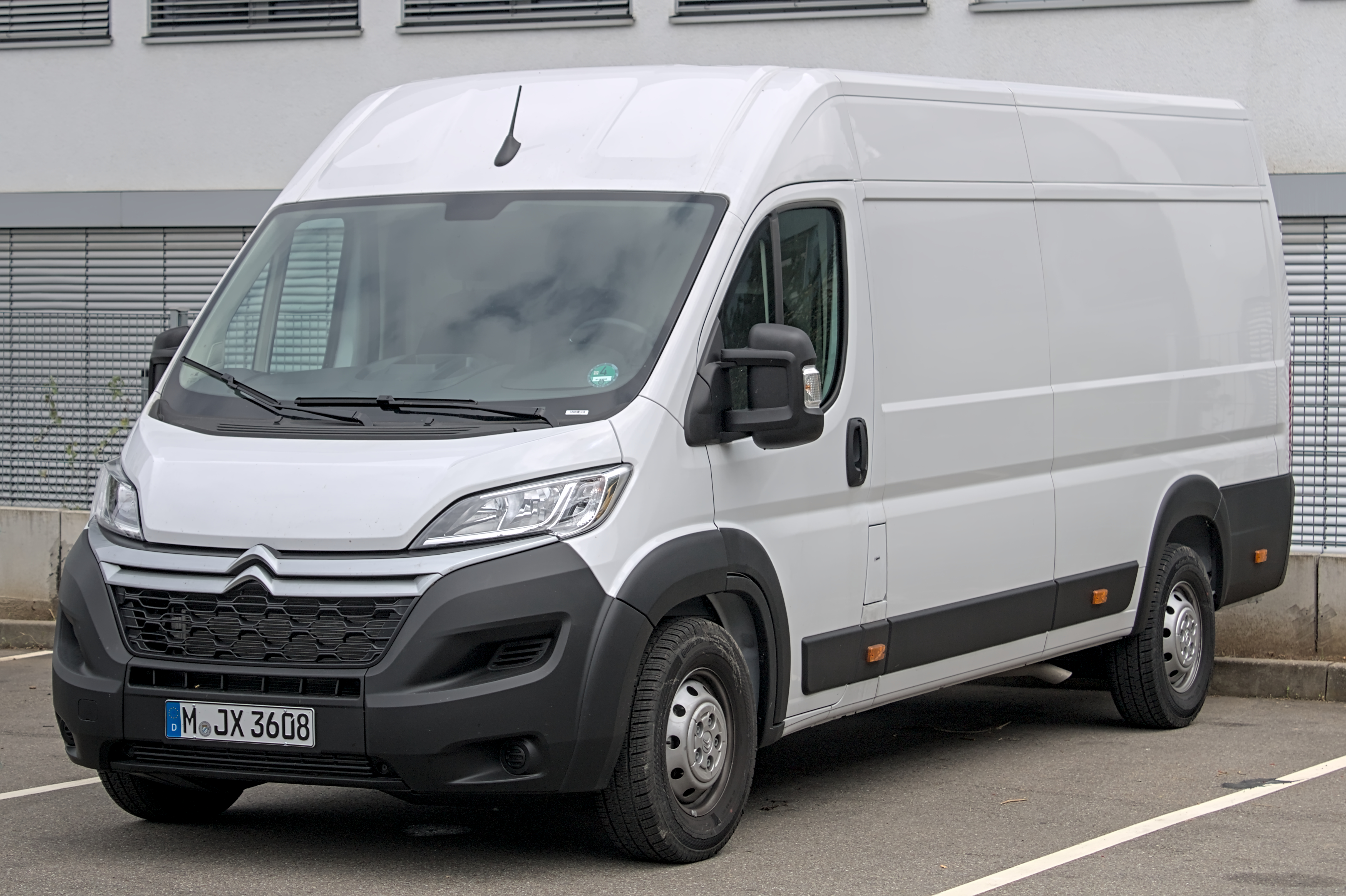
Citroën Jumper, derde generatie (2016-2024)
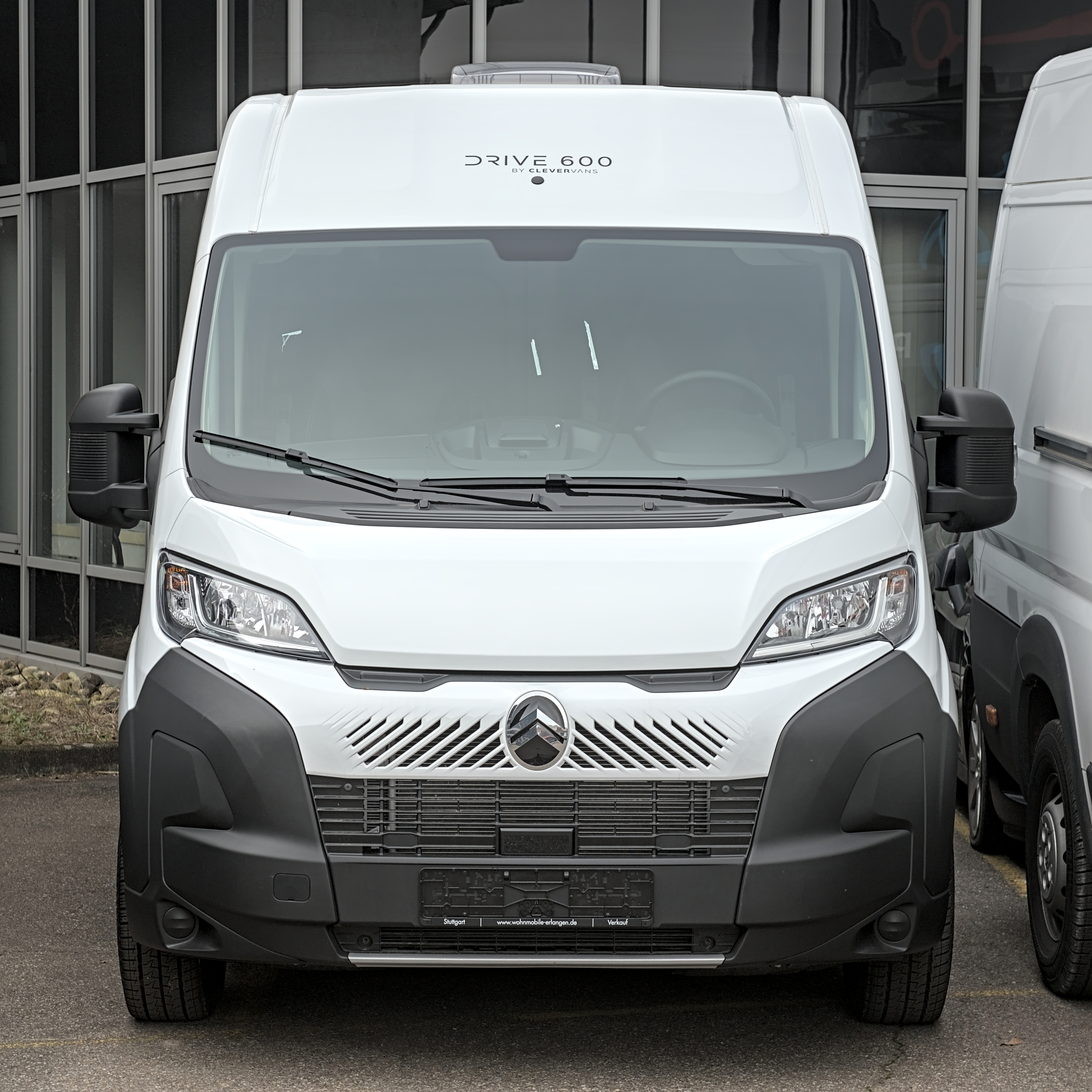
Citroën Jumper, vierde generatie (2024-heden)

Vrachtauto's
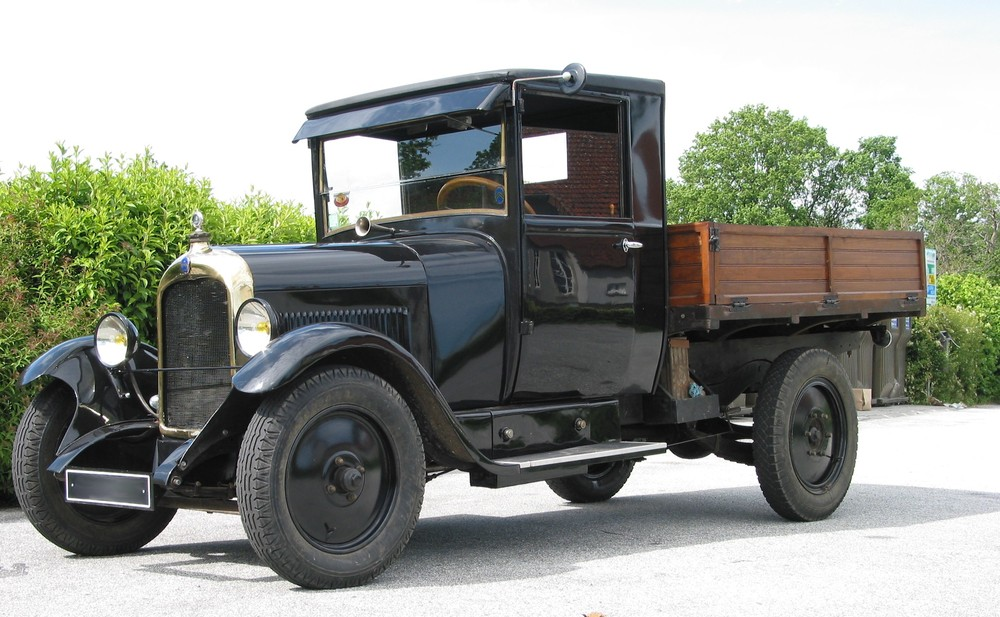
Citroën B15
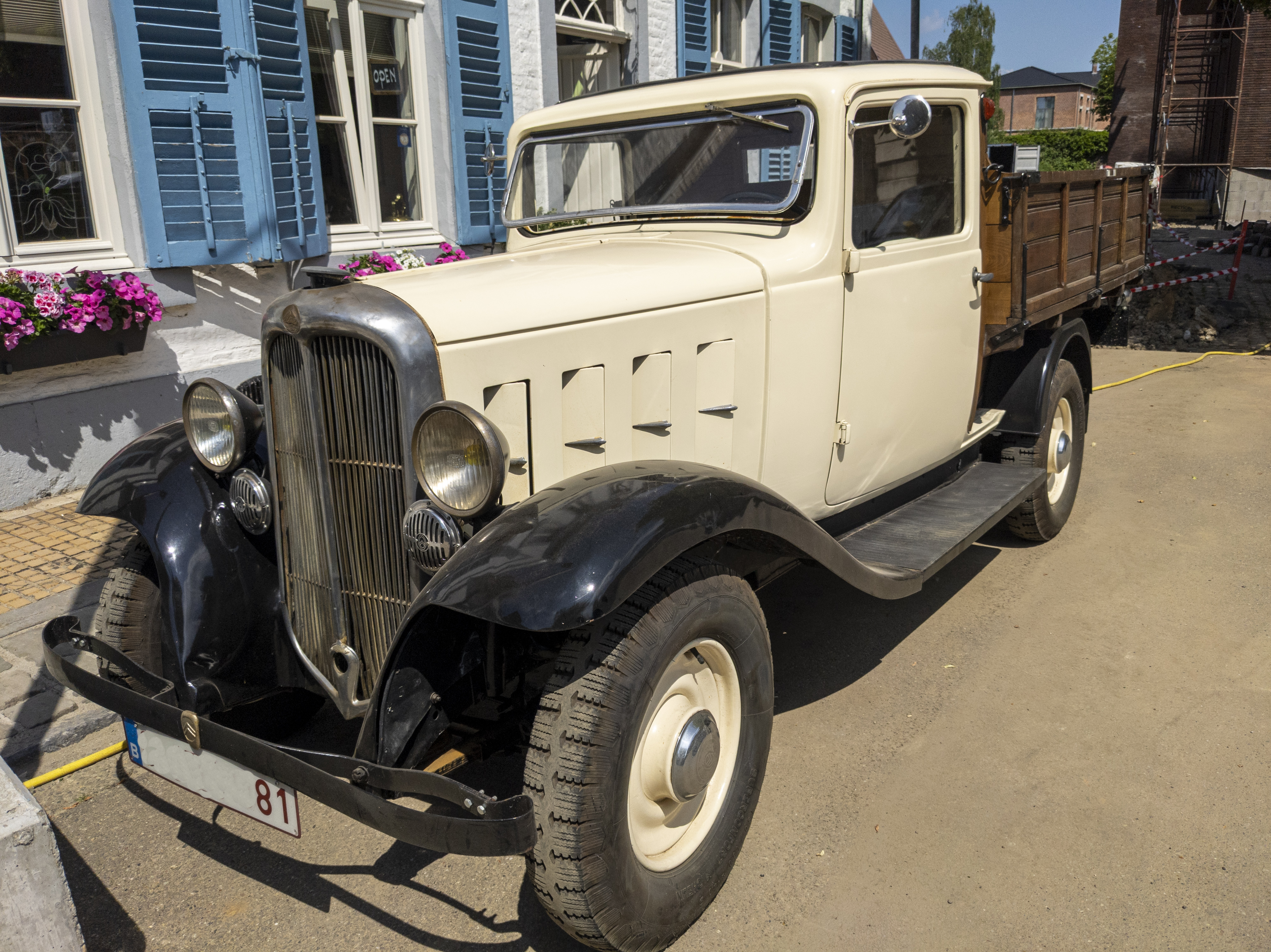
Citroën type 23
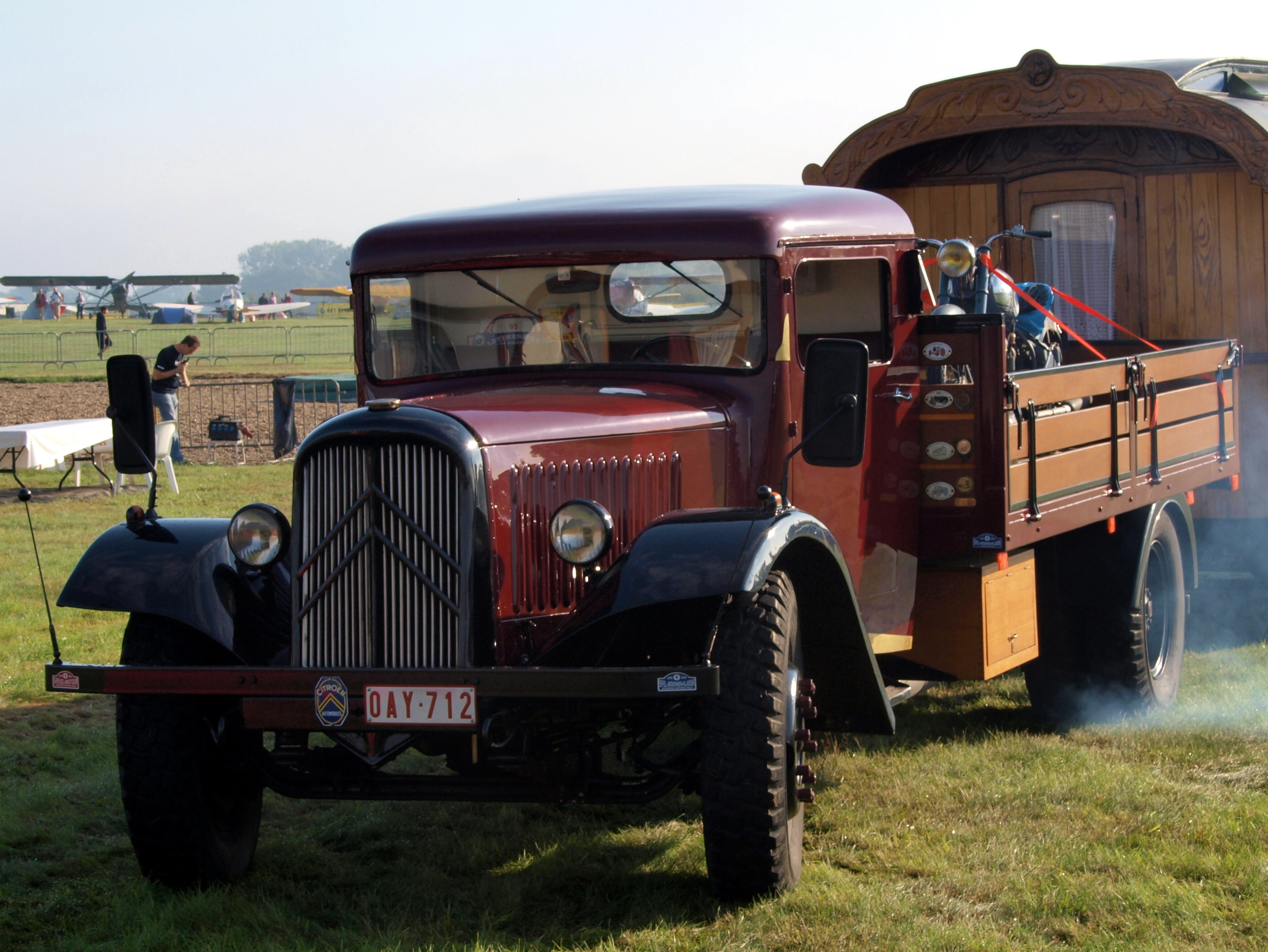
Citroën Type 45
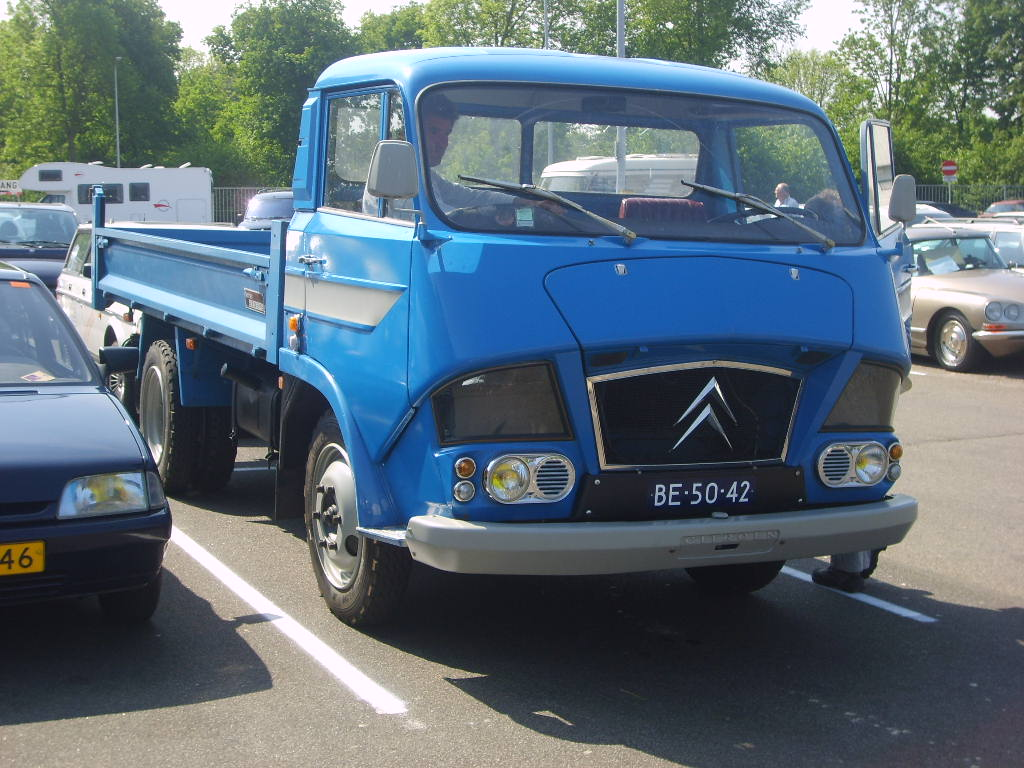
Citroën Belphégor NDP 350

## Concept cars
- Citroën Traction Avant 22 CV (1934)
- Citroën G Van (1948)
- Citroën Prototype C (1955)
- Citroën C10 (1956)
- Citroën C-60 (1960)
- Citroën Project F
- Citroën Prototype Y (~1965-1970)
- Citroën Mini-Zup (1972)
- Citroën GS Camargue (1972)
- Citroën 2CV Pop (1973)
- Citroën C44 (1980)
- Citroën Karin (1980)
- Citroën Xenia (1981)
- Citroën Eco 2000 (1984)
- Citroën Eole (1986)
- Citroën Zabrus (1986)
- Citroën Activa (1988)
- Citroën Activa II (1990)
- Citroen AX14KD (~1989-1991)
- Citroen AX14BD (track edition)
- Citroën Citela (1992)
- Citroën Xanae (1994)
- Citroën Osmose
- Citroën Tulip (1995)
- Citroën C3 Lumière (1998)
- Citroën C6 Lignage (1999)
- Citroën Osée
- Citroën Démonstrateur Pluriel (1999)
- Citroën Osmose - 2000 (2000)
- Citroën C-Crosser (2001)
- Citroën C-Airdream (2002)
- Citroën C-Airlounge (2003)
- Citroën C-SportLounge (2005)
- Citroën C-Airplay (2005)
- Citroën C-Buggy (2006)
- Citroën C-Metisse (2006)
- Citroën C-Cactus (2007)
- Citroën GTbyCitroën (2008)
- Citroën Hypnos (2008)
- Citroën DS Inside (2009)
- Citroën Revolte 2009 (2009)
- Citroën Metropolis (2010)
- Citroën Survolt (2010)
- Citroën Lacoste (2010)
- Citroën DS Divine (2014)
- Citroën Cactus M (2015)
- Citroën Aircross (2015)
- Citroën CXperience (2016)
- Citroën Spacetourer RIP Curl Concept (2017)
- Citroën Ami One (2019)
- Citroën 19 19 Concept (2019)
- Citroën My Ami Buggy Concept (2021)
- Citroën Oli (2022)
- Citroën Basalt Vision (2024)
- Citroën C5 Aircross Concept (2024)

Personenauto's
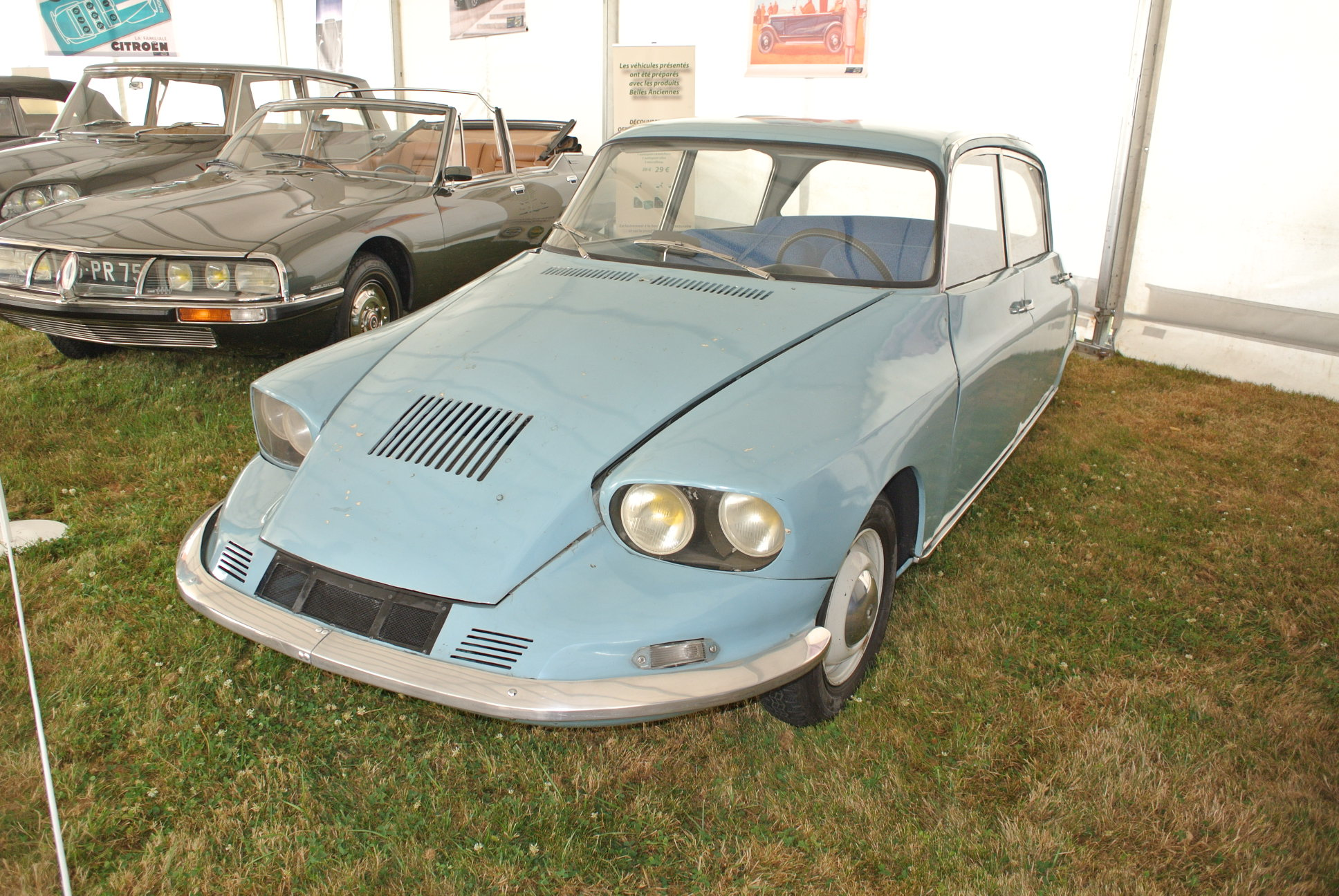
Citroën C60
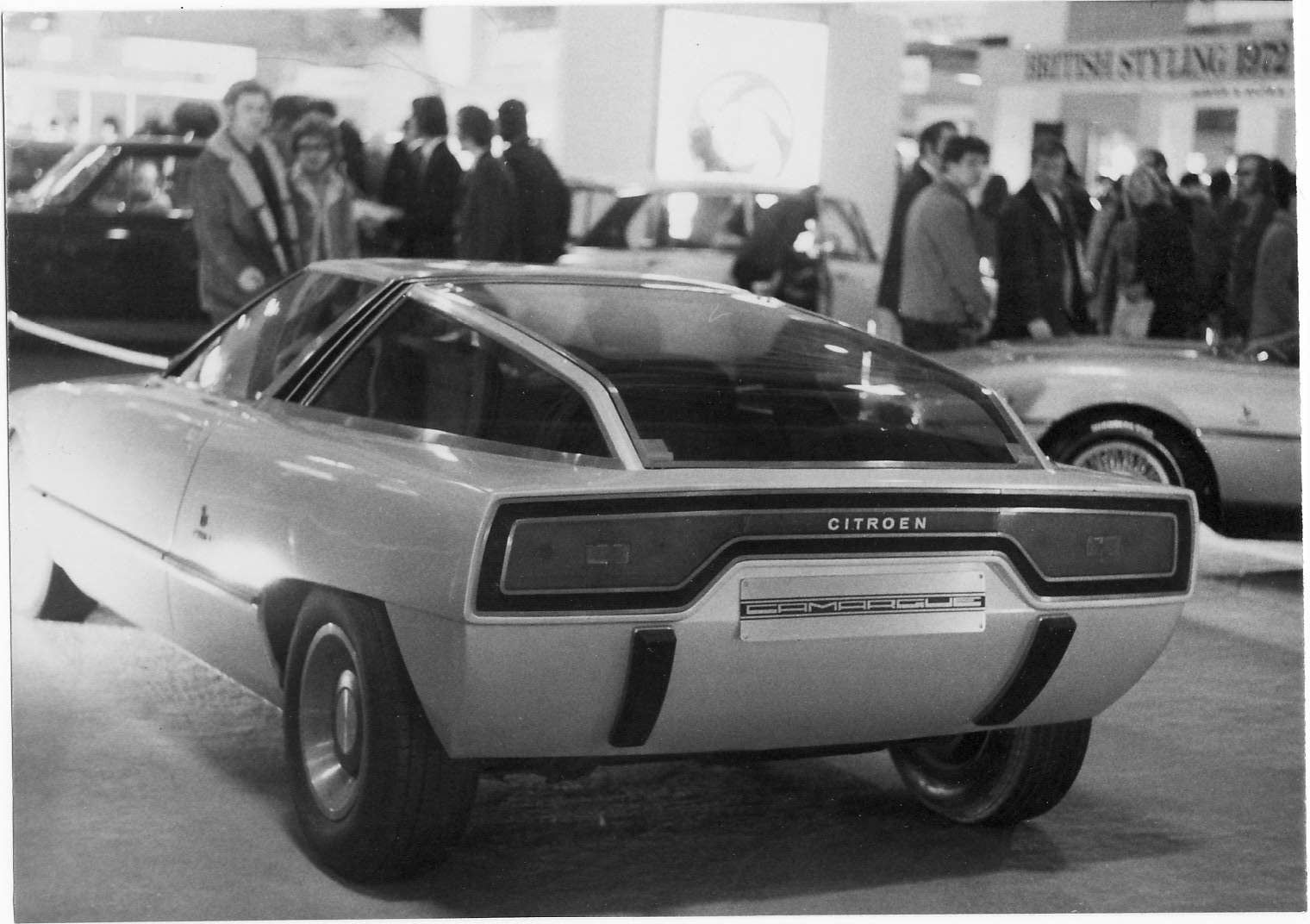
Citroën GS Camargue
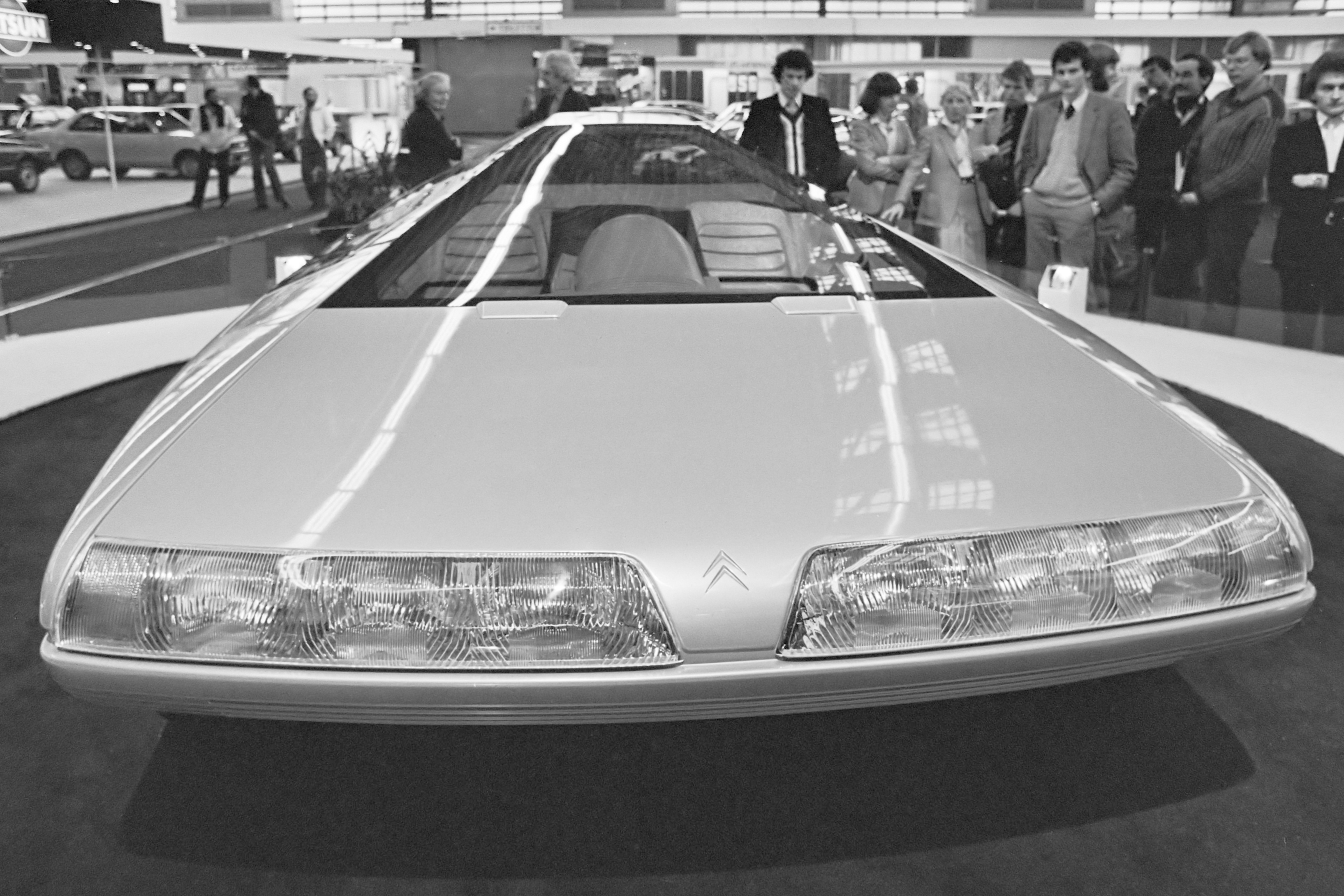
Citroën Karin
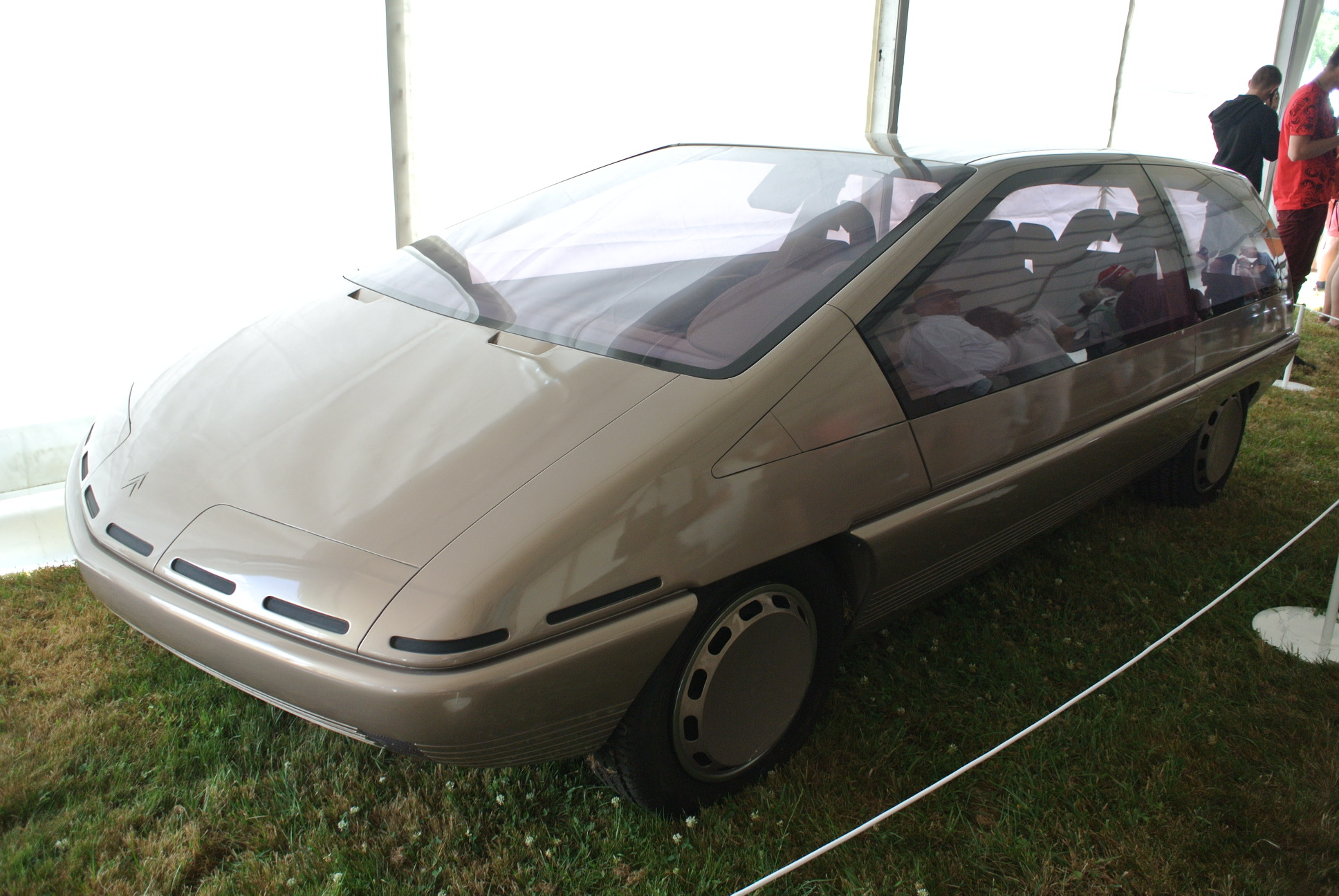
Citroën Xenia
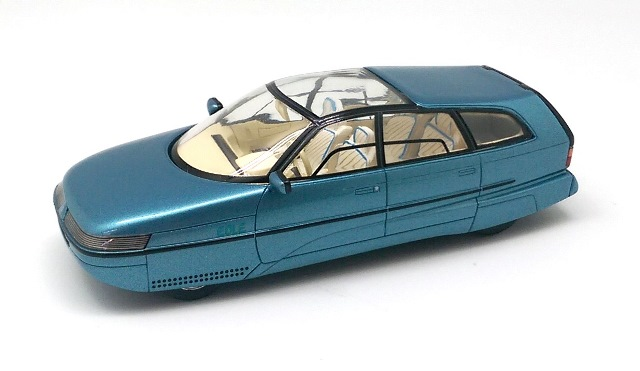
Citroën Eole
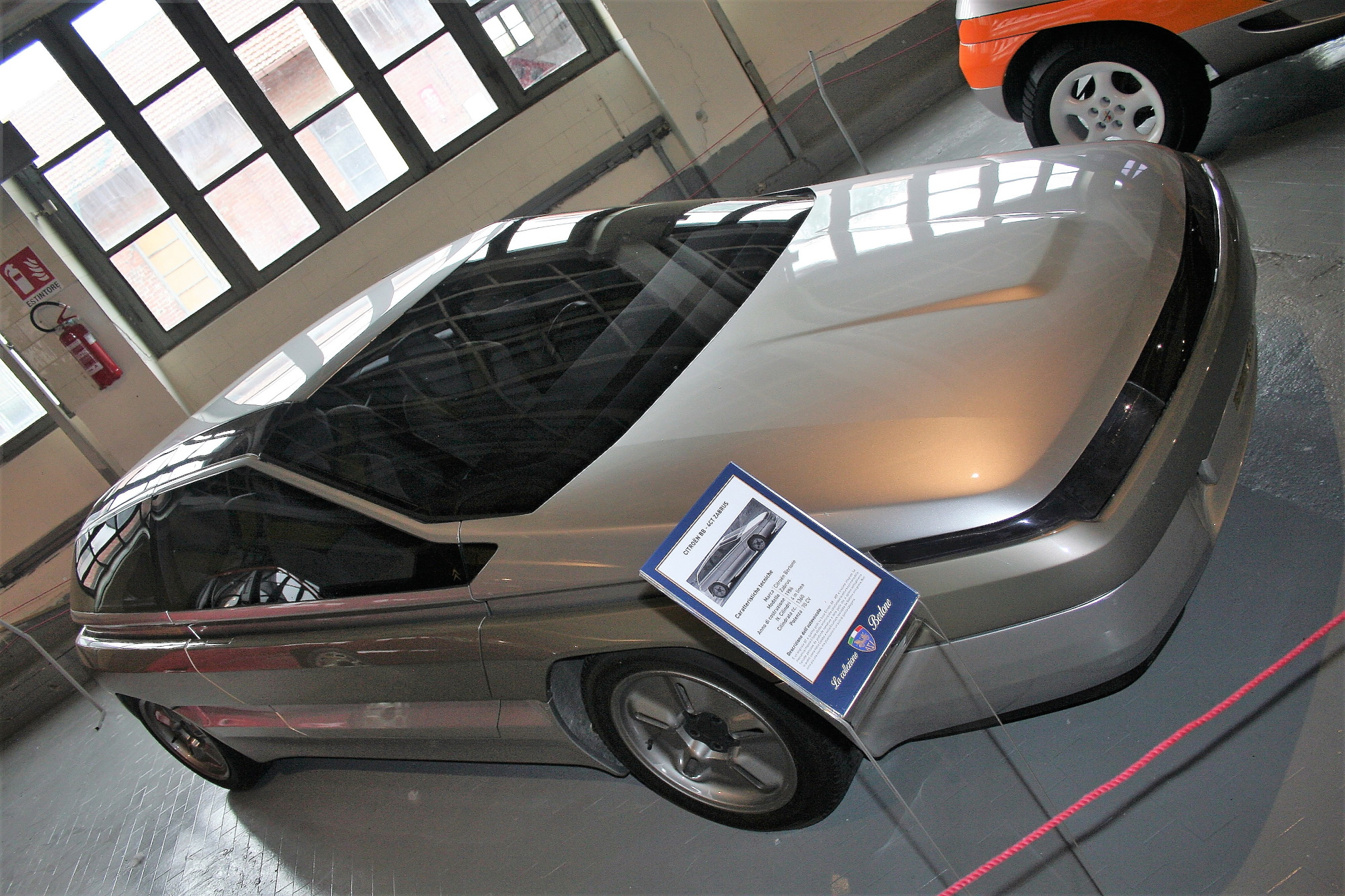
Citroën Zabrus
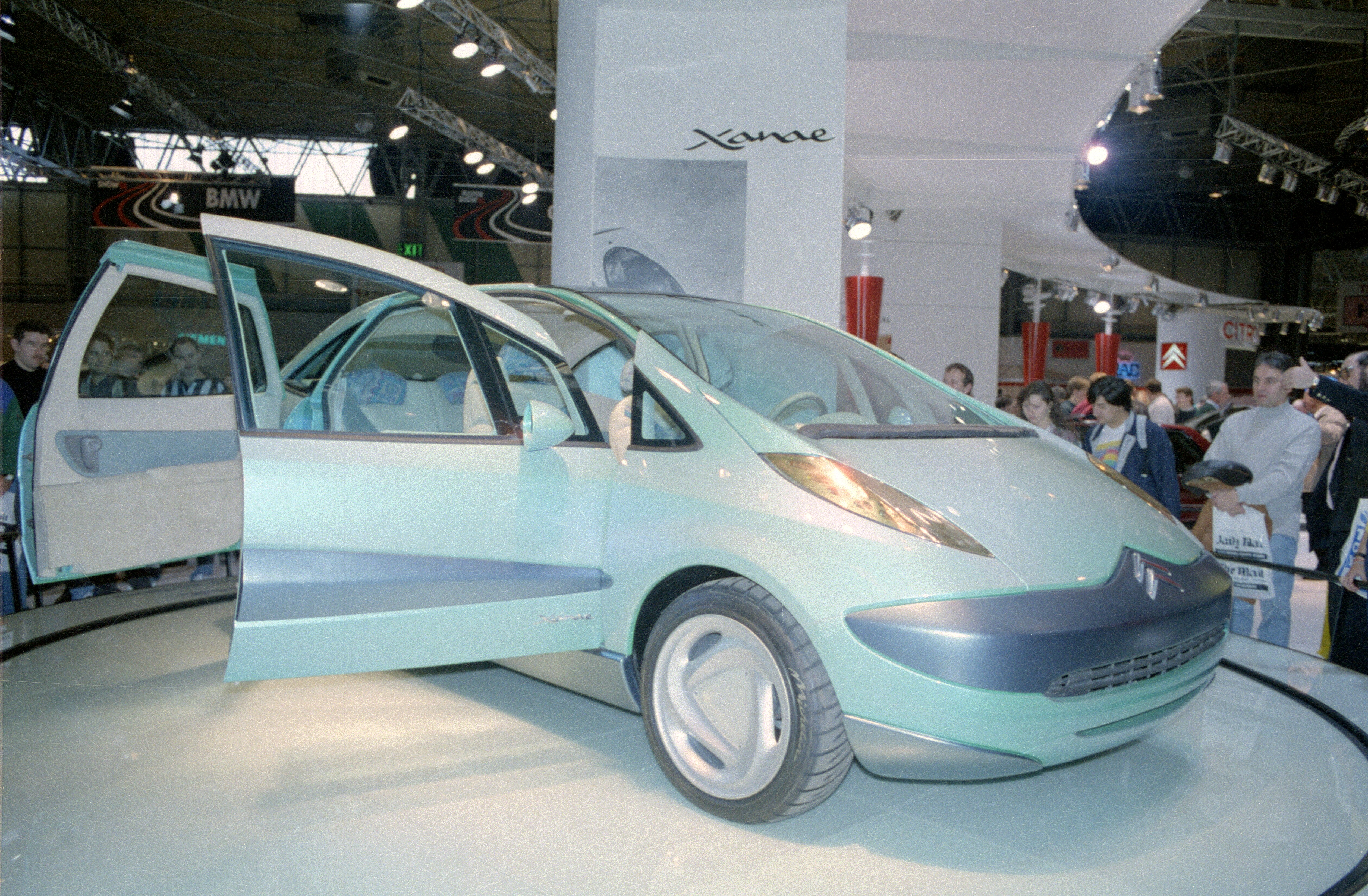
Citroën Xanae
Citroën Osée
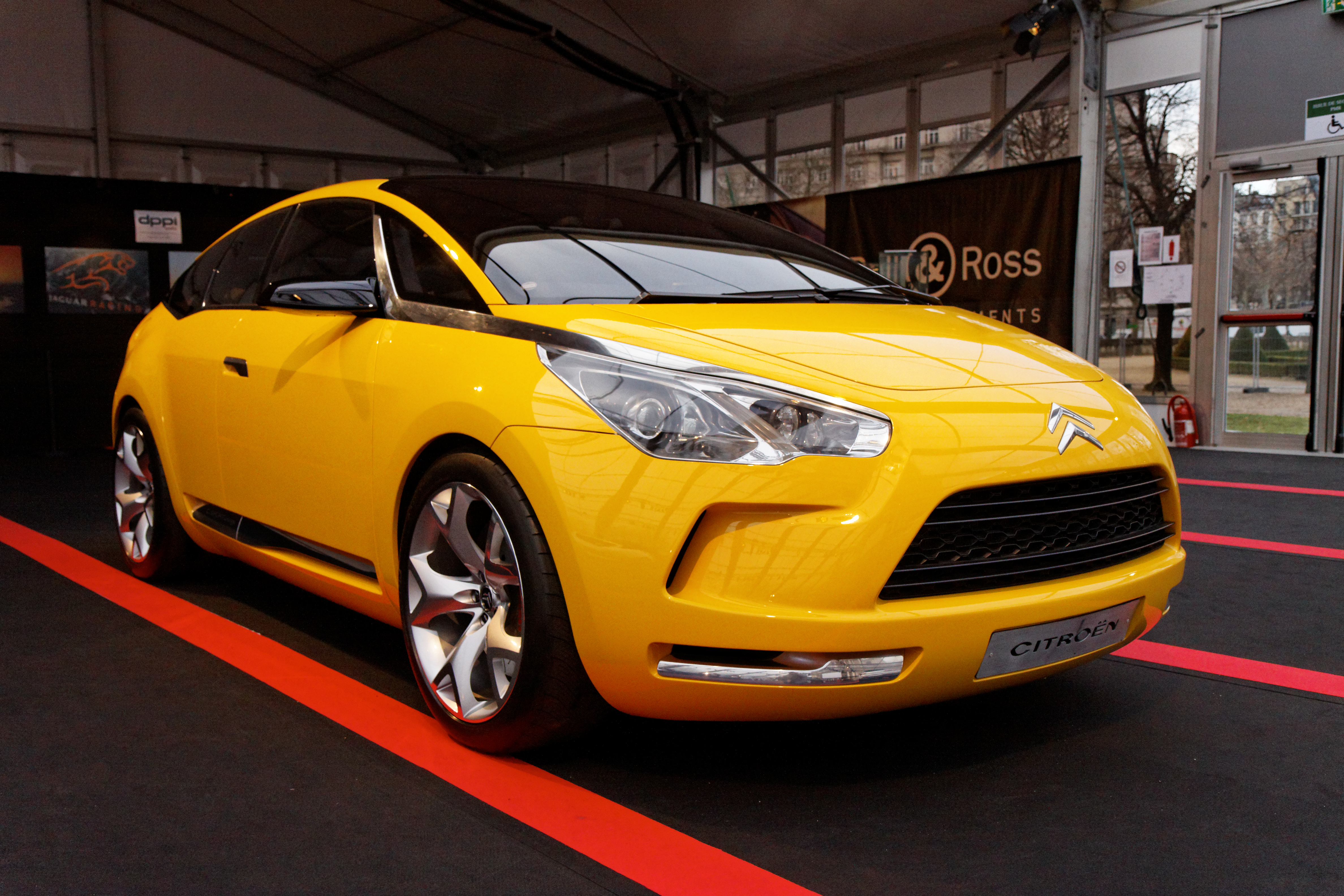
Citroën C-SportLounge
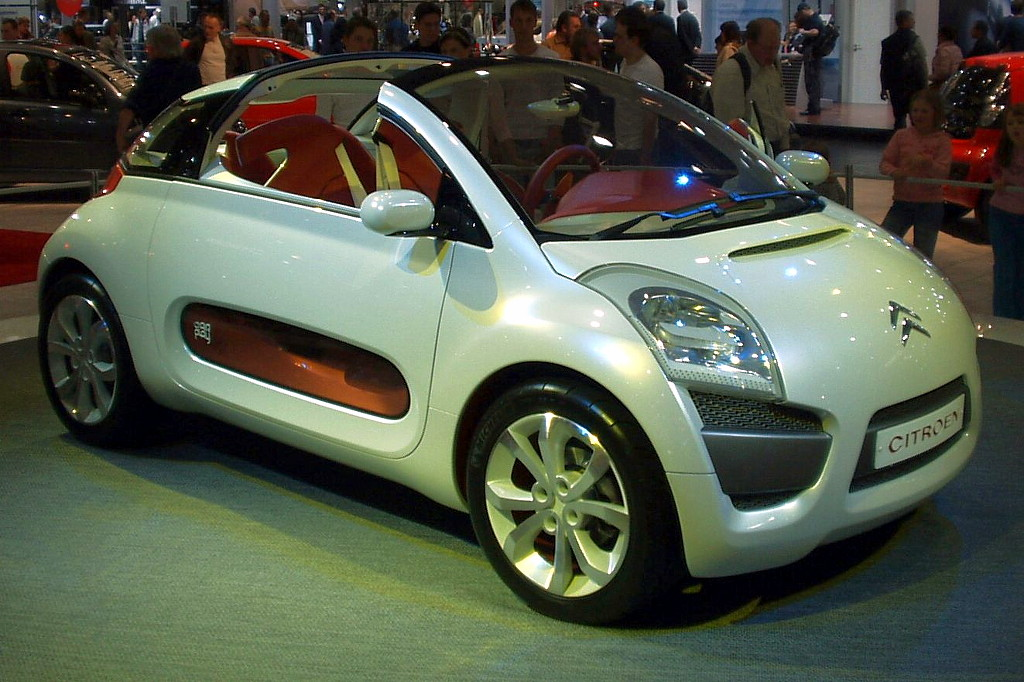
Citroën C-Airplay
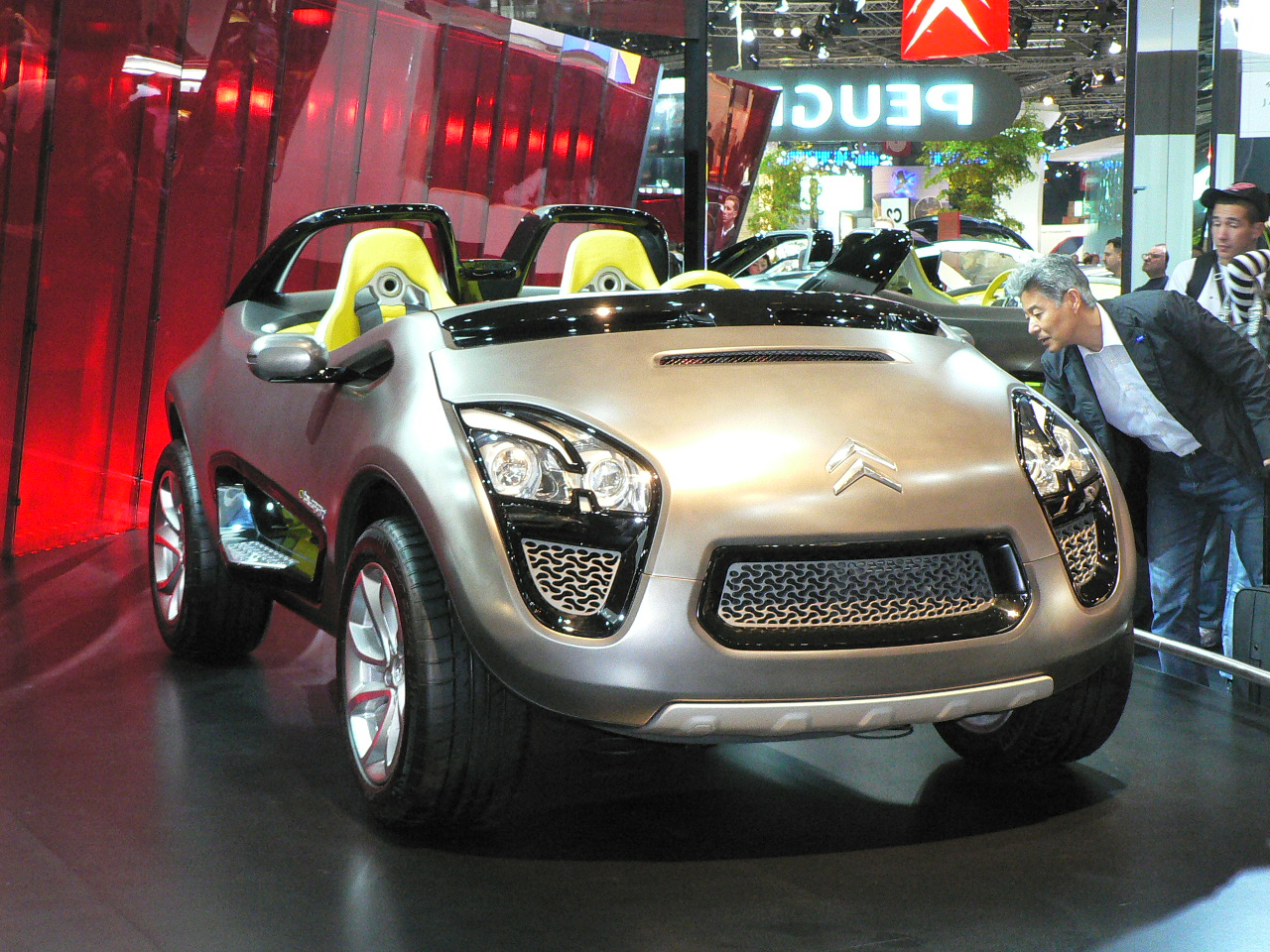
Citroën C-Buggy
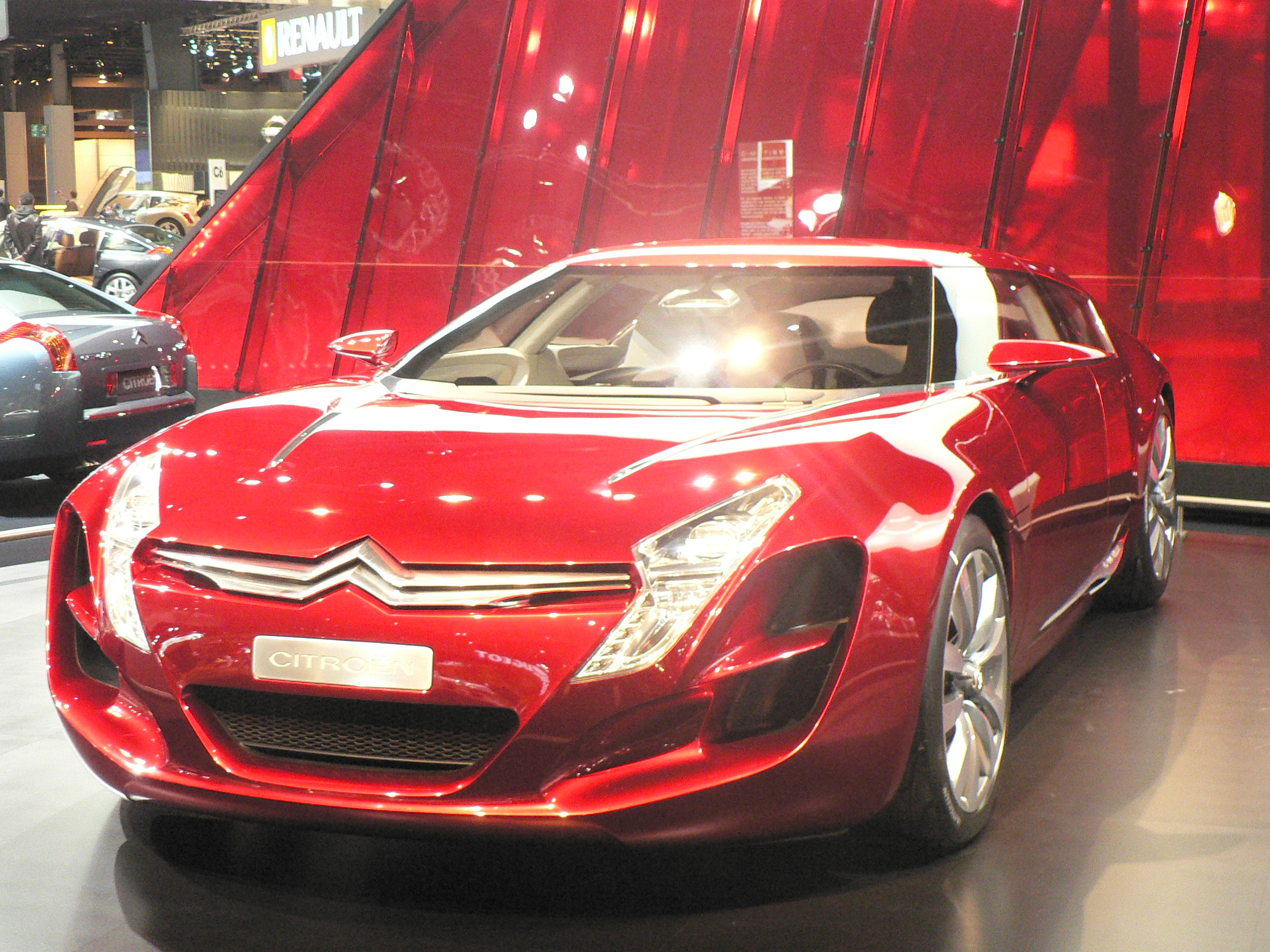
Citroën C-Metisse
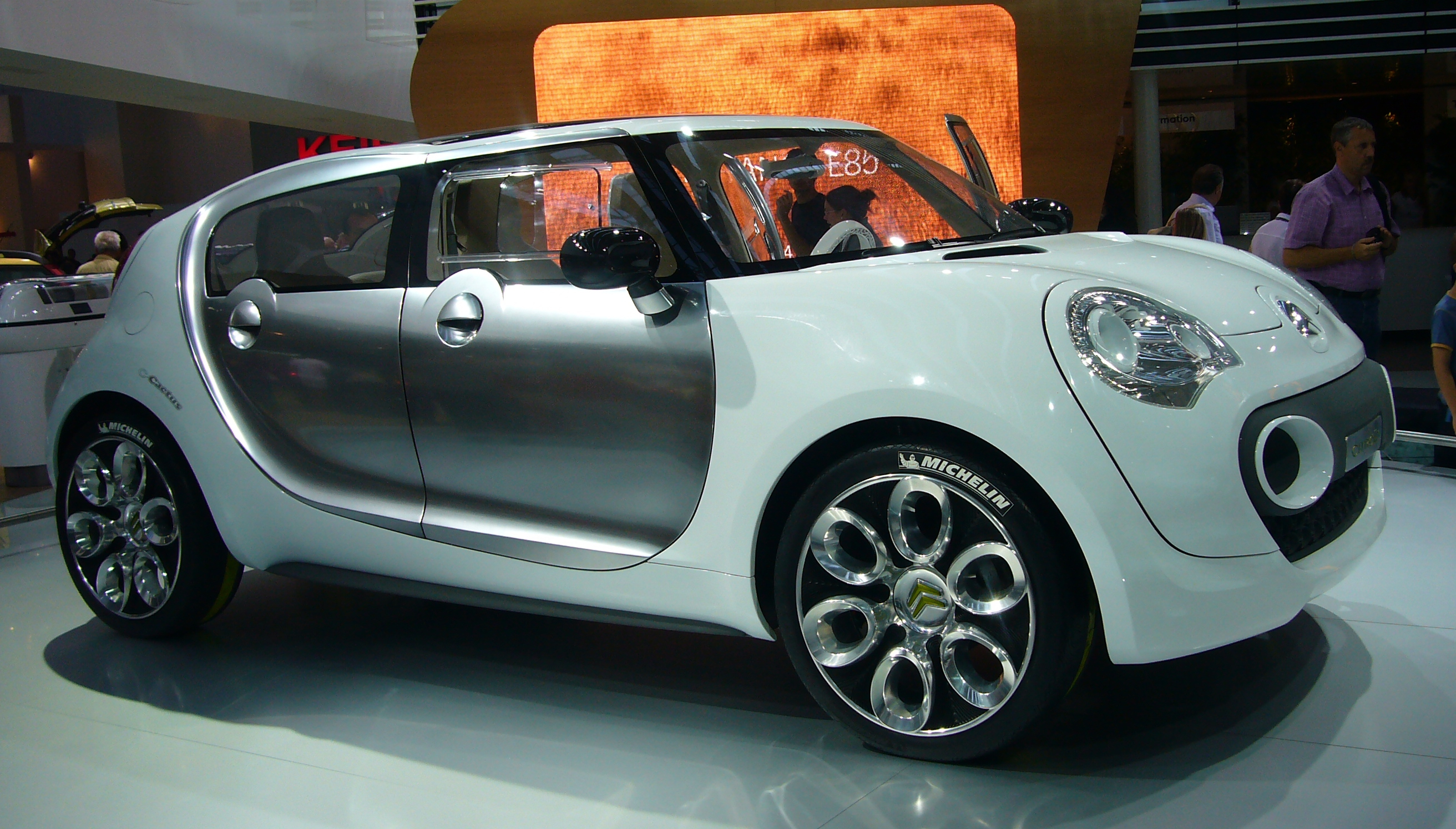
Citroën C-Cactus
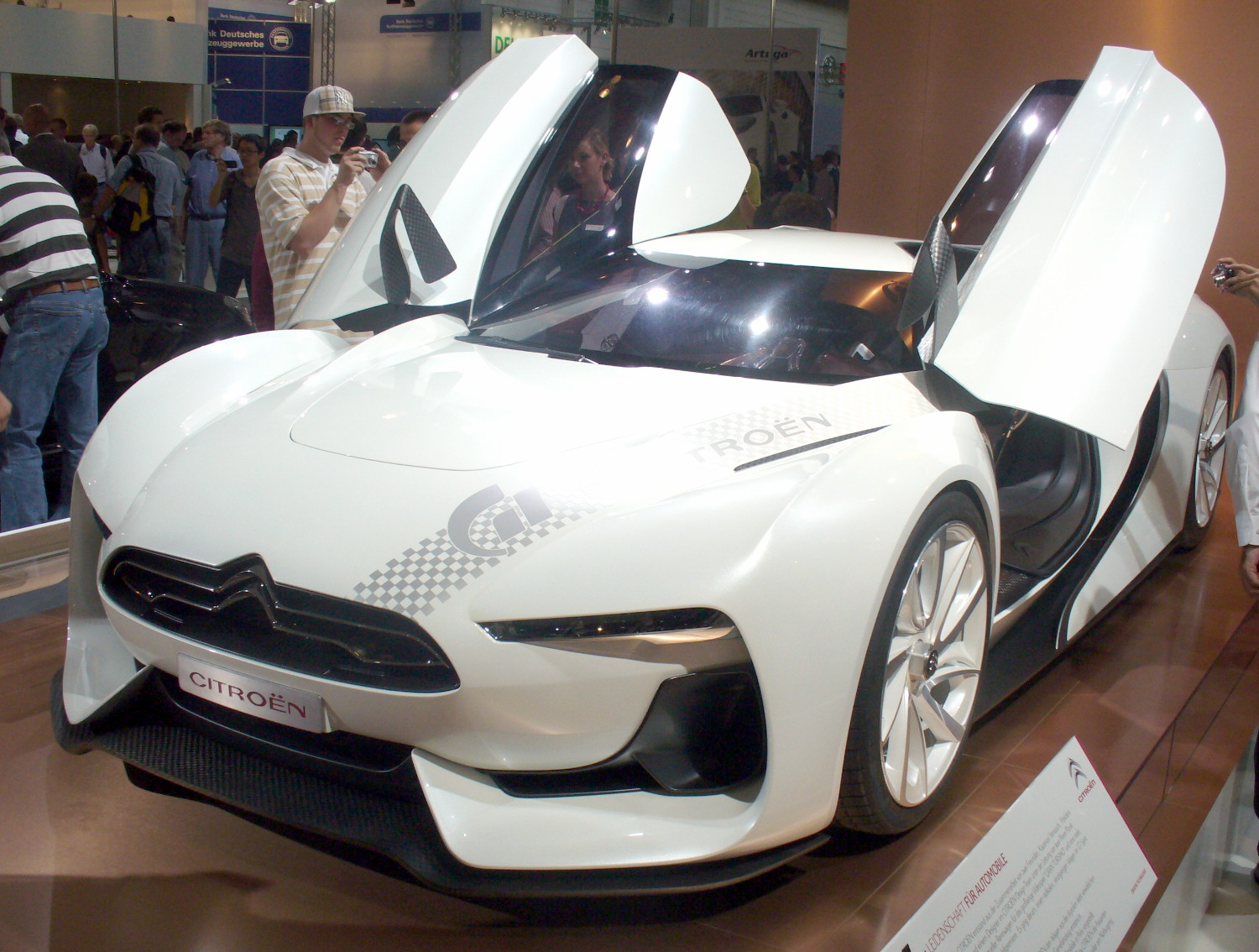
Citroën GT
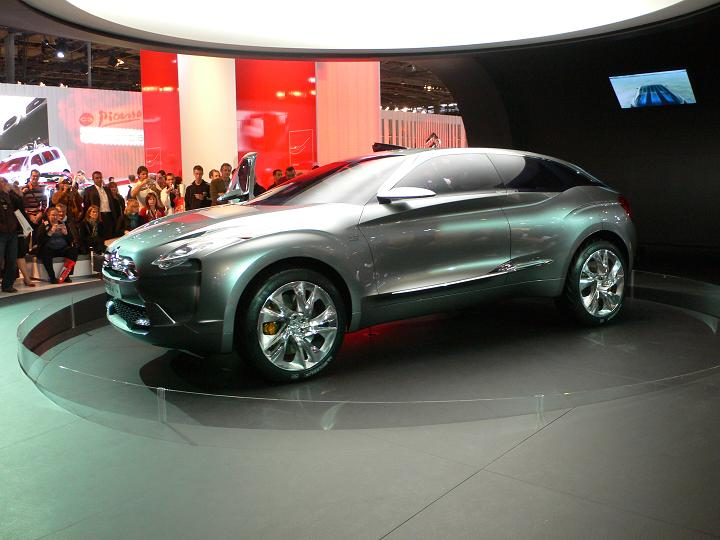
Citroën Hypnos
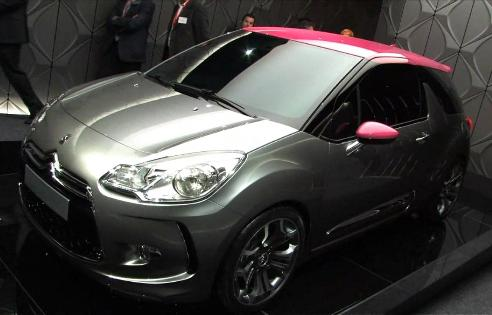
Citroën DS Inside
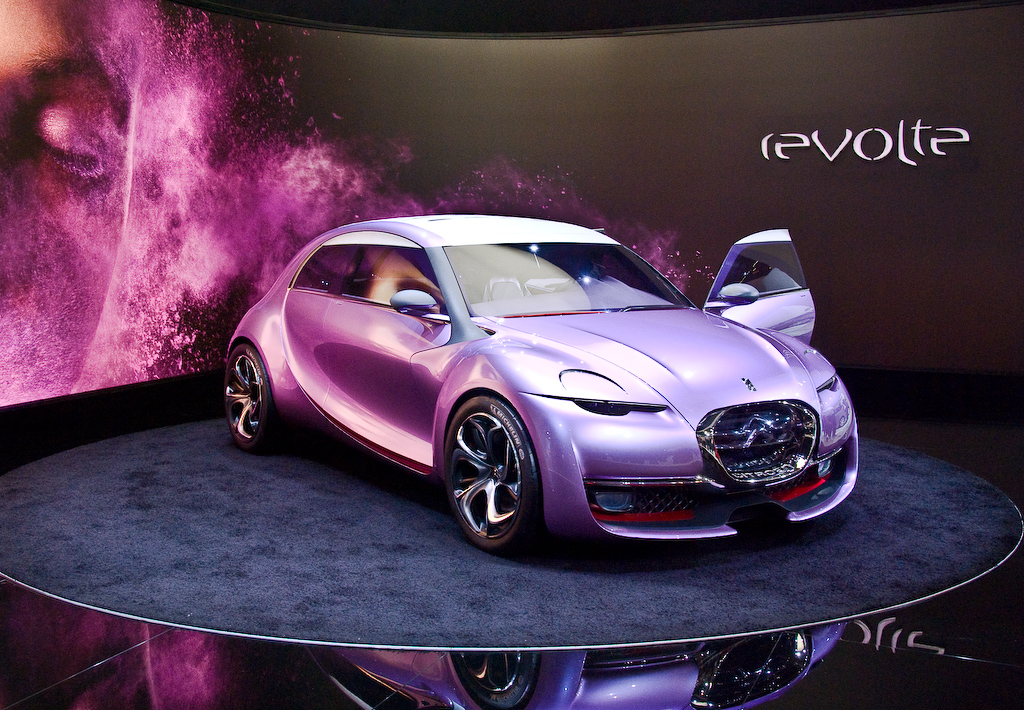
Citroën Revolte
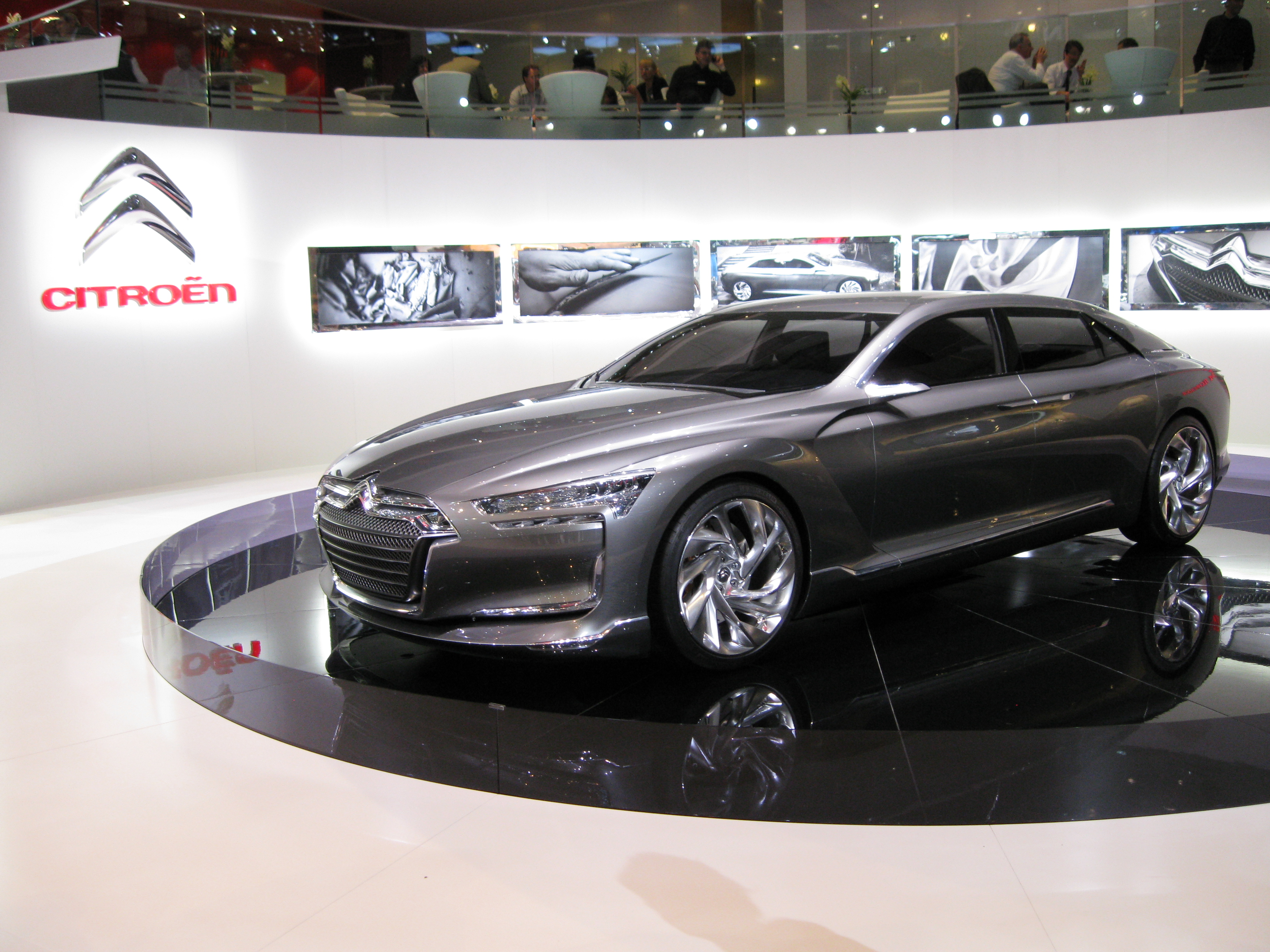
Citroën Metropolis
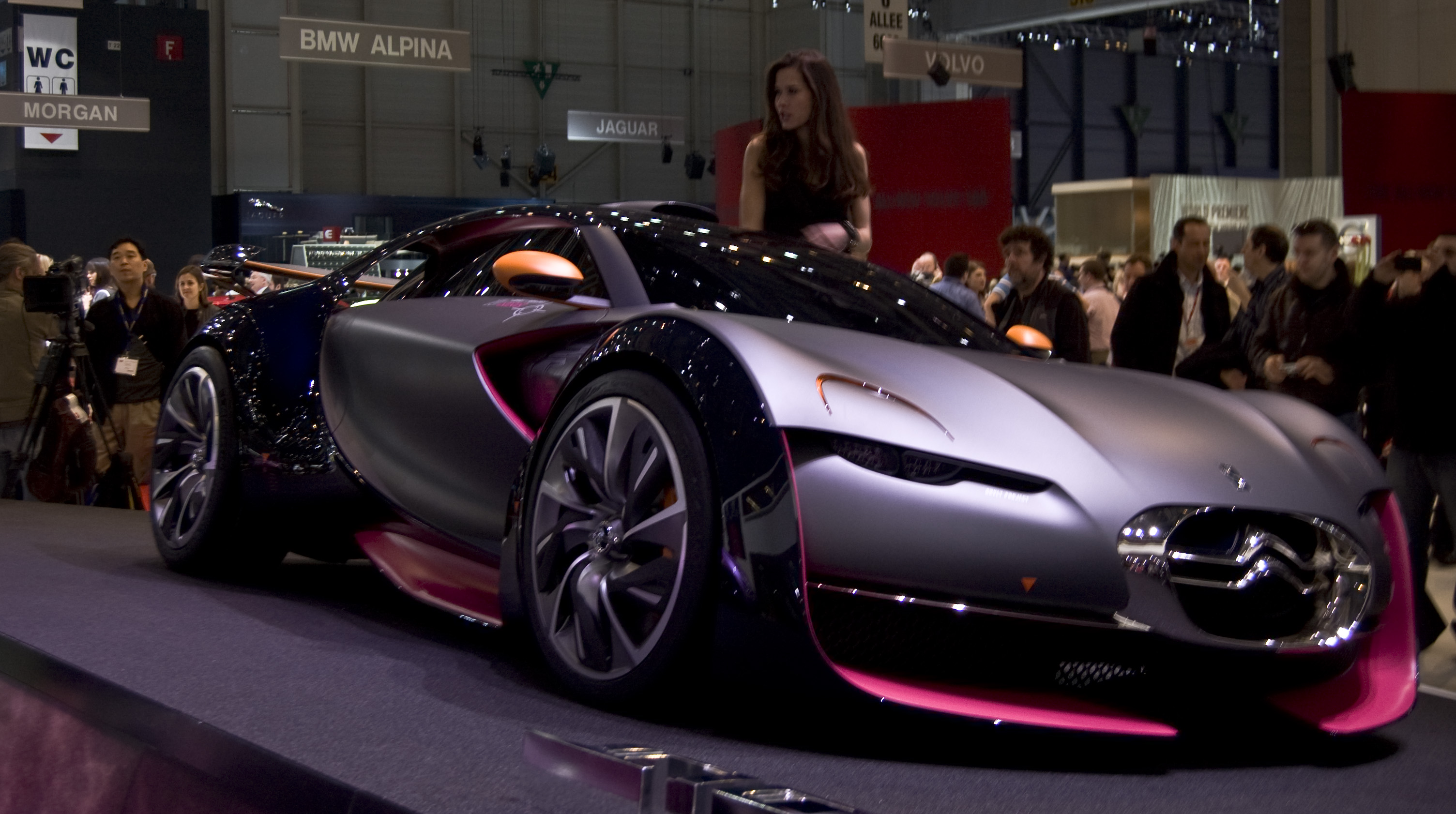
Citroën Survolt
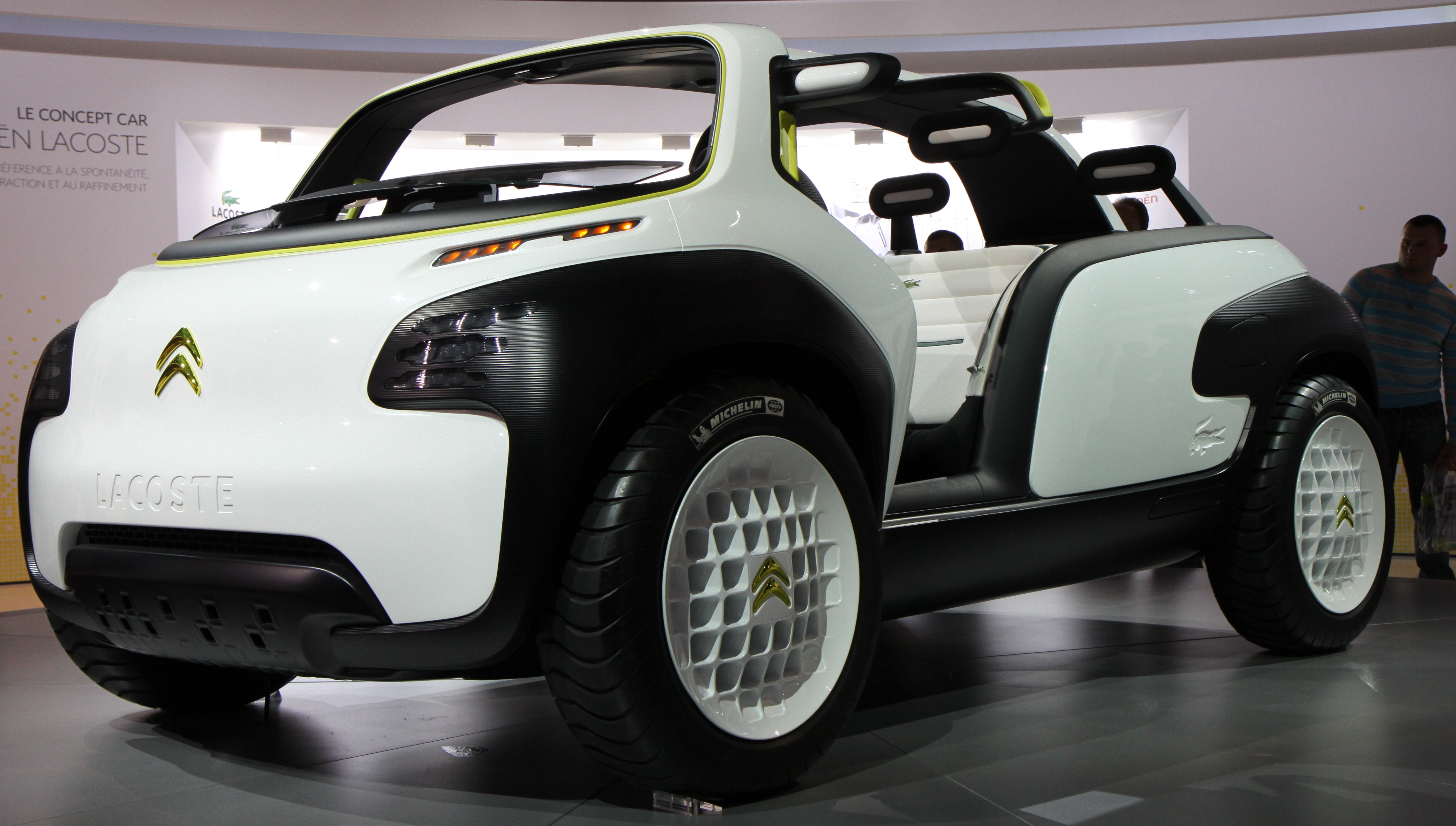
Citroën Lacoste
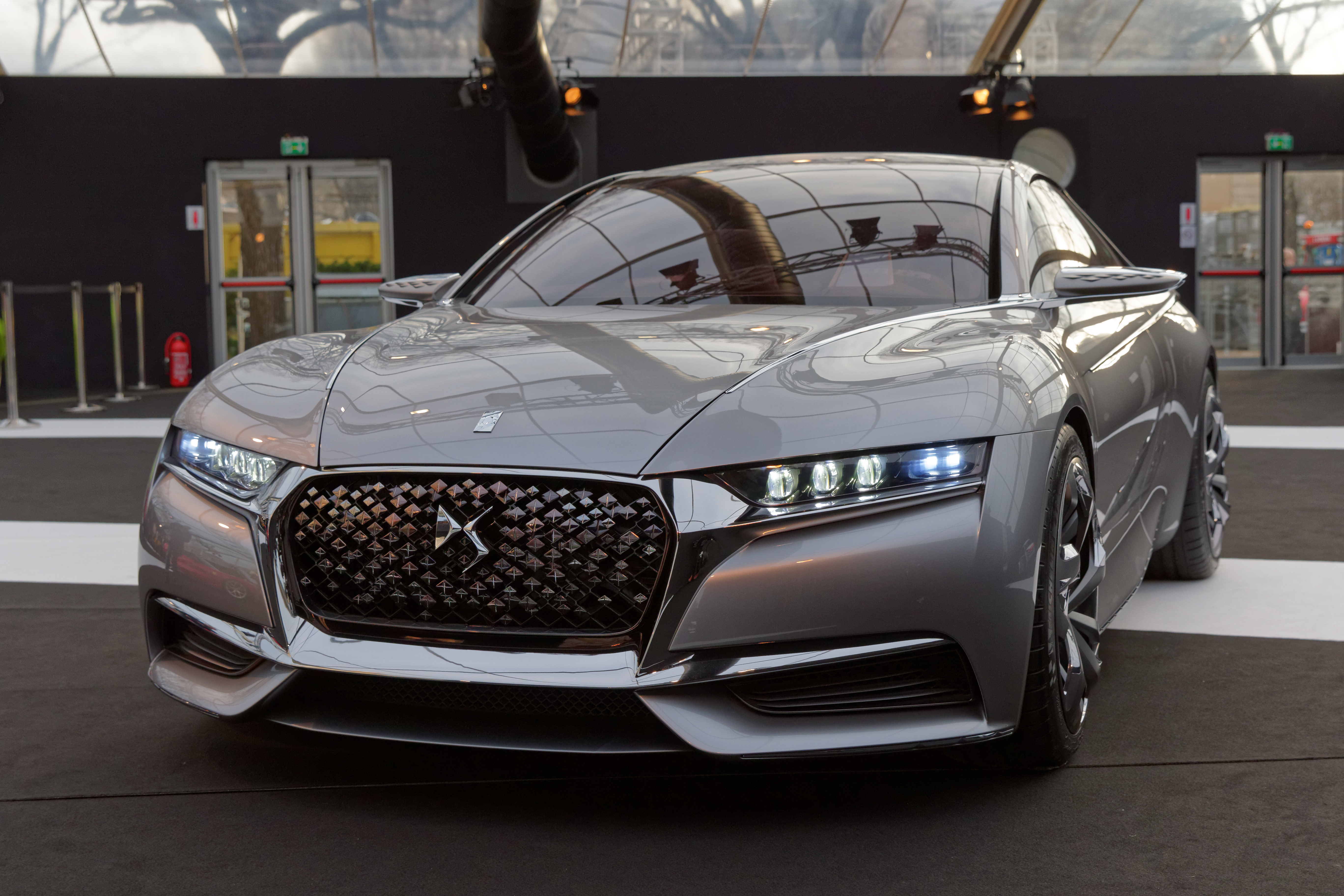
Citroën DS Divine
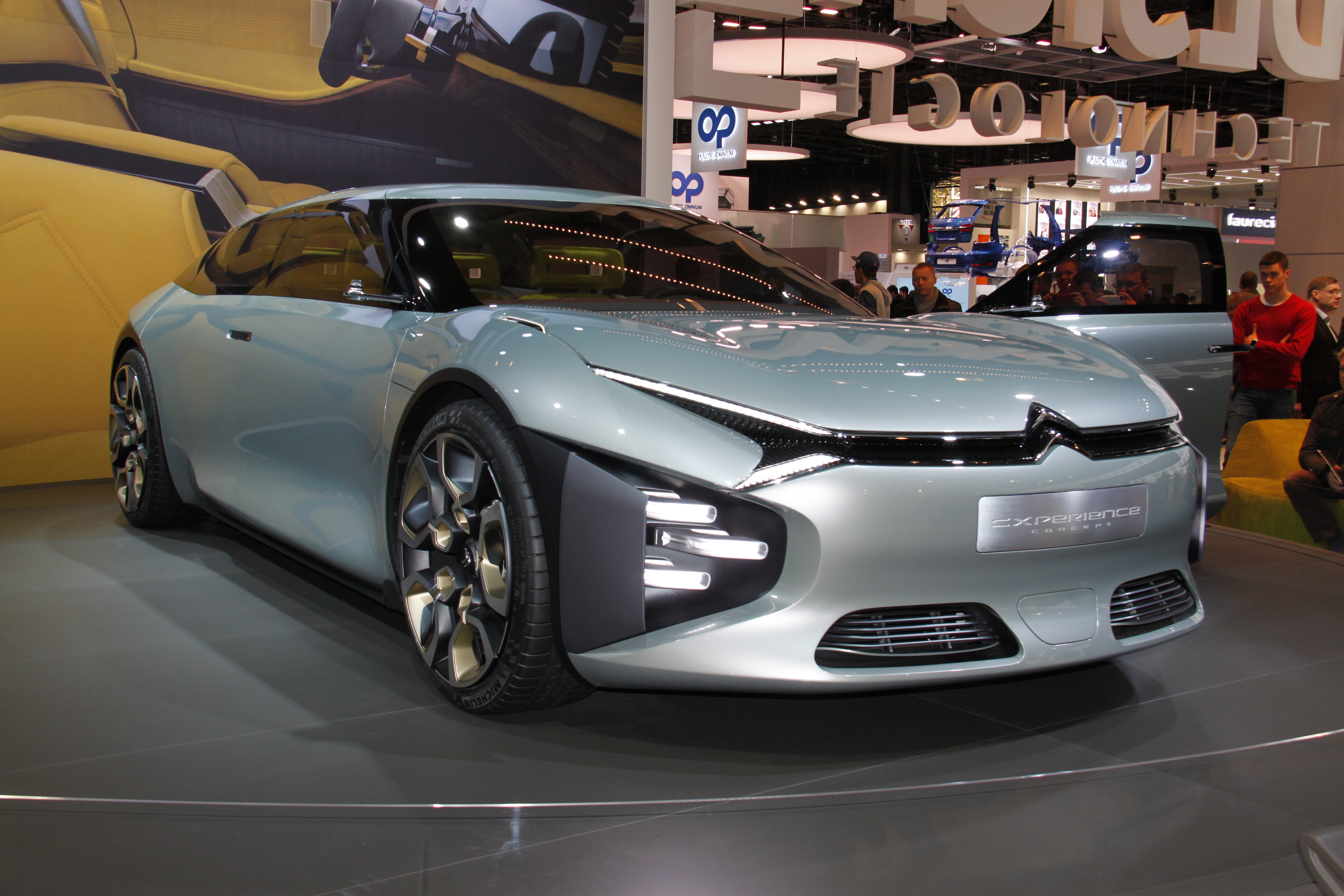
Citroën CXperience
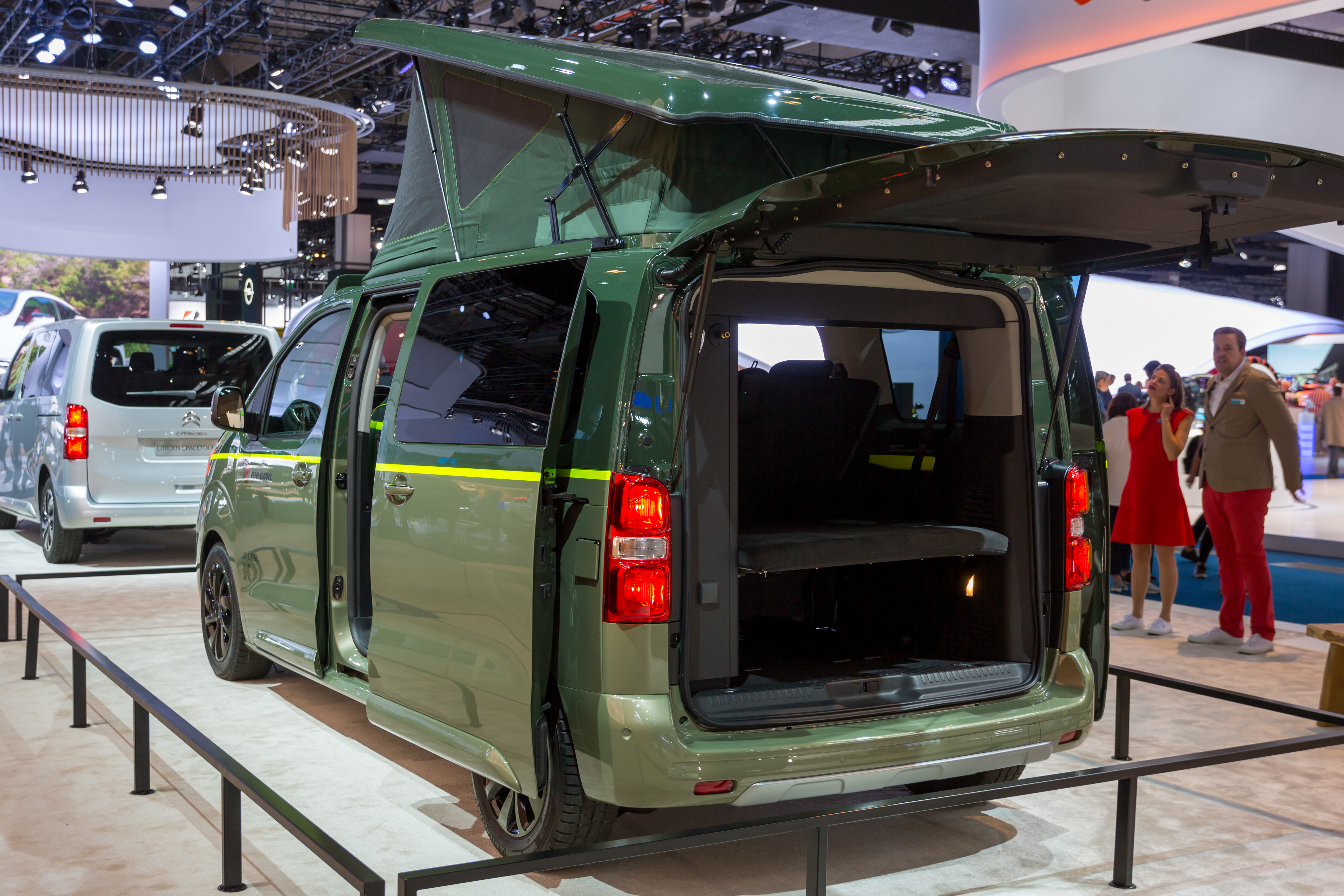
Citroën Spacetourer RIP Curl Concept
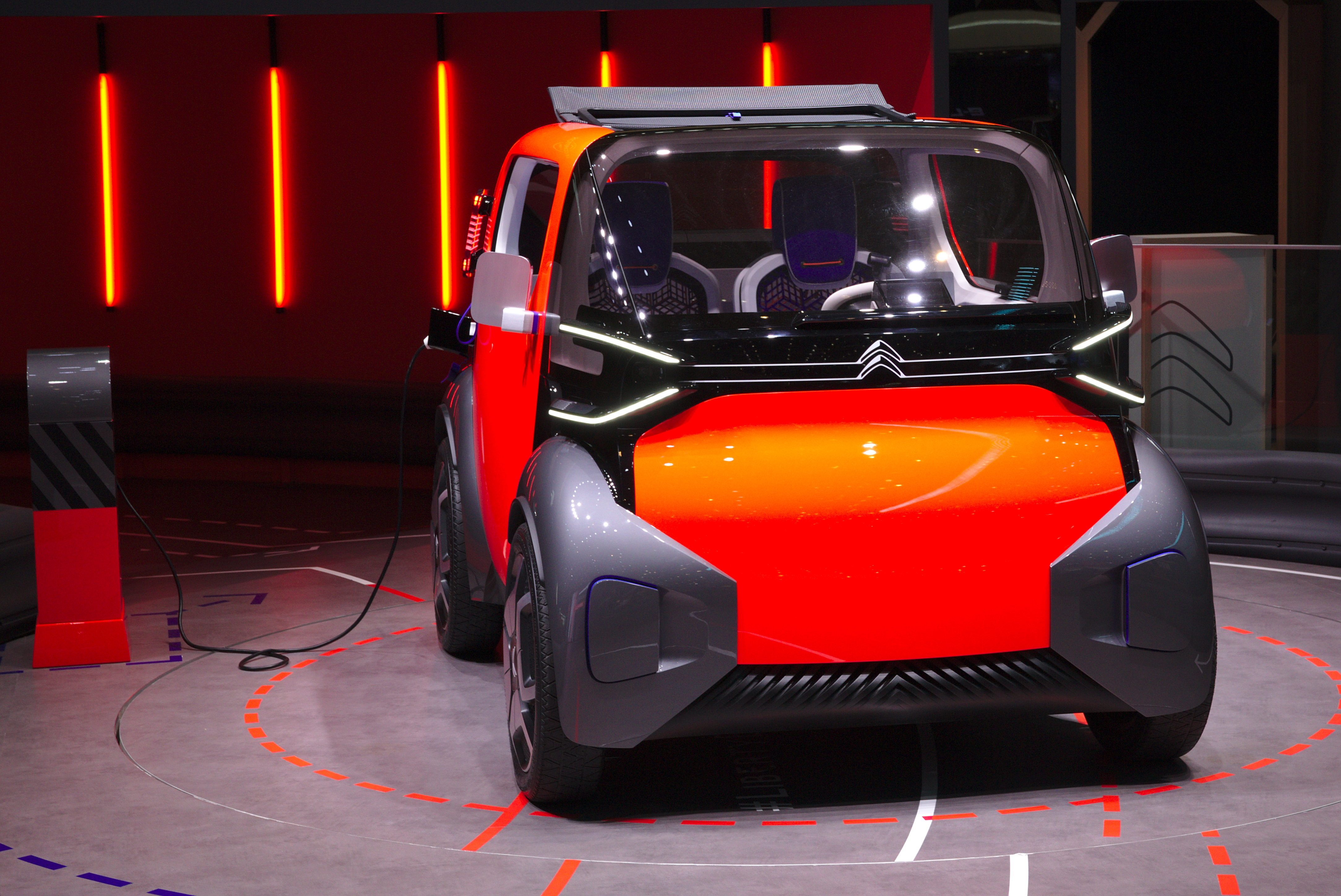
Citroën Ami One
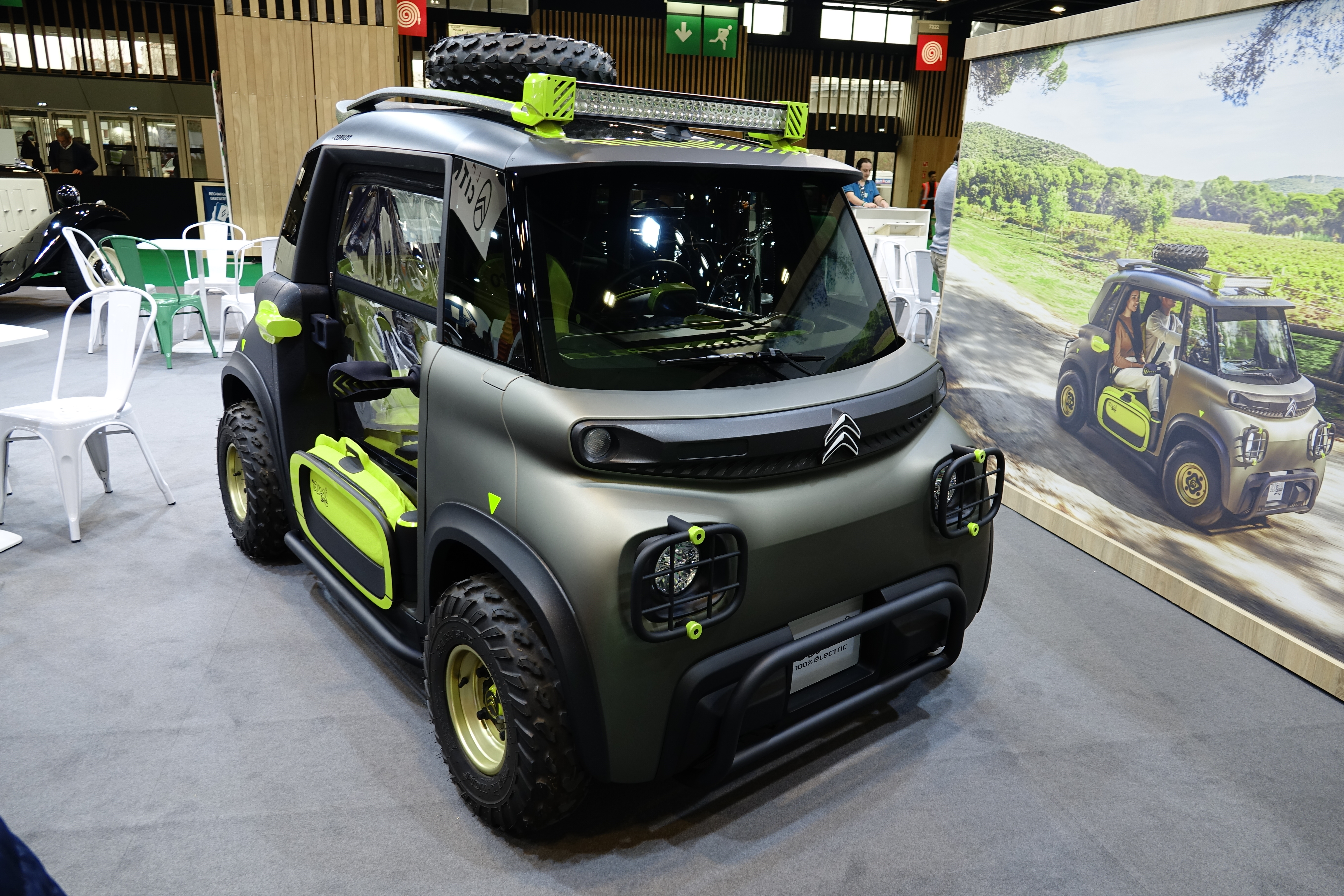
Citroën My Ami Buggy Concept
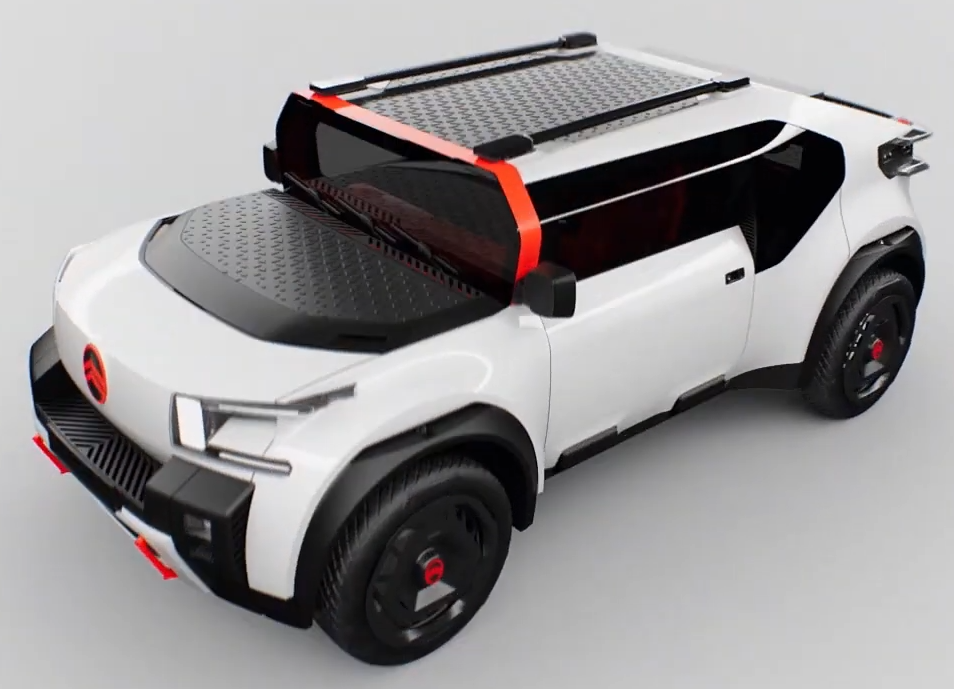
Citroën Oli
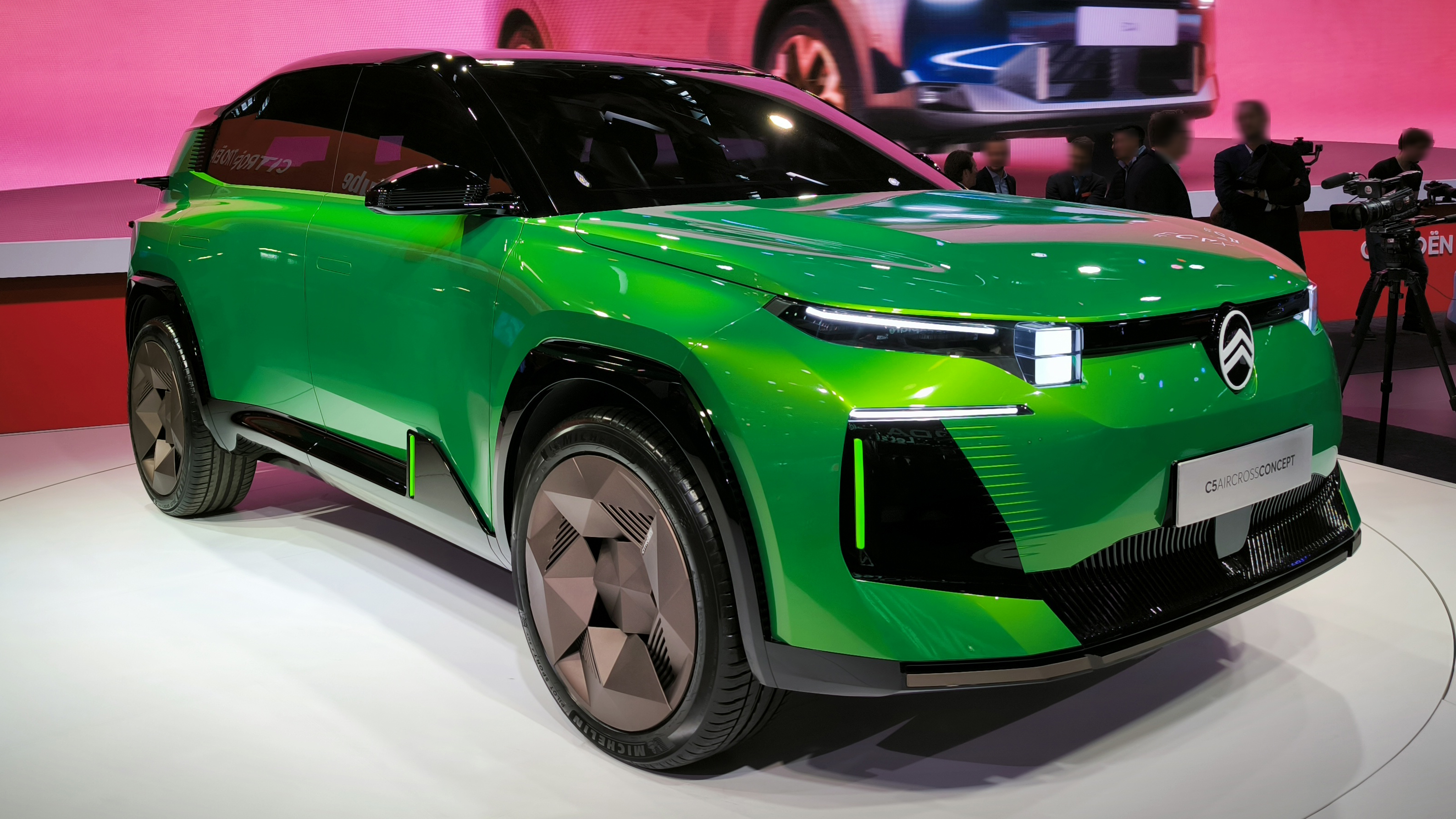
Citroën C5 Aircross Concept

## Tijdlijn
| « vorig — Citroën-modellen van 1980 tot heden | « vorig — Citroën-modellen van 1980 tot heden                                          | « vorig — Citroën-modellen van 1980 tot heden                                         | « vorig — Citroën-modellen van 1980 tot heden                                         | « vorig — Citroën-modellen van 1980 tot heden                                         | « vorig — Citroën-modellen van 1980 tot heden                                         | « vorig — Citroën-modellen van 1980 tot heden                                         | « vorig — Citroën-modellen van 1980 tot heden                                         | « vorig — Citroën-modellen van 1980 tot heden                                         | « vorig — Citroën-modellen van 1980 tot heden                                         | « vorig — Citroën-modellen van 1980 tot heden                                         | « vorig — Citroën-modellen van 1980 tot heden                                         | « vorig — Citroën-modellen van 1980 tot heden                                         | « vorig — Citroën-modellen van 1980 tot heden                                         | « vorig — Citroën-modellen van 1980 tot heden                                         | « vorig — Citroën-modellen van 1980 tot heden                                         | « vorig — Citroën-modellen van 1980 tot heden                                         | « vorig — Citroën-modellen van 1980 tot heden                                         | « vorig — Citroën-modellen van 1980 tot heden                                         | « vorig — Citroën-modellen van 1980 tot heden                                         | « vorig — Citroën-modellen van 1980 tot heden                                         | « vorig — Citroën-modellen van 1980 tot heden                                         | « vorig — Citroën-modellen van 1980 tot heden                                         | « vorig — Citroën-modellen van 1980 tot heden                                         | « vorig — Citroën-modellen van 1980 tot heden                                         | « vorig — Citroën-modellen van 1980 tot heden                                         | « vorig — Citroën-modellen van 1980 tot heden                                         | « vorig — Citroën-modellen van 1980 tot heden                                         | « vorig — Citroën-modellen van 1980 tot heden                                         | « vorig — Citroën-modellen van 1980 tot heden                                         | « vorig — Citroën-modellen van 1980 tot heden                                         | « vorig — Citroën-modellen van 1980 tot heden                                         | « vorig — Citroën-modellen van 1980 tot heden                                         | « vorig — Citroën-modellen van 1980 tot heden                                         | « vorig — Citroën-modellen van 1980 tot heden                                         | « vorig — Citroën-modellen van 1980 tot heden                                         | « vorig — Citroën-modellen van 1980 tot heden                                         | « vorig — Citroën-modellen van 1980 tot heden                                         | « vorig — Citroën-modellen van 1980 tot heden                                         | « vorig — Citroën-modellen van 1980 tot heden                                         | « vorig — Citroën-modellen van 1980 tot heden                                         | « vorig — Citroën-modellen van 1980 tot heden                                         | « vorig — Citroën-modellen van 1980 tot heden                                         | « vorig — Citroën-modellen van 1980 tot heden                                         | « vorig — Citroën-modellen van 1980 tot heden                                         | « vorig — Citroën-modellen van 1980 tot heden                                         | « vorig — Citroën-modellen van 1980 tot heden                                         |                                                                                       |
| --------------------------------------------- | -------------------------------------------------------------------------------------- | ------------------------------------------------------------------------------------- | ------------------------------------------------------------------------------------- | ------------------------------------------------------------------------------------- | ------------------------------------------------------------------------------------- | ------------------------------------------------------------------------------------- | ------------------------------------------------------------------------------------- | ------------------------------------------------------------------------------------- | ------------------------------------------------------------------------------------- | ------------------------------------------------------------------------------------- | ------------------------------------------------------------------------------------- | ------------------------------------------------------------------------------------- | ------------------------------------------------------------------------------------- | ------------------------------------------------------------------------------------- | ------------------------------------------------------------------------------------- | ------------------------------------------------------------------------------------- | ------------------------------------------------------------------------------------- | ------------------------------------------------------------------------------------- | ------------------------------------------------------------------------------------- | ------------------------------------------------------------------------------------- | ------------------------------------------------------------------------------------- | ------------------------------------------------------------------------------------- | ------------------------------------------------------------------------------------- | ------------------------------------------------------------------------------------- | ------------------------------------------------------------------------------------- | ------------------------------------------------------------------------------------- | ------------------------------------------------------------------------------------- | ------------------------------------------------------------------------------------- | ------------------------------------------------------------------------------------- | ------------------------------------------------------------------------------------- | ------------------------------------------------------------------------------------- | ------------------------------------------------------------------------------------- | ------------------------------------------------------------------------------------- | ------------------------------------------------------------------------------------- | ------------------------------------------------------------------------------------- | ------------------------------------------------------------------------------------- | ------------------------------------------------------------------------------------- | ------------------------------------------------------------------------------------- | ------------------------------------------------------------------------------------- | ------------------------------------------------------------------------------------- | ------------------------------------------------------------------------------------- | ------------------------------------------------------------------------------------- | ------------------------------------------------------------------------------------- | ------------------------------------------------------------------------------------- | ------------------------------------------------------------------------------------- | ------------------------------------------------------------------------------------- | ------------------------------------------------------------------------------------- |
| Type                                          | 1980                                                                                   | 1980                                                                                  | 1980                                                                                  | 1980                                                                                  | 1980                                                                                  | 1980                                                                                  | 1980                                                                                  | 1980                                                                                  | 1980                                                                                  | 1980                                                                                  | 1990                                                                                  | 1990                                                                                  | 1990                                                                                  | 1990                                                                                  | 1990                                                                                  | 1990                                                                                  | 1990                                                                                  | 1990                                                                                  | 1990                                                                                  | 1990                                                                                  | 2000                                                                                  | 2000                                                                                  | 2000                                                                                  | 2000                                                                                  | 2000                                                                                  | 2000                                                                                  | 2000                                                                                  | 2000                                                                                  | 2000                                                                                  | 2000                                                                                  | 2010                                                                                  | 2010                                                                                  | 2010                                                                                  | 2010                                                                                  | 2010                                                                                  | 2010                                                                                  | 2010                                                                                  | 2010                                                                                  | 2010                                                                                  | 2010                                                                                  | 2020                                                                                  | 2020                                                                                  | 2020                                                                                  | 2020                                                                                  | 2020                                                                                  | 2020                                                                                  |                                                                                       |
| Type                                          | 0                                                                                      | 1                                                                                     | 2                                                                                     | 3                                                                                     | 4                                                                                     | 5                                                                                     | 6                                                                                     | 7                                                                                     | 8                                                                                     | 9                                                                                     | 0                                                                                     | 1                                                                                     | 2                                                                                     | 3                                                                                     | 4                                                                                     | 5                                                                                     | 6                                                                                     | 7                                                                                     | 8                                                                                     | 9                                                                                     | 0                                                                                     | 1                                                                                     | 2                                                                                     | 3                                                                                     | 4                                                                                     | 5                                                                                     | 6                                                                                     | 7                                                                                     | 8                                                                                     | 9                                                                                     | 0                                                                                     | 1                                                                                     | 2                                                                                     | 3                                                                                     | 4                                                                                     | 5                                                                                     | 6                                                                                     | 7                                                                                     | 8                                                                                     | 9                                                                                     | 0                                                                                     | 1                                                                                     | 2                                                                                     | 3                                                                                     | 4                                                                                     | 5                                                                                     |                                                                                       |
| Dwergauto                                     |                                                                                        |                                                                                       |                                                                                       |                                                                                       |                                                                                       |                                                                                       |                                                                                       |                                                                                       |                                                                                       |                                                                                       |                                                                                       |                                                                                       |                                                                                       |                                                                                       |                                                                                       |                                                                                       |                                                                                       |                                                                                       |                                                                                       |                                                                                       |                                                                                       |                                                                                       |                                                                                       |                                                                                       |                                                                                       |                                                                                       |                                                                                       |                                                                                       |                                                                                       |                                                                                       |                                                                                       |                                                                                       |                                                                                       |                                                                                       |                                                                                       |                                                                                       |                                                                                       |                                                                                       |                                                                                       |                                                                                       | Ami                                                                                   | Ami                                                                                   | Ami                                                                                   | Ami                                                                                   | Ami                                                                                   | Ami                                                                                   |                                                                                       |
| Miniklasse                                    | 2CV                                                                                    | 2CV                                                                                   | 2CV                                                                                   | 2CV                                                                                   | 2CV                                                                                   | 2CV                                                                                   | 2CV                                                                                   | 2CV                                                                                   | 2CV                                                                                   | 2CV                                                                                   | 2CV                                                                                   |                                                                                       |                                                                                       |                                                                                       |                                                                                       |                                                                                       |                                                                                       |                                                                                       |                                                                                       |                                                                                       |                                                                                       |                                                                                       |                                                                                       |                                                                                       |                                                                                       |                                                                                       | C1 I                                                                                  | C1 I                                                                                  | C1 I                                                                                  | C1 I                                                                                  | C1 I                                                                                  | C1 I                                                                                  | C1 I                                                                                  | C1 I                                                                                  | C1 II                                                                                 | C1 II                                                                                 | C1 II                                                                                 | C1 II                                                                                 | C1 II                                                                                 | C1 II                                                                                 | C1 II                                                                                 | C1 II                                                                                 |                                                                                       |                                                                                       |                                                                                       |                                                                                       |                                                                                       |
| Miniklasse                                    |                                                                                        |                                                                                       |                                                                                       |                                                                                       |                                                                                       |                                                                                       |                                                                                       |                                                                                       |                                                                                       |                                                                                       |                                                                                       |                                                                                       |                                                                                       |                                                                                       |                                                                                       |                                                                                       |                                                                                       |                                                                                       |                                                                                       |                                                                                       |                                                                                       |                                                                                       |                                                                                       |                                                                                       |                                                                                       |                                                                                       |                                                                                       |                                                                                       |                                                                                       | C-Zero                                                                                |                                                                                       |                                                                                       |                                                                                       |                                                                                       |                                                                                       |                                                                                       |                                                                                       |                                                                                       |                                                                                       |                                                                                       |                                                                                       |                                                                                       |                                                                                       |                                                                                       |                                                                                       |                                                                                       |                                                                                       |
| Compacte klasse                               | LN / LNA                                                                               | LN / LNA                                                                              | LN / LNA                                                                              | LN / LNA                                                                              | LN / LNA                                                                              | LN / LNA                                                                              | LN / LNA                                                                              | AX                                                                                    | AX                                                                                    | AX                                                                                    | AX                                                                                    | AX                                                                                    | AX                                                                                    | AX                                                                                    | AX                                                                                    | AX                                                                                    | AX                                                                                    | AX                                                                                    | AX                                                                                    |                                                                                       |                                                                                       |                                                                                       |                                                                                       |                                                                                       |                                                                                       |                                                                                       | C2(CN)                                                                                | C2(CN)                                                                                | C2(CN)                                                                                | C2(CN)                                                                                | C2(CN)                                                                                | C2(CN)                                                                                | C2(CN)                                                                                | C2(CN)                                                                                |                                                                                       |                                                                                       |                                                                                       |                                                                                       |                                                                                       |                                                                                       |                                                                                       |                                                                                       |                                                                                       |                                                                                       |                                                                                       |                                                                                       |                                                                                       |
| Compacte klasse                               | Dyane                                                                                  | Dyane                                                                                 | Dyane                                                                                 | Dyane                                                                                 | Axel                                                                                  | Axel                                                                                  | Axel                                                                                  | Axel                                                                                  | Axel                                                                                  | Axel                                                                                  |                                                                                       |                                                                                       |                                                                                       |                                                                                       |                                                                                       | Saxo                                                                                  | Saxo                                                                                  | Saxo                                                                                  | Saxo                                                                                  | Saxo                                                                                  | Saxo                                                                                  | Saxo                                                                                  | Saxo                                                                                  | C2                                                                                    | C2                                                                                    | C2                                                                                    | C2                                                                                    | C2                                                                                    | C2                                                                                    | C2                                                                                    | DS3                                                                                   | DS3                                                                                   | DS3                                                                                   | DS3                                                                                   | DS3                                                                                   | DS3                                                                                   | DS3                                                                                   | DS3                                                                                   | DS3                                                                                   | DS3                                                                                   |                                                                                       |                                                                                       |                                                                                       |                                                                                       |                                                                                       |                                                                                       |                                                                                       |
| Compacte klasse                               | Visa                                                                                   | Visa                                                                                  | Visa                                                                                  | Visa                                                                                  | Visa                                                                                  | Visa                                                                                  | Visa                                                                                  | Visa                                                                                  | Visa                                                                                  |                                                                                       |                                                                                       |                                                                                       |                                                                                       |                                                                                       |                                                                                       |                                                                                       |                                                                                       |                                                                                       |                                                                                       |                                                                                       |                                                                                       |                                                                                       | C3 I                                                                                  | C3 I                                                                                  | C3 I                                                                                  | C3 I                                                                                  | C3 I                                                                                  | C3 I                                                                                  | C3 I                                                                                  | C3 I                                                                                  | C3 I                                                                                  |                                                                                       |                                                                                       |                                                                                       |                                                                                       |                                                                                       |                                                                                       |                                                                                       |                                                                                       |                                                                                       |                                                                                       |                                                                                       |                                                                                       |                                                                                       |                                                                                       |                                                                                       |                                                                                       |
| Compacte klasse                               |                                                                                        |                                                                                       |                                                                                       |                                                                                       |                                                                                       |                                                                                       |                                                                                       |                                                                                       |                                                                                       |                                                                                       |                                                                                       |                                                                                       |                                                                                       |                                                                                       |                                                                                       |                                                                                       |                                                                                       |                                                                                       |                                                                                       |                                                                                       |                                                                                       |                                                                                       |                                                                                       |                                                                                       |                                                                                       |                                                                                       |                                                                                       |                                                                                       |                                                                                       |                                                                                       | C3 II                                                                                 | C3 II                                                                                 | C3 II                                                                                 | C3 II                                                                                 | C3 II                                                                                 | C3 II                                                                                 | C3 III                                                                                | C3 III                                                                                | C3 III                                                                                | C3 III                                                                                | C3 III                                                                                | C3 III                                                                                | C3 III                                                                                | C3 III                                                                                | C3 IV                                                                                 | C3 IV                                                                                 |                                                                                       |
| Compacte middenklasse                         |                                                                                        |                                                                                       |                                                                                       |                                                                                       |                                                                                       |                                                                                       |                                                                                       |                                                                                       |                                                                                       |                                                                                       |                                                                                       |                                                                                       | Fukang(CN)                                                                            | Fukang(CN)                                                                            | Fukang(CN)                                                                            | Fukang(CN)                                                                            | Fukang(CN)                                                                            | Fukang(CN)                                                                            | Fukang(CN)                                                                            | Fukang(CN)                                                                            | Fukang(CN)                                                                            | Fukang(CN)                                                                            | Elysée(CN)                                                                            | Elysée(CN)                                                                            | Elysée(CN)                                                                            | Elysée(CN)                                                                            | Elysée(CN)                                                                            | Elysée(CN)                                                                            | C-Elysée(CN)                                                                          | C-Elysée(CN)                                                                          | C-Elysée(CN)                                                                          | C-Elysée(CN)                                                                          | C-Elysée(CN)                                                                          |                                                                                       |                                                                                       |                                                                                       |                                                                                       |                                                                                       |                                                                                       |                                                                                       |                                                                                       |                                                                                       |                                                                                       |                                                                                       |                                                                                       |                                                                                       |                                                                                       |
| Compacte middenklasse                         |                                                                                        |                                                                                       |                                                                                       |                                                                                       |                                                                                       |                                                                                       |                                                                                       |                                                                                       |                                                                                       |                                                                                       |                                                                                       |                                                                                       |                                                                                       |                                                                                       |                                                                                       |                                                                                       |                                                                                       |                                                                                       |                                                                                       |                                                                                       |                                                                                       |                                                                                       |                                                                                       |                                                                                       |                                                                                       |                                                                                       |                                                                                       |                                                                                       |                                                                                       |                                                                                       |                                                                                       |                                                                                       |                                                                                       | C-Elysée                                                                              |                                                                                       |                                                                                       |                                                                                       |                                                                                       |                                                                                       |                                                                                       |                                                                                       |                                                                                       |                                                                                       |                                                                                       |                                                                                       |                                                                                       |                                                                                       |
| Compacte middenklasse                         |                                                                                        |                                                                                       |                                                                                       |                                                                                       |                                                                                       |                                                                                       |                                                                                       |                                                                                       |                                                                                       |                                                                                       |                                                                                       | ZX                                                                                    | ZX                                                                                    | ZX                                                                                    | ZX                                                                                    | ZX                                                                                    | ZX                                                                                    | Xsara                                                                                 | Xsara                                                                                 | Xsara                                                                                 | Xsara                                                                                 | Xsara                                                                                 | Xsara                                                                                 | Xsara                                                                                 | C4 I                                                                                  | C4 I                                                                                  | C4 I                                                                                  | C4 I                                                                                  | C4 I                                                                                  | C4 I                                                                                  | C4 II                                                                                 | C4 II                                                                                 | C4 II                                                                                 | C4 II                                                                                 | C4 II                                                                                 | C4 II                                                                                 | C4 II                                                                                 | C4 II                                                                                 | C4 Cactus II                                                                          | C4 Cactus II                                                                          | C4 Cactus II                                                                          |                                                                                       |                                                                                       |                                                                                       |                                                                                       |                                                                                       |                                                                                       |
| Compacte middenklasse                         |                                                                                        |                                                                                       |                                                                                       |                                                                                       |                                                                                       |                                                                                       |                                                                                       |                                                                                       |                                                                                       |                                                                                       |                                                                                       |                                                                                       |                                                                                       |                                                                                       |                                                                                       |                                                                                       |                                                                                       |                                                                                       |                                                                                       |                                                                                       |                                                                                       |                                                                                       |                                                                                       |                                                                                       |                                                                                       |                                                                                       |                                                                                       |                                                                                       |                                                                                       | C-Quattre(CN)                                                                         | C-Quattre(CN)                                                                         | C-Quattre(CN)                                                                         | C-Quattre(CN)                                                                         | C-Quattre(CN)                                                                         | C-Quattre(CN)                                                                         | C4 Berline(CN)                                                                        | C4 Berline(CN)                                                                        | C4 Berline(CN)                                                                        | C4 Berline(CN)                                                                        | C4 Berline(CN)                                                                        | C4 Berline(CN)                                                                        |                                                                                       |                                                                                       |                                                                                       |                                                                                       |                                                                                       |                                                                                       |
| Compacte middenklasse                         |                                                                                        |                                                                                       |                                                                                       |                                                                                       |                                                                                       |                                                                                       |                                                                                       |                                                                                       |                                                                                       |                                                                                       |                                                                                       |                                                                                       |                                                                                       |                                                                                       |                                                                                       |                                                                                       |                                                                                       |                                                                                       |                                                                                       |                                                                                       |                                                                                       |                                                                                       |                                                                                       |                                                                                       |                                                                                       |                                                                                       | C-Triomphe(CN)                                                                        | C-Triomphe(CN)                                                                        | C-Triomphe(CN)                                                                        | C-Triomphe(CN)                                                                        | C-Triomphe(CN)                                                                        | C-Triomphe(CN)                                                                        | C-Triomphe(CN)                                                                        | C4-L/Lounge/Sedan(CN,RU,Z-Am)                                                         | C4-L/Lounge/Sedan(CN,RU,Z-Am)                                                         | C4-L/Lounge/Sedan(CN,RU,Z-Am)                                                         | C4-L/Lounge/Sedan(CN,RU,Z-Am)                                                         | C4-L/Lounge/Sedan(CN,RU,Z-Am)                                                         | C4-L/Lounge/Sedan(CN,RU,Z-Am)                                                         | C4-L/Lounge/Sedan(CN,RU,Z-Am)                                                         | C4-L/Lounge/Sedan(CN,RU,Z-Am)                                                         | C4 X                                                                                  | C4 X                                                                                  | C4 X                                                                                  | C4 X                                                                                  | C4 X                                                                                  |                                                                                       |
| Compacte middenklasse                         |                                                                                        |                                                                                       |                                                                                       |                                                                                       |                                                                                       |                                                                                       |                                                                                       |                                                                                       |                                                                                       |                                                                                       |                                                                                       |                                                                                       |                                                                                       |                                                                                       |                                                                                       |                                                                                       |                                                                                       |                                                                                       |                                                                                       |                                                                                       |                                                                                       |                                                                                       |                                                                                       |                                                                                       |                                                                                       |                                                                                       |                                                                                       |                                                                                       |                                                                                       |                                                                                       | DS4                                                                                   |                                                                                       |                                                                                       |                                                                                       |                                                                                       |                                                                                       |                                                                                       |                                                                                       |                                                                                       |                                                                                       |                                                                                       |                                                                                       |                                                                                       |                                                                                       |                                                                                       |                                                                                       |                                                                                       |
| Middenklasse                                  | GS/GSA                                                                                 | GS/GSA                                                                                | GS/GSA                                                                                | GS/GSA                                                                                | GS/GSA                                                                                | GS/GSA                                                                                | GS/GSA                                                                                |                                                                                       |                                                                                       |                                                                                       |                                                                                       |                                                                                       |                                                                                       |                                                                                       |                                                                                       |                                                                                       |                                                                                       |                                                                                       |                                                                                       |                                                                                       |                                                                                       |                                                                                       |                                                                                       |                                                                                       |                                                                                       |                                                                                       |                                                                                       |                                                                                       |                                                                                       |                                                                                       |                                                                                       |                                                                                       |                                                                                       |                                                                                       |                                                                                       |                                                                                       |                                                                                       |                                                                                       |                                                                                       |                                                                                       |                                                                                       |                                                                                       |                                                                                       |                                                                                       |                                                                                       |                                                                                       |                                                                                       |
| Middenklasse                                  |                                                                                        |                                                                                       |                                                                                       | BX                                                                                    | BX                                                                                    | BX                                                                                    | BX                                                                                    | BX                                                                                    | BX                                                                                    | BX                                                                                    | BX                                                                                    | BX                                                                                    | BX                                                                                    | Xantia                                                                                | C5 I                                                                                  | C5 I                                                                                  | C5 I                                                                                  | C5 I                                                                                  | C5 I                                                                                  | C5 I                                                                                  | C5 I                                                                                  | C5 II                                                                                 | C5 II                                                                                 | C5 II                                                                                 | C5 II                                                                                 | C5 II                                                                                 | C5 II                                                                                 | C5 II                                                                                 | C5 II                                                                                 | C5 II                                                                                 | C5 II                                                                                 |                                                                                       |                                                                                       |                                                                                       | C5 X                                                                                  | C5 X                                                                                  | C5 X                                                                                  | C5 X                                                                                  | C5 X                                                                                  |                                                                                       |                                                                                       |                                                                                       |                                                                                       |                                                                                       |                                                                                       |                                                                                       |                                                                                       |
| Middenklasse                                  |                                                                                        |                                                                                       |                                                                                       |                                                                                       |                                                                                       |                                                                                       |                                                                                       |                                                                                       |                                                                                       |                                                                                       |                                                                                       |                                                                                       |                                                                                       |                                                                                       |                                                                                       |                                                                                       |                                                                                       |                                                                                       |                                                                                       |                                                                                       |                                                                                       |                                                                                       |                                                                                       |                                                                                       |                                                                                       |                                                                                       |                                                                                       |                                                                                       |                                                                                       | C5 II(CN)                                                                             |                                                                                       |                                                                                       |                                                                                       |                                                                                       |                                                                                       |                                                                                       |                                                                                       |                                                                                       |                                                                                       |                                                                                       |                                                                                       |                                                                                       |                                                                                       |                                                                                       |                                                                                       |                                                                                       |                                                                                       |
| Middenklasse                                  |                                                                                        |                                                                                       |                                                                                       |                                                                                       |                                                                                       |                                                                                       |                                                                                       |                                                                                       |                                                                                       |                                                                                       |                                                                                       |                                                                                       |                                                                                       |                                                                                       |                                                                                       |                                                                                       |                                                                                       |                                                                                       |                                                                                       |                                                                                       |                                                                                       |                                                                                       |                                                                                       |                                                                                       |                                                                                       |                                                                                       |                                                                                       |                                                                                       |                                                                                       |                                                                                       | DS5                                                                                   |                                                                                       |                                                                                       |                                                                                       |                                                                                       |                                                                                       |                                                                                       |                                                                                       |                                                                                       |                                                                                       |                                                                                       |                                                                                       |                                                                                       |                                                                                       |                                                                                       |                                                                                       |                                                                                       |
| Hogere middenklasse                           | CX                                                                                     | CX                                                                                    | CX                                                                                    | CX                                                                                    | CX                                                                                    | CX                                                                                    | CX                                                                                    | CX                                                                                    | CX                                                                                    | CX                                                                                    | XM                                                                                    | XM                                                                                    | XM                                                                                    | XM                                                                                    | XM                                                                                    | XM                                                                                    | XM                                                                                    | XM                                                                                    | XM                                                                                    | XM                                                                                    |                                                                                       |                                                                                       |                                                                                       |                                                                                       |                                                                                       | C6                                                                                    | C6                                                                                    | C6                                                                                    | C6                                                                                    | C6                                                                                    | C6                                                                                    | C6                                                                                    | C6                                                                                    |                                                                                       |                                                                                       |                                                                                       | C6 II(CN)                                                                             | C6 II(CN)                                                                             | C6 II(CN)                                                                             | C6 II(CN)                                                                             | C6 II(CN)                                                                             | C6 II(CN)                                                                             | C6 II(CN)                                                                             | C6 II(CN)                                                                             | C6 II(CN)                                                                             |                                                                                       |                                                                                       |
| Hogere middenklasse                           | CX Prestige                                                                            |                                                                                       |                                                                                       |                                                                                       |                                                                                       |                                                                                       |                                                                                       |                                                                                       |                                                                                       |                                                                                       |                                                                                       |                                                                                       |                                                                                       |                                                                                       |                                                                                       |                                                                                       |                                                                                       |                                                                                       |                                                                                       |                                                                                       |                                                                                       |                                                                                       |                                                                                       |                                                                                       |                                                                                       |                                                                                       |                                                                                       |                                                                                       |                                                                                       |                                                                                       |                                                                                       |                                                                                       |                                                                                       |                                                                                       |                                                                                       |                                                                                       |                                                                                       |                                                                                       |                                                                                       |                                                                                       |                                                                                       |                                                                                       |                                                                                       |                                                                                       |                                                                                       |                                                                                       |                                                                                       |
| Cabriolet                                     |                                                                                        |                                                                                       |                                                                                       | Visa Cabrio                                                                           | Visa Cabrio                                                                           | Visa Cabrio                                                                           |                                                                                       |                                                                                       |                                                                                       |                                                                                       |                                                                                       |                                                                                       |                                                                                       |                                                                                       |                                                                                       |                                                                                       |                                                                                       |                                                                                       |                                                                                       |                                                                                       |                                                                                       |                                                                                       |                                                                                       | C3 Pluriel                                                                            | C3 Pluriel                                                                            | C3 Pluriel                                                                            | C3 Pluriel                                                                            | C3 Pluriel                                                                            | C3 Pluriel                                                                            | C3 Pluriel                                                                            | C3 Pluriel                                                                            |                                                                                       | DS3 Cabrio                                                                            | DS3 Cabrio                                                                            | DS3 Cabrio                                                                            | DS3 Cabrio                                                                            | DS3 Cabrio                                                                            | DS3 Cabrio                                                                            | DS3 Cabrio                                                                            | DS3 Cabrio                                                                            |                                                                                       |                                                                                       |                                                                                       |                                                                                       |                                                                                       |                                                                                       |                                                                                       |
| CUV                                           |                                                                                        |                                                                                       |                                                                                       |                                                                                       |                                                                                       |                                                                                       |                                                                                       |                                                                                       |                                                                                       |                                                                                       |                                                                                       |                                                                                       |                                                                                       |                                                                                       |                                                                                       |                                                                                       |                                                                                       |                                                                                       |                                                                                       |                                                                                       |                                                                                       |                                                                                       |                                                                                       |                                                                                       |                                                                                       |                                                                                       |                                                                                       |                                                                                       |                                                                                       |                                                                                       | C3 Picasso Aircross(Z-Am)                                                             | C3 Picasso Aircross(Z-Am)                                                             | C3 Picasso Aircross(Z-Am)                                                             | C3 Picasso Aircross(Z-Am)                                                             | C3 Picasso Aircross(Z-Am)                                                             | C3 Picasso Aircross(Z-Am)                                                             | C3 Picasso Aircross(Z-Am)                                                             | C3 Picasso Aircross(Z-Am)                                                             | C3 Picasso Aircross(Z-Am)                                                             | C3 Picasso Aircross(Z-Am)                                                             | C3 Picasso Aircross(Z-Am)                                                             | C3 Picasso Aircross(Z-Am)                                                             |                                                                                       |                                                                                       |                                                                                       |                                                                                       |                                                                                       |
| CUV                                           |                                                                                        |                                                                                       |                                                                                       |                                                                                       |                                                                                       |                                                                                       |                                                                                       |                                                                                       |                                                                                       |                                                                                       |                                                                                       |                                                                                       |                                                                                       |                                                                                       |                                                                                       |                                                                                       |                                                                                       |                                                                                       |                                                                                       |                                                                                       |                                                                                       |                                                                                       |                                                                                       |                                                                                       |                                                                                       |                                                                                       |                                                                                       |                                                                                       |                                                                                       |                                                                                       |                                                                                       |                                                                                       |                                                                                       |                                                                                       | C3-XR(CN)                                                                             | C3-XR(CN)                                                                             | C3-XR(CN)                                                                             | C3-XR(CN)                                                                             | C3-XR(CN)                                                                             | C3-XR(CN)                                                                             | C3-XR(CN)                                                                             | C3-XR(CN)                                                                             | C3-XR(CN)                                                                             | C3-XR(CN)                                                                             | C3 Aircross II                                                                        | C3 Aircross II                                                                        |                                                                                       |
| CUV                                           |                                                                                        |                                                                                       |                                                                                       |                                                                                       |                                                                                       |                                                                                       |                                                                                       |                                                                                       |                                                                                       |                                                                                       |                                                                                       |                                                                                       |                                                                                       |                                                                                       |                                                                                       |                                                                                       |                                                                                       |                                                                                       |                                                                                       |                                                                                       |                                                                                       |                                                                                       |                                                                                       |                                                                                       |                                                                                       |                                                                                       |                                                                                       |                                                                                       |                                                                                       |                                                                                       |                                                                                       |                                                                                       |                                                                                       |                                                                                       |                                                                                       |                                                                                       |                                                                                       |                                                                                       |                                                                                       |                                                                                       | C3-L(CN)                                                                              | C3-L(CN)                                                                              |                                                                                       |                                                                                       | C3-X(Z-Am)                                                                            | C3-X(Z-Am)                                                                            |                                                                                       |
| CUV                                           |                                                                                        |                                                                                       |                                                                                       |                                                                                       |                                                                                       |                                                                                       |                                                                                       |                                                                                       |                                                                                       |                                                                                       |                                                                                       |                                                                                       |                                                                                       |                                                                                       |                                                                                       |                                                                                       |                                                                                       |                                                                                       |                                                                                       |                                                                                       |                                                                                       |                                                                                       |                                                                                       |                                                                                       |                                                                                       |                                                                                       |                                                                                       |                                                                                       |                                                                                       |                                                                                       |                                                                                       |                                                                                       |                                                                                       |                                                                                       | C4 Cactus I                                                                           | C4 Cactus I                                                                           | C4 Cactus I                                                                           | C4 Cactus I                                                                           |                                                                                       |                                                                                       | C4 III / ë-C4                                                                         | C4 III / ë-C4                                                                         | C4 III / ë-C4                                                                         | C4 III / ë-C4                                                                         | C4 III / ë-C4                                                                         | C4 III / ë-C4                                                                         |                                                                                       |
| Mini SUV                                      |                                                                                        |                                                                                       |                                                                                       |                                                                                       |                                                                                       |                                                                                       |                                                                                       |                                                                                       |                                                                                       |                                                                                       |                                                                                       |                                                                                       |                                                                                       |                                                                                       |                                                                                       |                                                                                       |                                                                                       |                                                                                       |                                                                                       |                                                                                       |                                                                                       |                                                                                       |                                                                                       |                                                                                       |                                                                                       |                                                                                       |                                                                                       |                                                                                       |                                                                                       |                                                                                       |                                                                                       |                                                                                       |                                                                                       |                                                                                       |                                                                                       |                                                                                       |                                                                                       | C3 Aircross I                                                                         | C3 Aircross I                                                                         | C3 Aircross I                                                                         | C3 Aircross I                                                                         | C3 Aircross I                                                                         | C3 Aircross I                                                                         | C3 Aircross I                                                                         |                                                                                       |                                                                                       |                                                                                       |
| Compacte SUV                                  |                                                                                        |                                                                                       |                                                                                       |                                                                                       |                                                                                       |                                                                                       |                                                                                       |                                                                                       |                                                                                       |                                                                                       |                                                                                       |                                                                                       |                                                                                       |                                                                                       |                                                                                       |                                                                                       |                                                                                       |                                                                                       |                                                                                       |                                                                                       |                                                                                       |                                                                                       |                                                                                       |                                                                                       |                                                                                       |                                                                                       |                                                                                       |                                                                                       |                                                                                       |                                                                                       |                                                                                       |                                                                                       | C4 Aircross                                                                           | C4 Aircross                                                                           | C4 Aircross                                                                           | C4 Aircross                                                                           | C4 Aircross                                                                           | C4 Aircross                                                                           | C4 Aircross(CN)                                                                       | C4 Aircross(CN)                                                                       | C4 Aircross(CN)                                                                       | C4 Aircross(CN)                                                                       |                                                                                       |                                                                                       |                                                                                       |                                                                                       |                                                                                       |
| Compacte SUV                                  |                                                                                        |                                                                                       |                                                                                       |                                                                                       |                                                                                       |                                                                                       |                                                                                       |                                                                                       |                                                                                       |                                                                                       |                                                                                       |                                                                                       |                                                                                       |                                                                                       |                                                                                       |                                                                                       |                                                                                       |                                                                                       |                                                                                       |                                                                                       |                                                                                       |                                                                                       |                                                                                       |                                                                                       |                                                                                       |                                                                                       |                                                                                       |                                                                                       |                                                                                       |                                                                                       |                                                                                       |                                                                                       |                                                                                       |                                                                                       |                                                                                       |                                                                                       |                                                                                       |                                                                                       | C5 Aircross I                                                                         | C5 Aircross I                                                                         | C5 Aircross I                                                                         | C5 Aircross I                                                                         | C5 Aircross I                                                                         | C5 Aircross I                                                                         | C5 Aircross I                                                                         | C5 Aircross II                                                                        |                                                                                       |
| SUV                                           |                                                                                        |                                                                                       |                                                                                       |                                                                                       |                                                                                       |                                                                                       |                                                                                       |                                                                                       |                                                                                       |                                                                                       |                                                                                       |                                                                                       |                                                                                       |                                                                                       |                                                                                       |                                                                                       |                                                                                       |                                                                                       |                                                                                       |                                                                                       |                                                                                       |                                                                                       |                                                                                       |                                                                                       |                                                                                       | C-Crosser                                                                             | C-Crosser                                                                             | C-Crosser                                                                             | C-Crosser                                                                             | C-Crosser                                                                             | C-Crosser                                                                             | C-Crosser                                                                             | C-Crosser                                                                             |                                                                                       |                                                                                       |                                                                                       |                                                                                       |                                                                                       |                                                                                       |                                                                                       |                                                                                       |                                                                                       |                                                                                       |                                                                                       |                                                                                       |                                                                                       |                                                                                       |
| Mini MPV                                      |                                                                                        |                                                                                       |                                                                                       |                                                                                       |                                                                                       |                                                                                       |                                                                                       |                                                                                       |                                                                                       |                                                                                       |                                                                                       |                                                                                       |                                                                                       |                                                                                       |                                                                                       |                                                                                       |                                                                                       |                                                                                       |                                                                                       |                                                                                       |                                                                                       |                                                                                       |                                                                                       |                                                                                       |                                                                                       |                                                                                       |                                                                                       |                                                                                       |                                                                                       | C3 Picasso                                                                            | C3 Picasso                                                                            | C3 Picasso                                                                            | C3 Picasso                                                                            | C3 Picasso                                                                            | C3 Picasso                                                                            | C3 Picasso                                                                            | C3 Picasso                                                                            | C3 Picasso                                                                            |                                                                                       |                                                                                       |                                                                                       |                                                                                       |                                                                                       |                                                                                       |                                                                                       |                                                                                       |                                                                                       |
| Compacte MPV                                  |                                                                                        |                                                                                       |                                                                                       |                                                                                       |                                                                                       |                                                                                       |                                                                                       |                                                                                       |                                                                                       |                                                                                       |                                                                                       |                                                                                       |                                                                                       |                                                                                       |                                                                                       |                                                                                       |                                                                                       |                                                                                       |                                                                                       | Xsara Picasso                                                                         | Xsara Picasso                                                                         | Xsara Picasso                                                                         | Xsara Picasso                                                                         | Xsara Picasso                                                                         | Xsara Picasso                                                                         | Xsara Picasso                                                                         | Xsara Picasso                                                                         | Xsara Picasso                                                                         | Xsara Picasso                                                                         | Xsara Picasso                                                                         | Xsara Picasso                                                                         |                                                                                       |                                                                                       |                                                                                       |                                                                                       |                                                                                       |                                                                                       |                                                                                       |                                                                                       |                                                                                       |                                                                                       |                                                                                       |                                                                                       |                                                                                       |                                                                                       |                                                                                       |                                                                                       |
| Compacte MPV                                  |                                                                                        |                                                                                       |                                                                                       |                                                                                       |                                                                                       |                                                                                       |                                                                                       |                                                                                       |                                                                                       |                                                                                       |                                                                                       |                                                                                       |                                                                                       |                                                                                       |                                                                                       |                                                                                       |                                                                                       |                                                                                       |                                                                                       |                                                                                       |                                                                                       |                                                                                       |                                                                                       |                                                                                       |                                                                                       |                                                                                       | C4 Picasso I                                                                          | C4 Picasso I                                                                          | C4 Picasso I                                                                          | C4 Picasso I                                                                          | C4 Picasso I                                                                          | C4 Picasso I                                                                          | C4 Picasso I                                                                          | C4 Picasso II / C4 SpaceTourer                                                        | C4 Picasso II / C4 SpaceTourer                                                        | C4 Picasso II / C4 SpaceTourer                                                        | C4 Picasso II / C4 SpaceTourer                                                        | C4 Picasso II / C4 SpaceTourer                                                        | C4 Picasso II / C4 SpaceTourer                                                        | C4 Picasso II / C4 SpaceTourer                                                        | C4 Picasso II / C4 SpaceTourer                                                        | C4 Picasso II / C4 SpaceTourer                                                        | C4 Picasso II / C4 SpaceTourer                                                        |                                                                                       |                                                                                       |                                                                                       |                                                                                       |
| MPV                                           |                                                                                        |                                                                                       |                                                                                       |                                                                                       |                                                                                       |                                                                                       |                                                                                       |                                                                                       |                                                                                       |                                                                                       |                                                                                       |                                                                                       |                                                                                       |                                                                                       | Evasion                                                                               | Evasion                                                                               | Evasion                                                                               | Evasion                                                                               | Evasion                                                                               | Evasion                                                                               | Evasion                                                                               | Evasion                                                                               | Evasion                                                                               | C8                                                                                    | C8                                                                                    | C8                                                                                    | C8                                                                                    | C8                                                                                    | C8                                                                                    | C8                                                                                    | C8                                                                                    | C8                                                                                    | C8                                                                                    | C8                                                                                    |                                                                                       |                                                                                       |                                                                                       |                                                                                       |                                                                                       |                                                                                       |                                                                                       |                                                                                       |                                                                                       |                                                                                       |                                                                                       |                                                                                       |                                                                                       |
| Ludospace                                     |                                                                                        |                                                                                       |                                                                                       |                                                                                       |                                                                                       |                                                                                       |                                                                                       |                                                                                       |                                                                                       |                                                                                       |                                                                                       |                                                                                       |                                                                                       |                                                                                       |                                                                                       | Berlingo I                                                                            | Berlingo I                                                                            | Berlingo I                                                                            | Berlingo I                                                                            | Berlingo I                                                                            | Berlingo I                                                                            | Berlingo I                                                                            | Berlingo I                                                                            | Berlingo I                                                                            | Berlingo I                                                                            | Berlingo I                                                                            | Berlingo I                                                                            | Berlingo I                                                                            | Berlingo I                                                                            | Berlingo I                                                                            | Berlingo I                                                                            |                                                                                       |                                                                                       |                                                                                       |                                                                                       |                                                                                       |                                                                                       |                                                                                       |                                                                                       |                                                                                       |                                                                                       |                                                                                       |                                                                                       |                                                                                       |                                                                                       |                                                                                       |                                                                                       |
| Ludospace                                     |                                                                                        |                                                                                       |                                                                                       |                                                                                       |                                                                                       |                                                                                       |                                                                                       |                                                                                       |                                                                                       |                                                                                       |                                                                                       |                                                                                       |                                                                                       |                                                                                       |                                                                                       |                                                                                       |                                                                                       |                                                                                       |                                                                                       |                                                                                       |                                                                                       |                                                                                       |                                                                                       |                                                                                       |                                                                                       |                                                                                       |                                                                                       |                                                                                       | Berlingo II                                                                           | Berlingo II                                                                           | Berlingo II                                                                           | Berlingo II                                                                           | Berlingo II                                                                           | Berlingo II                                                                           | Berlingo II                                                                           | Berlingo II                                                                           | Berlingo II                                                                           | Berlingo II                                                                           | Berlingo III                                                                          | Berlingo III                                                                          | Berlingo III                                                                          | Berlingo III                                                                          | Berlingo III                                                                          | Berlingo III                                                                          | Berlingo III                                                                          | Berlingo III                                                                          |                                                                                       |
| Terreinwagen                                  | Méhari                                                                                 | Méhari                                                                                | Méhari                                                                                | Méhari                                                                                | Méhari                                                                                | Méhari                                                                                | Méhari                                                                                | Méhari                                                                                |                                                                                       |                                                                                       |                                                                                       |                                                                                       |                                                                                       |                                                                                       |                                                                                       |                                                                                       |                                                                                       |                                                                                       |                                                                                       |                                                                                       |                                                                                       |                                                                                       |                                                                                       |                                                                                       |                                                                                       |                                                                                       |                                                                                       |                                                                                       |                                                                                       |                                                                                       |                                                                                       |                                                                                       |                                                                                       |                                                                                       |                                                                                       |                                                                                       | e-Méhari                                                                              | e-Méhari                                                                              | e-Méhari                                                                              | e-Méhari                                                                              |                                                                                       |                                                                                       |                                                                                       |                                                                                       |                                                                                       |                                                                                       |                                                                                       |
| Bestelwagen                                   | Acadiane                                                                               | Acadiane                                                                              | Acadiane                                                                              | Acadiane                                                                              | Acadiane                                                                              | Acadiane                                                                              | Acadiane                                                                              | Acadiane                                                                              |                                                                                       |                                                                                       |                                                                                       |                                                                                       |                                                                                       |                                                                                       |                                                                                       |                                                                                       |                                                                                       |                                                                                       |                                                                                       |                                                                                       |                                                                                       |                                                                                       |                                                                                       |                                                                                       |                                                                                       |                                                                                       |                                                                                       |                                                                                       |                                                                                       |                                                                                       |                                                                                       |                                                                                       |                                                                                       |                                                                                       |                                                                                       |                                                                                       |                                                                                       |                                                                                       |                                                                                       |                                                                                       |                                                                                       |                                                                                       |                                                                                       |                                                                                       |                                                                                       |                                                                                       |                                                                                       |
| Bestelwagen                                   |                                                                                        |                                                                                       |                                                                                       |                                                                                       |                                                                                       | C15                                                                                   | C15                                                                                   | C15                                                                                   | C15                                                                                   | C15                                                                                   | C15                                                                                   | C15                                                                                   | C15                                                                                   | C15                                                                                   | C15                                                                                   | C15                                                                                   | C15                                                                                   | C15                                                                                   | C15                                                                                   | C15                                                                                   | C15                                                                                   | C15                                                                                   | C15                                                                                   | C15                                                                                   | C15                                                                                   | C15                                                                                   | C15                                                                                   | Nemo                                                                                  | Nemo                                                                                  | Nemo                                                                                  | Nemo                                                                                  | Nemo                                                                                  | Nemo                                                                                  | Nemo                                                                                  | Nemo                                                                                  | Nemo                                                                                  | Nemo                                                                                  | Nemo                                                                                  | Berlingo III                                                                          | Berlingo III                                                                          | Berlingo III                                                                          | Berlingo III                                                                          | Berlingo III                                                                          | Berlingo III                                                                          | Berlingo III                                                                          | Berlingo III                                                                          |                                                                                       |
| Bestelwagen                                   | Type H                                                                                 | Type H                                                                                | C25                                                                                   | C25                                                                                   | C25                                                                                   | C25                                                                                   | C25                                                                                   | C25                                                                                   | C25                                                                                   | C25                                                                                   | C25                                                                                   | C25                                                                                   | C25                                                                                   | C25                                                                                   | C25                                                                                   | Jumpy I                                                                               | Jumpy I                                                                               | Jumpy I                                                                               | Jumpy I                                                                               | Jumpy I                                                                               | Jumpy I                                                                               | Jumpy I                                                                               | Jumpy I                                                                               | Jumpy I                                                                               | Jumpy I                                                                               | Jumpy I                                                                               | Jumpy I                                                                               | Jumpy II                                                                              | Jumpy II                                                                              | Jumpy II                                                                              | Jumpy II                                                                              | Jumpy II                                                                              | Jumpy II                                                                              | Jumpy II                                                                              | Jumpy II                                                                              | Jumpy II                                                                              | Jumpy III/SpaceTourer                                                                 | Jumpy III/SpaceTourer                                                                 | Jumpy III/SpaceTourer                                                                 | Jumpy III/SpaceTourer                                                                 | Jumpy III/SpaceTourer                                                                 | Jumpy III/SpaceTourer                                                                 | Jumpy III/SpaceTourer                                                                 | Jumpy III/SpaceTourer                                                                 | Jumpy III/SpaceTourer                                                                 | Jumpy III/SpaceTourer                                                                 |                                                                                       |
| Bestelwagen                                   | C32/C35                                                                                | C32/C35                                                                               | C32/C35                                                                               | C32/C35                                                                               | C32/C35                                                                               | C32/C35                                                                               | C32/C35                                                                               | C32/C35                                                                               | C32/C35                                                                               | C32/C35                                                                               | C32/C35                                                                               | C32/C35                                                                               |                                                                                       |                                                                                       | Jumper I                                                                              | Jumper I                                                                              | Jumper I                                                                              | Jumper I                                                                              | Jumper I                                                                              | Jumper I                                                                              | Jumper I                                                                              | Jumper I                                                                              | Jumper I                                                                              | Jumper I                                                                              | Jumper I                                                                              | Jumper I                                                                              | Jumper II                                                                             | Jumper II                                                                             | Jumper II                                                                             | Jumper II                                                                             | Jumper II                                                                             | Jumper II                                                                             | Jumper II                                                                             | Jumper II                                                                             | Jumper II                                                                             | Jumper II                                                                             | Jumper II                                                                             | Jumper II                                                                             | Jumper II                                                                             | Jumper II                                                                             | Jumper II                                                                             | Jumper II                                                                             | Jumper II                                                                             | Jumper II                                                                             | Jumper II                                                                             | Jumper II                                                                             |                                                                                       |
| Eigenaar                                      | Groupe PSA                                                                             | Groupe PSA                                                                            | Groupe PSA                                                                            | Groupe PSA                                                                            | Groupe PSA                                                                            | Groupe PSA                                                                            | Groupe PSA                                                                            | Groupe PSA                                                                            | Groupe PSA                                                                            | Groupe PSA                                                                            | Groupe PSA                                                                            | Groupe PSA                                                                            | Groupe PSA                                                                            | Groupe PSA                                                                            | Groupe PSA                                                                            | Groupe PSA                                                                            | Groupe PSA                                                                            | Groupe PSA                                                                            | Groupe PSA                                                                            | Groupe PSA                                                                            | Groupe PSA                                                                            | Groupe PSA                                                                            | Groupe PSA                                                                            | Groupe PSA                                                                            | Groupe PSA                                                                            | Groupe PSA                                                                            | Groupe PSA                                                                            | Groupe PSA                                                                            | Groupe PSA                                                                            | Groupe PSA                                                                            | Groupe PSA                                                                            | Groupe PSA                                                                            | Groupe PSA                                                                            | Groupe PSA                                                                            | Groupe PSA                                                                            | Groupe PSA                                                                            | Groupe PSA                                                                            | Groupe PSA                                                                            | Groupe PSA                                                                            | Groupe PSA                                                                            | Groupe PSA                                                                            | Stellantis                                                                            | Stellantis                                                                            | Stellantis                                                                            | Stellantis                                                                            | Stellantis                                                                            |                                                                                       |
| Legende                                       |                                                                                        | Citroën tot 2015, daarna uitgebracht als model van het nieuwe automerk DS Automobiles | Citroën tot 2015, daarna uitgebracht als model van het nieuwe automerk DS Automobiles | Citroën tot 2015, daarna uitgebracht als model van het nieuwe automerk DS Automobiles | Citroën tot 2015, daarna uitgebracht als model van het nieuwe automerk DS Automobiles | Citroën tot 2015, daarna uitgebracht als model van het nieuwe automerk DS Automobiles | Citroën tot 2015, daarna uitgebracht als model van het nieuwe automerk DS Automobiles | Citroën tot 2015, daarna uitgebracht als model van het nieuwe automerk DS Automobiles | Citroën tot 2015, daarna uitgebracht als model van het nieuwe automerk DS Automobiles | Citroën tot 2015, daarna uitgebracht als model van het nieuwe automerk DS Automobiles | Citroën tot 2015, daarna uitgebracht als model van het nieuwe automerk DS Automobiles | Citroën tot 2015, daarna uitgebracht als model van het nieuwe automerk DS Automobiles | Citroën tot 2015, daarna uitgebracht als model van het nieuwe automerk DS Automobiles | Citroën tot 2015, daarna uitgebracht als model van het nieuwe automerk DS Automobiles | Citroën tot 2015, daarna uitgebracht als model van het nieuwe automerk DS Automobiles | Citroën tot 2015, daarna uitgebracht als model van het nieuwe automerk DS Automobiles | Citroën tot 2015, daarna uitgebracht als model van het nieuwe automerk DS Automobiles | Citroën tot 2015, daarna uitgebracht als model van het nieuwe automerk DS Automobiles | Citroën tot 2015, daarna uitgebracht als model van het nieuwe automerk DS Automobiles | Citroën tot 2015, daarna uitgebracht als model van het nieuwe automerk DS Automobiles | Citroën tot 2015, daarna uitgebracht als model van het nieuwe automerk DS Automobiles | Citroën tot 2015, daarna uitgebracht als model van het nieuwe automerk DS Automobiles | Citroën tot 2015, daarna uitgebracht als model van het nieuwe automerk DS Automobiles | Citroën tot 2015, daarna uitgebracht als model van het nieuwe automerk DS Automobiles | Citroën tot 2015, daarna uitgebracht als model van het nieuwe automerk DS Automobiles | Citroën tot 2015, daarna uitgebracht als model van het nieuwe automerk DS Automobiles | Citroën tot 2015, daarna uitgebracht als model van het nieuwe automerk DS Automobiles | Citroën tot 2015, daarna uitgebracht als model van het nieuwe automerk DS Automobiles | Citroën tot 2015, daarna uitgebracht als model van het nieuwe automerk DS Automobiles | Citroën tot 2015, daarna uitgebracht als model van het nieuwe automerk DS Automobiles | Citroën tot 2015, daarna uitgebracht als model van het nieuwe automerk DS Automobiles | Citroën tot 2015, daarna uitgebracht als model van het nieuwe automerk DS Automobiles | Citroën tot 2015, daarna uitgebracht als model van het nieuwe automerk DS Automobiles | Citroën tot 2015, daarna uitgebracht als model van het nieuwe automerk DS Automobiles | Citroën tot 2015, daarna uitgebracht als model van het nieuwe automerk DS Automobiles | Citroën tot 2015, daarna uitgebracht als model van het nieuwe automerk DS Automobiles | Citroën tot 2015, daarna uitgebracht als model van het nieuwe automerk DS Automobiles | Citroën tot 2015, daarna uitgebracht als model van het nieuwe automerk DS Automobiles | Citroën tot 2015, daarna uitgebracht als model van het nieuwe automerk DS Automobiles | Citroën tot 2015, daarna uitgebracht als model van het nieuwe automerk DS Automobiles | Citroën tot 2015, daarna uitgebracht als model van het nieuwe automerk DS Automobiles | Citroën tot 2015, daarna uitgebracht als model van het nieuwe automerk DS Automobiles | Citroën tot 2015, daarna uitgebracht als model van het nieuwe automerk DS Automobiles | Citroën tot 2015, daarna uitgebracht als model van het nieuwe automerk DS Automobiles | Citroën tot 2015, daarna uitgebracht als model van het nieuwe automerk DS Automobiles | Citroën tot 2015, daarna uitgebracht als model van het nieuwe automerk DS Automobiles | Citroën tot 2015, daarna uitgebracht als model van het nieuwe automerk DS Automobiles |
| Legende                                       | Geproduceerd door Dongfeng Peugeot-Citroën Automobile, exclusief voor de Chinese markt |                                                                                       |                                                                                       |                                                                                       |                                                                                       |                                                                                       |                                                                                       |                                                                                       |                                                                                       |                                                                                       |                                                                                       |                                                                                       |                                                                                       |                                                                                       |                                                                                       |                                                                                       |                                                                                       |                                                                                       |                                                                                       |                                                                                       |                                                                                       |                                                                                       |                                                                                       |                                                                                       |                                                                                       |                                                                                       |                                                                                       |                                                                                       |                                                                                       |                                                                                       |                                                                                       |                                                                                       |                                                                                       |                                                                                       |                                                                                       |                                                                                       |                                                                                       |                                                                                       |                                                                                       |                                                                                       |                                                                                       |                                                                                       |                                                                                       |                                                                                       |                                                                                       |                                                                                       |                                                                                       |

| « vorig — Citroën-modellen van 1945 tot 1980 — volgend » | « vorig — Citroën-modellen van 1945 tot 1980 — volgend » | « vorig — Citroën-modellen van 1945 tot 1980 — volgend » | « vorig — Citroën-modellen van 1945 tot 1980 — volgend » | « vorig — Citroën-modellen van 1945 tot 1980 — volgend » | « vorig — Citroën-modellen van 1945 tot 1980 — volgend » | « vorig — Citroën-modellen van 1945 tot 1980 — volgend » | « vorig — Citroën-modellen van 1945 tot 1980 — volgend » | « vorig — Citroën-modellen van 1945 tot 1980 — volgend » | « vorig — Citroën-modellen van 1945 tot 1980 — volgend » | « vorig — Citroën-modellen van 1945 tot 1980 — volgend » | « vorig — Citroën-modellen van 1945 tot 1980 — volgend » | « vorig — Citroën-modellen van 1945 tot 1980 — volgend » | « vorig — Citroën-modellen van 1945 tot 1980 — volgend » | « vorig — Citroën-modellen van 1945 tot 1980 — volgend » | « vorig — Citroën-modellen van 1945 tot 1980 — volgend » | « vorig — Citroën-modellen van 1945 tot 1980 — volgend » | « vorig — Citroën-modellen van 1945 tot 1980 — volgend » | « vorig — Citroën-modellen van 1945 tot 1980 — volgend » | « vorig — Citroën-modellen van 1945 tot 1980 — volgend » | « vorig — Citroën-modellen van 1945 tot 1980 — volgend » | « vorig — Citroën-modellen van 1945 tot 1980 — volgend » | « vorig — Citroën-modellen van 1945 tot 1980 — volgend » | « vorig — Citroën-modellen van 1945 tot 1980 — volgend » | « vorig — Citroën-modellen van 1945 tot 1980 — volgend » | « vorig — Citroën-modellen van 1945 tot 1980 — volgend » | « vorig — Citroën-modellen van 1945 tot 1980 — volgend » | « vorig — Citroën-modellen van 1945 tot 1980 — volgend » | « vorig — Citroën-modellen van 1945 tot 1980 — volgend » | « vorig — Citroën-modellen van 1945 tot 1980 — volgend » | « vorig — Citroën-modellen van 1945 tot 1980 — volgend » | « vorig — Citroën-modellen van 1945 tot 1980 — volgend » | « vorig — Citroën-modellen van 1945 tot 1980 — volgend » | « vorig — Citroën-modellen van 1945 tot 1980 — volgend » | « vorig — Citroën-modellen van 1945 tot 1980 — volgend » | « vorig — Citroën-modellen van 1945 tot 1980 — volgend » | « vorig — Citroën-modellen van 1945 tot 1980 — volgend » |
| -------------------------------------------------------- | -------------------------------------------------------- | -------------------------------------------------------- | -------------------------------------------------------- | -------------------------------------------------------- | -------------------------------------------------------- | -------------------------------------------------------- | -------------------------------------------------------- | -------------------------------------------------------- | -------------------------------------------------------- | -------------------------------------------------------- | -------------------------------------------------------- | -------------------------------------------------------- | -------------------------------------------------------- | -------------------------------------------------------- | -------------------------------------------------------- | -------------------------------------------------------- | -------------------------------------------------------- | -------------------------------------------------------- | -------------------------------------------------------- | -------------------------------------------------------- | -------------------------------------------------------- | -------------------------------------------------------- | -------------------------------------------------------- | -------------------------------------------------------- | -------------------------------------------------------- | -------------------------------------------------------- | -------------------------------------------------------- | -------------------------------------------------------- | -------------------------------------------------------- | -------------------------------------------------------- | -------------------------------------------------------- | -------------------------------------------------------- | -------------------------------------------------------- | -------------------------------------------------------- | -------------------------------------------------------- | -------------------------------------------------------- |
| Type                                                     | 1940                                                     | 1940                                                     | 1940                                                     | 1940                                                     | 1940                                                     | 1950                                                     | 1950                                                     | 1950                                                     | 1950                                                     | 1950                                                     | 1950                                                     | 1950                                                     | 1950                                                     | 1950                                                     | 1950                                                     | 1960                                                     | 1960                                                     | 1960                                                     | 1960                                                     | 1960                                                     | 1960                                                     | 1960                                                     | 1960                                                     | 1960                                                     | 1960                                                     | 1970                                                     | 1970                                                     | 1970                                                     | 1970                                                     | 1970                                                     | 1970                                                     | 1970                                                     | 1970                                                     | 1970                                                     | 1970                                                     |                                                          |
| Type                                                     | 5                                                        | 6                                                        | 7                                                        | 8                                                        | 9                                                        | 0                                                        | 1                                                        | 2                                                        | 3                                                        | 4                                                        | 5                                                        | 6                                                        | 7                                                        | 8                                                        | 9                                                        | 0                                                        | 1                                                        | 2                                                        | 3                                                        | 4                                                        | 5                                                        | 6                                                        | 7                                                        | 8                                                        | 9                                                        | 0                                                        | 1                                                        | 2                                                        | 3                                                        | 4                                                        | 5                                                        | 6                                                        | 7                                                        | 8                                                        | 9                                                        |                                                          |
| Miniklasse                                               |                                                          |                                                          |                                                          | 2CV                                                      | 2CV                                                      | 2CV                                                      | 2CV                                                      | 2CV                                                      | 2CV                                                      | 2CV                                                      | 2CV                                                      | 2CV                                                      | 2CV                                                      | 2CV                                                      | 2CV                                                      | 2CV                                                      | 2CV                                                      | 2CV                                                      | 2CV                                                      | 2CV                                                      | 2CV                                                      | 2CV                                                      | 2CV                                                      | 2CV                                                      | 2CV                                                      | 2CV                                                      | 2CV                                                      | 2CV                                                      | 2CV                                                      | 2CV                                                      | 2CV                                                      | 2CV                                                      | 2CV                                                      | 2CV                                                      | 2CV                                                      |                                                          |
| Compacte klasse                                          |                                                          |                                                          |                                                          |                                                          |                                                          |                                                          |                                                          |                                                          |                                                          |                                                          |                                                          |                                                          |                                                          |                                                          |                                                          |                                                          |                                                          |                                                          |                                                          |                                                          |                                                          |                                                          |                                                          |                                                          |                                                          |                                                          |                                                          |                                                          |                                                          |                                                          |                                                          | LN / LNA                                                 | LN / LNA                                                 | LN / LNA                                                 | LN / LNA                                                 |                                                          |
| Compacte klasse                                          |                                                          |                                                          |                                                          |                                                          |                                                          |                                                          |                                                          |                                                          |                                                          |                                                          |                                                          |                                                          |                                                          |                                                          |                                                          |                                                          |                                                          |                                                          |                                                          |                                                          |                                                          |                                                          | Dyane                                                    |                                                          |                                                          |                                                          |                                                          |                                                          |                                                          |                                                          |                                                          |                                                          |                                                          |                                                          |                                                          |                                                          |
| Compacte klasse                                          |                                                          |                                                          |                                                          |                                                          |                                                          |                                                          |                                                          |                                                          |                                                          |                                                          |                                                          |                                                          |                                                          |                                                          |                                                          |                                                          | Ami 6/8/Super/M35                                        | Ami 6/8/Super/M35                                        | Ami 6/8/Super/M35                                        | Ami 6/8/Super/M35                                        | Ami 6/8/Super/M35                                        | Ami 6/8/Super/M35                                        | Ami 6/8/Super/M35                                        | Ami 6/8/Super/M35                                        | Ami 6/8/Super/M35                                        | Ami 6/8/Super/M35                                        | Ami 6/8/Super/M35                                        | Ami 6/8/Super/M35                                        | Ami 6/8/Super/M35                                        | Ami 6/8/Super/M35                                        | Ami 6/8/Super/M35                                        | Ami 6/8/Super/M35                                        | Ami 6/8/Super/M35                                        | Visa                                                     | Visa                                                     |                                                          |
| Middenklasse                                             |                                                          |                                                          |                                                          |                                                          |                                                          |                                                          |                                                          |                                                          |                                                          |                                                          |                                                          |                                                          |                                                          |                                                          |                                                          |                                                          |                                                          |                                                          |                                                          |                                                          |                                                          |                                                          |                                                          |                                                          |                                                          | GS/GSA                                                   | GS/GSA                                                   | GS/GSA                                                   | GS/GSA                                                   | GS/GSA                                                   | GS/GSA                                                   | GS/GSA                                                   | GS/GSA                                                   | GS/GSA                                                   | GS/GSA                                                   |                                                          |
| Hogere middenklasse                                      | Traction Avant                                           | Traction Avant                                           | Traction Avant                                           | Traction Avant                                           | Traction Avant                                           | Traction Avant                                           | Traction Avant                                           | Traction Avant                                           | Traction Avant                                           | Traction Avant                                           | Traction Avant                                           | Traction Avant                                           | ID                                                       | ID                                                       | ID                                                       | ID                                                       | ID                                                       | ID                                                       | ID                                                       | ID                                                       | ID                                                       | ID                                                       | ID                                                       | ID                                                       | ID                                                       | ID                                                       | ID                                                       | ID                                                       | ID                                                       | ID                                                       | ID                                                       | CX                                                       | CX                                                       | CX                                                       | CX                                                       |                                                          |
| Hogere middenklasse                                      |                                                          |                                                          |                                                          |                                                          |                                                          |                                                          |                                                          |                                                          |                                                          |                                                          |                                                          | DS                                                       | DS                                                       | DS                                                       | DS                                                       | DS                                                       | DS                                                       | DS                                                       | DS                                                       | DS                                                       | DS                                                       | DS                                                       | DS                                                       | DS                                                       | DS                                                       | DS                                                       | DS                                                       | DS                                                       | DS                                                       | DS                                                       | DS                                                       | DS                                                       | CX Prestige                                              | CX Prestige                                              | CX Prestige                                              |                                                          |
| Cabriolet                                                | Traction Avant                                           | Traction Avant                                           | Traction Avant                                           | Traction Avant                                           | Traction Avant                                           | Traction Avant                                           | Traction Avant                                           | Traction Avant                                           | Traction Avant                                           | Traction Avant                                           | Traction Avant                                           | Traction Avant                                           |                                                          |                                                          |                                                          |                                                          | DS                                                       | DS                                                       | DS                                                       | DS                                                       | DS                                                       | DS                                                       | DS                                                       | DS                                                       | DS                                                       | DS                                                       |                                                          |                                                          |                                                          |                                                          |                                                          |                                                          |                                                          |                                                          |                                                          |                                                          |
| GT                                                       |                                                          |                                                          |                                                          |                                                          |                                                          |                                                          |                                                          |                                                          |                                                          |                                                          |                                                          |                                                          |                                                          |                                                          |                                                          |                                                          |                                                          |                                                          |                                                          |                                                          |                                                          |                                                          |                                                          |                                                          |                                                          | SM                                                       | SM                                                       | SM                                                       | SM                                                       | SM                                                       | SM                                                       |                                                          |                                                          |                                                          |                                                          |                                                          |
| Terreinwagen                                             |                                                          |                                                          |                                                          |                                                          |                                                          |                                                          |                                                          |                                                          |                                                          |                                                          |                                                          |                                                          |                                                          |                                                          |                                                          |                                                          |                                                          |                                                          |                                                          |                                                          |                                                          |                                                          |                                                          | Méhari                                                   | Méhari                                                   | Méhari                                                   | Méhari                                                   | Méhari                                                   | Méhari                                                   | Méhari                                                   | Méhari                                                   | Méhari                                                   | Méhari                                                   | Méhari                                                   | Méhari                                                   |                                                          |
| Bestelwagen                                              |                                                          |                                                          |                                                          |                                                          |                                                          |                                                          | 2CV Fourgonnette                                         | 2CV Fourgonnette                                         | 2CV Fourgonnette                                         | 2CV Fourgonnette                                         | 2CV Fourgonnette                                         | 2CV Fourgonnette                                         | 2CV Fourgonnette                                         | 2CV Fourgonnette                                         | 2CV Fourgonnette                                         | 2CV Fourgonnette                                         | 2CV Fourgonnette                                         | 2CV Fourgonnette                                         | 2CV Fourgonnette                                         | 2CV Fourgonnette                                         | 2CV Fourgonnette                                         | 2CV Fourgonnette                                         | 2CV Fourgonnette                                         | 2CV Fourgonnette                                         | 2CV Fourgonnette                                         | 2CV Fourgonnette                                         | 2CV Fourgonnette                                         | 2CV Fourgonnette                                         | 2CV Fourgonnette                                         | 2CV Fourgonnette                                         | 2CV Fourgonnette                                         | 2CV Fourgonnette                                         | 2CV Fourgonnette                                         | Acadiane                                                 | Acadiane                                                 |                                                          |
| Bestelwagen                                              |                                                          | Type H                                                   |                                                          |                                                          |                                                          |                                                          |                                                          |                                                          |                                                          |                                                          |                                                          |                                                          |                                                          |                                                          |                                                          |                                                          |                                                          |                                                          |                                                          |                                                          |                                                          |                                                          |                                                          |                                                          |                                                          |                                                          |                                                          |                                                          |                                                          |                                                          |                                                          |                                                          |                                                          |                                                          |                                                          |                                                          |
| Bestelwagen                                              |                                                          |                                                          |                                                          |                                                          |                                                          |                                                          |                                                          |                                                          |                                                          |                                                          |                                                          |                                                          |                                                          |                                                          |                                                          |                                                          |                                                          |                                                          |                                                          |                                                          |                                                          |                                                          |                                                          |                                                          |                                                          |                                                          |                                                          |                                                          | C32/C35                                                  |                                                          |                                                          |                                                          |                                                          |                                                          |                                                          |                                                          |
| Vrachtwagen                                              | T23                                                      | T23                                                      | T23                                                      | T23                                                      | T23                                                      | T23                                                      | T23                                                      | T23                                                      | T23                                                      | T23                                                      | T23                                                      | T23                                                      | T23                                                      | T23                                                      | T23                                                      | T23                                                      | T23                                                      | T23                                                      | T23                                                      | T23                                                      | T23                                                      | T23                                                      | T23                                                      | T23                                                      | T23                                                      |                                                          |                                                          |                                                          |                                                          |                                                          |                                                          |                                                          |                                                          |                                                          |                                                          |                                                          |
| Vrachtwagen                                              | Type 45                                                  | Type 45                                                  | Type 45                                                  | Type 45                                                  | Type 45                                                  | Type 45                                                  | Type 45                                                  | Type 45                                                  | Type 45                                                  | Type 45                                                  | U45                                                      | U45                                                      | U45                                                      | U45                                                      | U45                                                      | U45                                                      | U45                                                      | U45                                                      | U45                                                      | U45                                                      | Belphégor                                                | Belphégor                                                | Belphégor                                                | Belphégor                                                | Belphégor                                                | Belphégor                                                | Belphégor                                                | Belphégor                                                | Belphégor                                                | Belphégor                                                |                                                          |                                                          |                                                          |                                                          |                                                          |                                                          |
| Eigenaar                                                 | Michelin                                                 | Michelin                                                 | Michelin                                                 | Michelin                                                 | Michelin                                                 | Michelin                                                 | Michelin                                                 | Michelin                                                 | Michelin                                                 | Michelin                                                 | Michelin                                                 | Michelin                                                 | Michelin                                                 | Michelin                                                 | Michelin                                                 | Michelin                                                 | Michelin                                                 | Michelin                                                 | Michelin                                                 | Michelin                                                 | Michelin                                                 | Michelin                                                 | Michelin                                                 | Michelin                                                 | Michelin                                                 | Michelin                                                 | Michelin                                                 | Michelin                                                 | Michelin                                                 | Michelin                                                 | Michelin                                                 | Groupe PSA                                               | Groupe PSA                                               | Groupe PSA                                               | Groupe PSA                                               |                                                          |

| Type                | 1910          | 1910          | 1910          | 1910          | 1910          | 1910          | 1910          | 1910          | 1910          | 1910          | 1920          | 1920          | 1920          | 1920          | 1920          | 1920          | 1920          | 1920          | 1920          | 1920          | 1930          | 1930          | 1930          | 1930          | 1930           | 1930           | 1930           | 1930           | 1930           | 1930           | 1940     | 1940     | 1940     | 1940     | 1940     |
| Type                | 0             | 1             | 2             | 3             | 4             | 5             | 6             | 7             | 8             | 9             | 0             | 1             | 2             | 3             | 4             | 5             | 6             | 7             | 8             | 9             | 0             | 1             | 2             | 3             | 4              | 5              | 6              | 7              | 8              | 9              | 0        | 1        | 2        | 3        | 4        |
| Miniklasse          |               |               |               |               |               |               |               |               |               |               |               |               | C             | C             | C             | C             | C             |               |               |               |               |               |               |               |                |                |                |                |                |                |          |          |          |          |          |
| 4-cilinder          |               |               |               |               |               |               |               |               |               | A             | A             | A             |               |               |               |               |               |               |               |               |               |               |               |               |                |                |                |                |                |                |          |          |          |          |          |
| 4-cilinder          |               |               |               |               |               |               |               |               |               |               | B2            |               |               |               |               |               |               |               |               |               |               |               |               |               |                |                |                |                |                |                |          |          |          |          |          |
| 4-cilinder          |               |               |               |               |               |               |               |               |               |               |               |               |               | B10           |               |               |               |               |               |               |               |               |               |               |                |                |                |                |                |                |          |          |          |          |          |
| 4-cilinder          |               |               |               |               |               |               |               |               |               |               |               |               |               |               | B12           |               |               |               |               |               |               |               |               |               |                |                |                |                |                |                |          |          |          |          |          |
| 4-cilinder          |               |               |               |               |               |               |               |               |               |               |               |               |               |               |               | B14           |               |               |               |               |               |               |               |               |                |                |                |                |                |                |          |          |          |          |          |
| 4-cilinder          |               |               |               |               |               |               |               |               |               |               |               |               |               |               |               | B18           |               |               |               |               |               |               |               |               |                |                |                |                |                |                |          |          |          |          |          |
| 4-cilinder          |               |               |               |               |               |               |               |               |               |               |               |               |               |               |               |               |               | C4            |               |               |               |               |               |               |                |                |                |                |                |                |          |          |          |          |          |
| 4-cilinder          |               |               |               |               |               |               |               |               |               |               |               |               |               |               |               |               |               |               |               |               |               | Rosalie       |               |               |                |                |                |                |                |                |          |          |          |          |          |
| 6-cilinder          |               |               |               |               |               |               |               |               |               |               |               |               |               |               |               |               |               |               | C6            | C6            | C6            | C6            | C6            |               |                |                |                |                |                |                |          |          |          |          |          |
| Hogere middenklasse |               |               |               |               |               |               |               |               |               |               |               |               |               |               |               |               |               |               |               |               |               |               |               |               | Traction Avant | Traction Avant | Traction Avant | Traction Avant | Traction Avant | Traction Avant |          |          |          |          |          |
| Cabriolet/Coupé     |               |               |               |               |               |               |               |               |               |               |               |               |               |               |               |               |               |               |               |               |               |               |               |               | Traction Avant | Traction Avant | Traction Avant | Traction Avant | Traction Avant | Traction Avant |          |          |          |          |          |
| Bestelwagen         |               |               |               |               |               |               |               |               |               |               |               |               |               |               |               |               |               |               |               |               |               |               |               |               |                |                |                |                |                | TUB            | TUB      | TUB      |          |          |          |
| Vrachtwagen         |               |               |               |               |               |               |               |               |               |               |               |               |               |               |               |               | B15           | B15           | B15           |               |               |               |               |               | T23            | T23            | T23            | T23            | T23            | T23            | T23      | T23      | T23      | T23      | T23      |
| Vrachtwagen         |               |               |               |               |               |               |               |               |               |               |               |               |               |               |               |               |               |               |               |               |               |               |               | Type 45       |                |                |                |                |                |                |          |          |          |          |          |
| Eigenaar            | André Citroën | André Citroën | André Citroën | André Citroën | André Citroën | André Citroën | André Citroën | André Citroën | André Citroën | André Citroën | André Citroën | André Citroën | André Citroën | André Citroën | André Citroën | André Citroën | André Citroën | André Citroën | André Citroën | André Citroën | André Citroën | André Citroën | André Citroën | André Citroën | Michelin       | Michelin       | Michelin       | Michelin       | Michelin       | Michelin       | Michelin | Michelin | Michelin | Michelin | Michelin |